# 軍服 (第二次世界大戦の米陸軍)

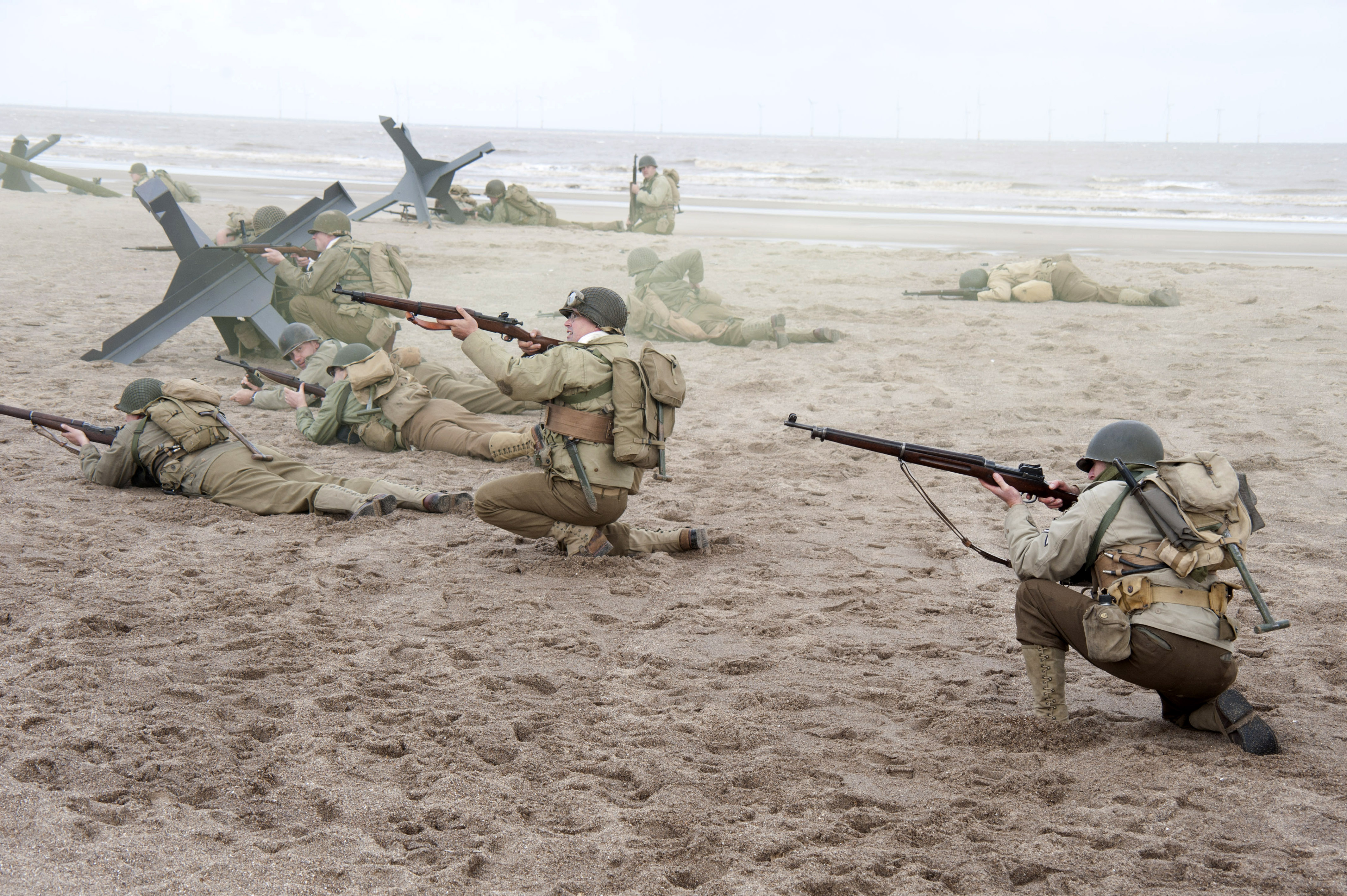
2010年ノルマンディー上陸作戦の歴史再現イベント

本稿では第二次世界大戦中のアメリカ陸軍の軍服について記述する。

## フィールドジャケット
ヨーロッパ戦域における陸軍歩兵の最も基本的な野戦服がこのフィールドジャケット（Field Jacket, FJ）である。M1941フィールドジャケットとM1943フィールドジャケットの2種が存在するが、有名なのはM1941フィールド・ジャケットの方であり、GI（アメリカ兵）の象徴となった。

### M1941フィールドジャケット
陸軍は1941年5月6日にM1941フィールドジャケットを野戦服として承認した。正式名称は「JACKET FIELD, OD」である。
主要国の軍隊が通常勤務も野戦も同じ軍服を使用していた時代にあって初めて戦闘のためだけの制服として採用されたのがこのジャケットである。ジャケットの仕様は第3軍団司令官パーソンズ将軍により決定され、平常服の代わりとなる民間のウインドブレーカーに似た動きやすいジャケットにすることがコンセプトだった。
明るいオリーブドラブ色（以下OD色）のコットン・ポプリンで製造された丈の短いショートジャケットであり、裏地はフランネルだった。前打ち合わせをジッパーとボタンで二重に止めることができ、首元まで閉じることができるが、通常は一番上のボタンは外して開襟着用した。上襟の裏には短いタブとボタンがあり、襟を立てた状態で留めることができた。左右の前身頃には開口部が斜めの切り込みポケットが2つ付いているが、ポケットにふたはなかった。
この明るいOD色のショートジャケットを普通のOD色のウール・シャツとズボンの上に着、茶皮のサービスシューズを履いてレギンス（ゲートル）を巻いたスタイルがヨーロッパ戦域のアメリカ歩兵の一般的スタイルだった。
しかしM1941フィールドジャケットは色々問題が多かった。まず防寒性が不十分であり、雨から身を守ることができなかった。明るい色だったので汚れやすいうえに戦場で目立ちやすかった。襟と袖口は擦れやすく、ジッパーはすぐに壊れた。こうした欠点の克服のため、M1943フィールドジャケットが誕生して1944年末頃から徐々に切り替えられていくが、その支給が不十分だったため、結局M1941は終戦まで広く使用され続けることになり、GIの象徴であり続けた。
コットンポプリン製は耐久性が低いため、現存するM1941は襟や袖にダメージを受けている物が多く、程度のいい現物の入手が困難な一品になっている。

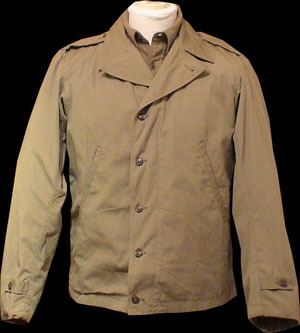
M1941フィールドジャケット
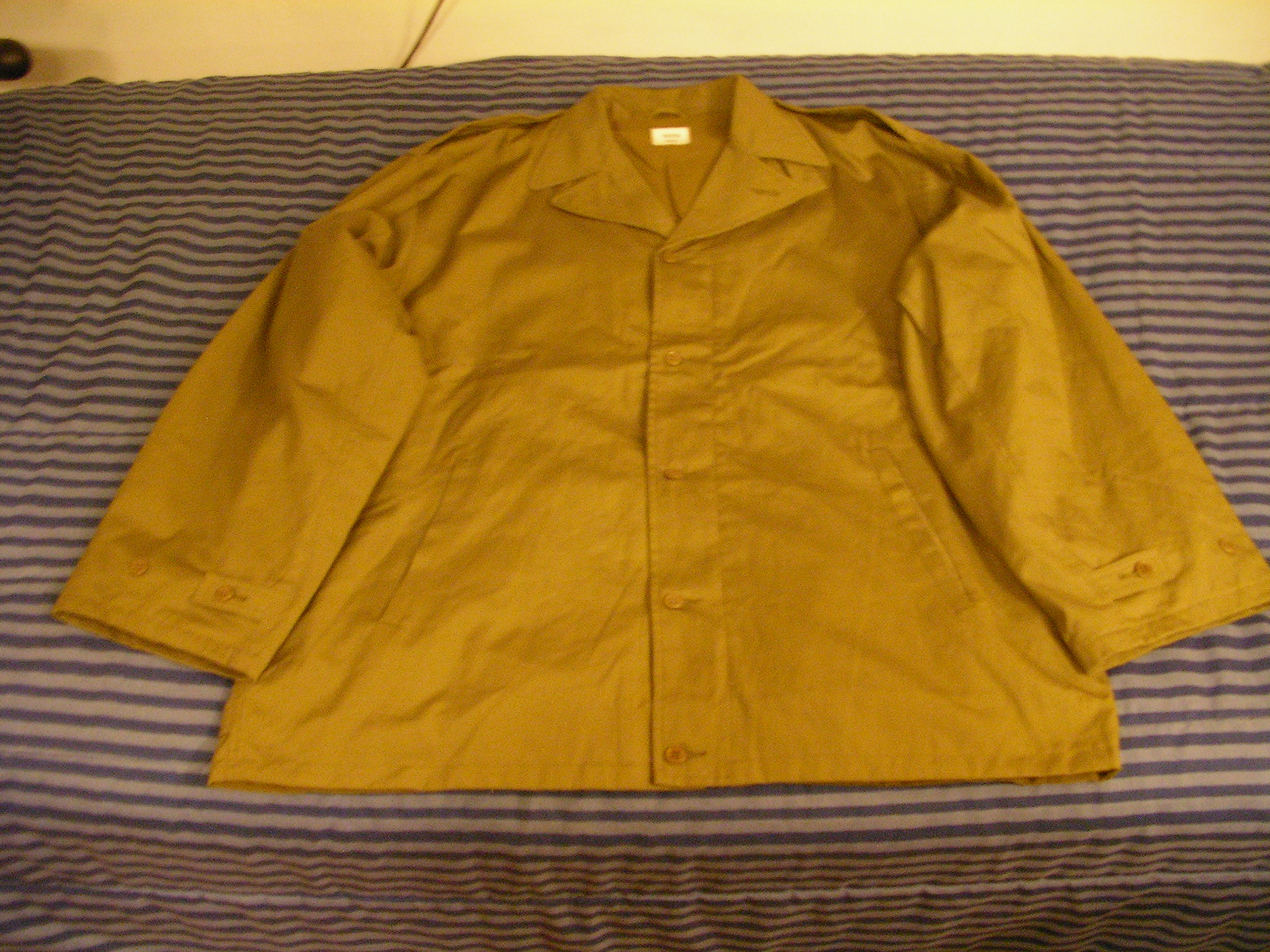
M1941フィールドジャケット
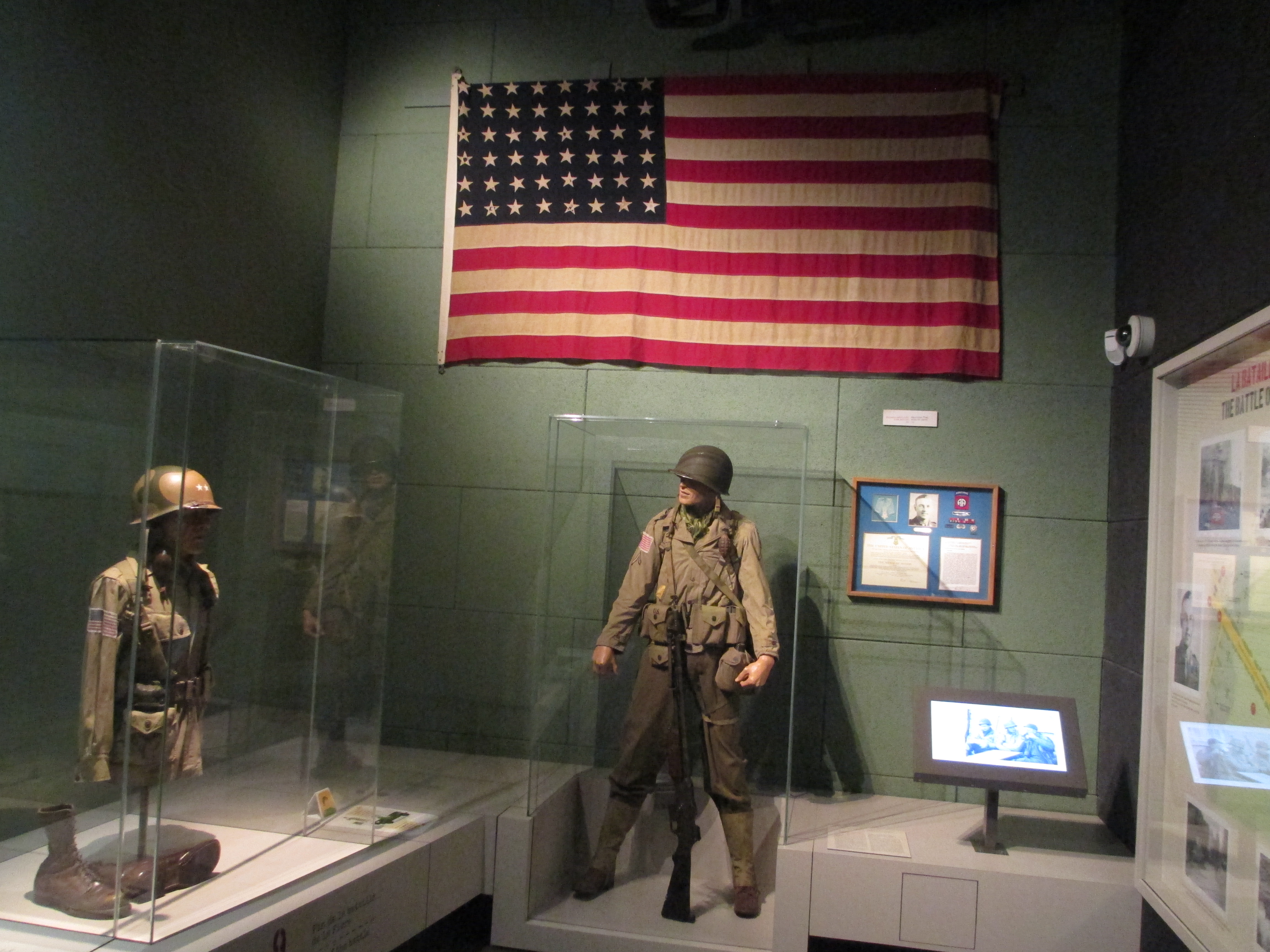
M1941フィールドジャケット（中央） （フランスサント＝メール＝エグリーズ空挺部隊博物館（フランス語版）の展示物）

### M1943フィールドジャケット
1944年末頃からM1943フィールド・ジャケットの支給が開始された。これは被服の統一化を求める陸軍需品科の要請で、それまで歩兵、戦車兵、降下兵、山岳部隊でバラバラだった戦闘服を統一し、かつ欠点が多かったM1941を更新するために作られたものである。
色は緑がかったOD色（ODシェード7）のコットンサテン製であり、M1941より丈が長く、前打ち合わせは6個の隠しボタンで留めた。胸に2つの貼り付けポケット、腰に2つの切り込みポケットがあり、どちらも隠しボタンでV字型の蓋を閉じることができた。
イタリア戦線の部隊から支給が開始されたが、直後に採用されたアイク・ジャケットとのパワーバランスや、補給の問題もあって終戦までにヨーロッパ戦線のすべての部隊にいきわたったわけではなかった。

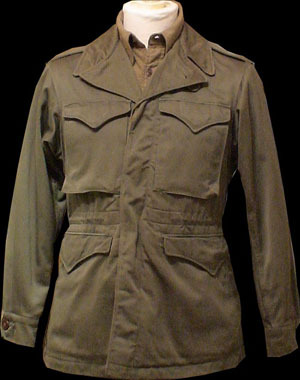
M1943フィールドジャケット
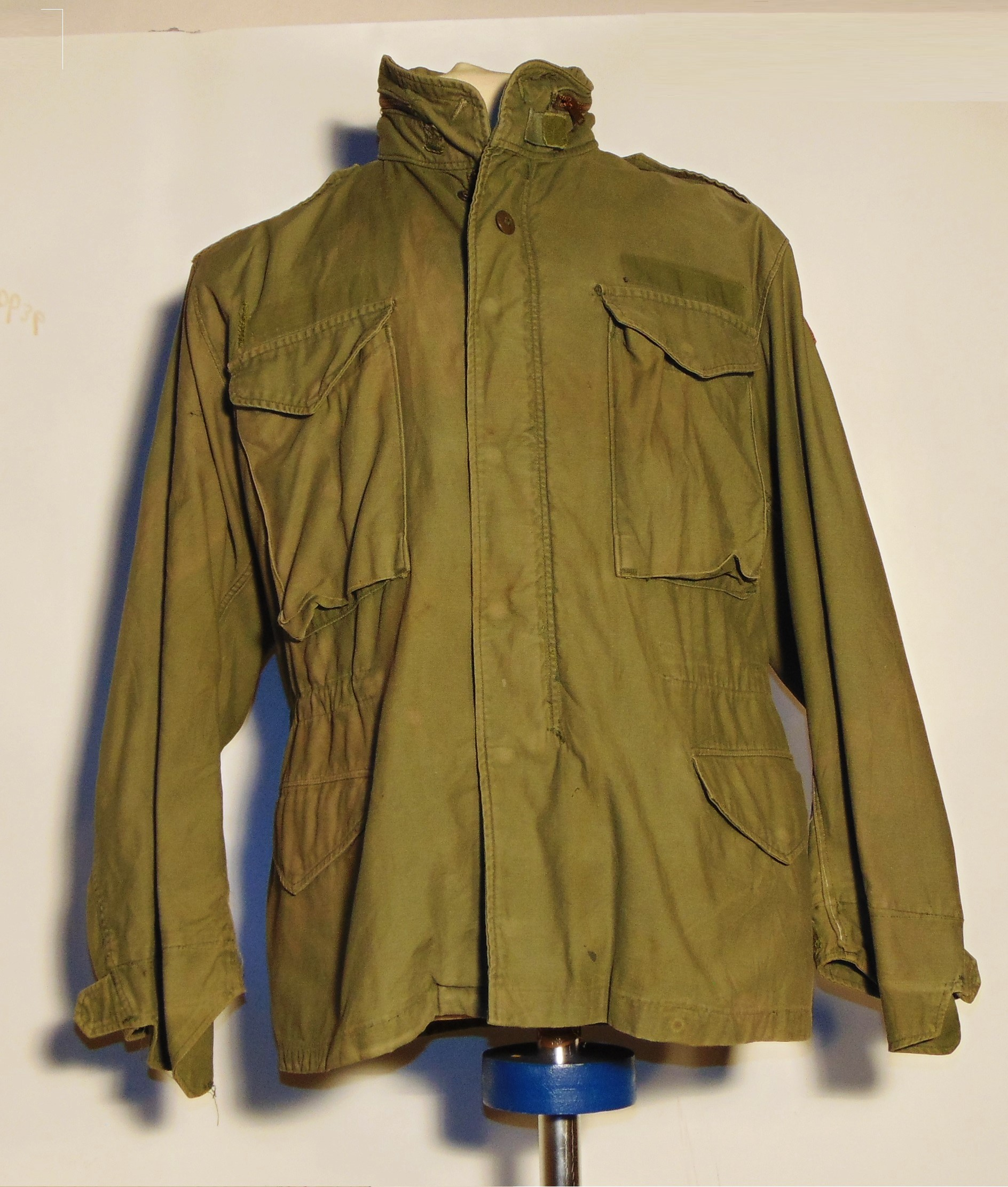
M1943フィールドジャケット
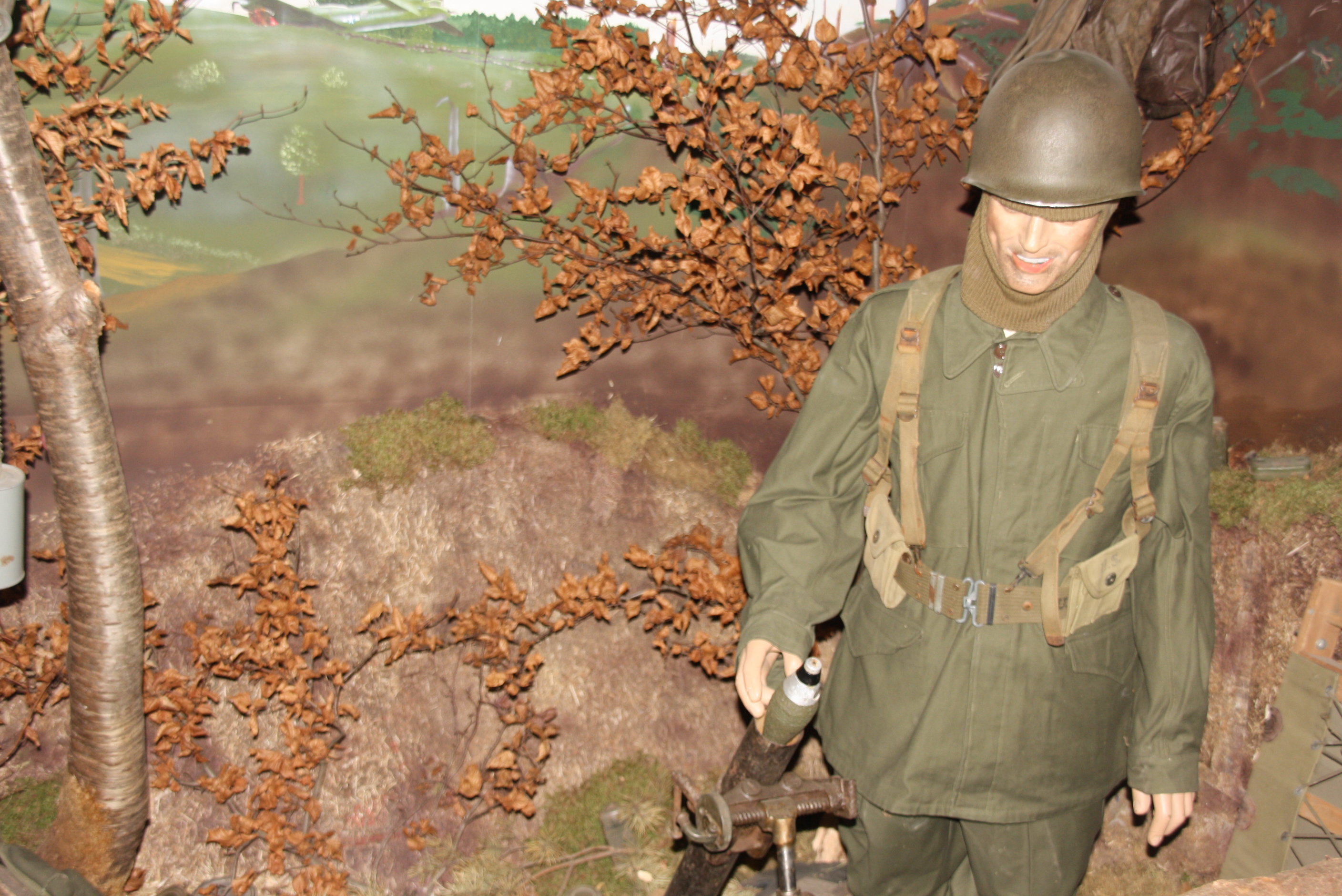
M1943フィールドジャケット （オランダ・オーフェルローン戦争博物館（オランダ語版）の展示物）

## HBT作業服
緑がかったOD色（ODシェード7）のHBT（ヘリンボーン・ツイル）を使用した作業服である。もともとは後方で作業を行うための服だったが、戦闘にも多く使用された。HBT作業服にはつなぎ（カバーオール）とツーピースの物がある。つなぎ作業服は戦車兵の主要な軍服として使用され、ツーピース作業服は太平洋戦域など高温地域の歩兵の主要な戦闘服となった。

### つなぎのHBT作業服
最初に登場したHBT作業服はM1938つなぎ作業服だった。戦車の整備作業や狭い車内活動に向いていたため、戦車兵に広く使用される戦闘服となった。また太平洋戦線では当初つなぎ作業服が歩兵野戦服として使用されたが、用を足しにくく不便だったため、やがて太平洋戦域の将兵は後述するツーピースの作業服が戦闘服となる。
つなぎ作業服の前開きは比翼仕立ての隠れボタンになっており、腰には金属製バックルが付いた布製ベルトが縫い付けられていた。両胸に張り付けポケットがあるが、左胸ポケットは上部も縫い付けられており、開口部が服の内側にあった。右胸ポケットは通常の上を開口部にしたポケットであり、蓋つきだった。腰には左右に切り込みポケットがあった。腰ポケットの後ろには下にはいたズボンに手を伸ばすためのスリットが入っており、このスリットはボタン閉じができた。左右の尻にも貼り付けポケットがあり、右脚の太もも内側部分に工具を刺すための細長いポケット（レンチ・ポケット）もあった。
M1938は製造に手間がかかったため、簡素化されたM1943が登場し、M1938と混在して使用されるようになった。これは前合わせが不均等な間隔で並ぶ露出した5個のボタンで留められ、胸ポケットは左胸だけになり、右胸ポケットは廃止された。尻ポケットも左尻ポケットが廃止された。ポケットは貼り付け型のフラップ（ふた）・ポケットになった。腰のポケットは開口部が斜めになっている。袖もシンプルになっている。

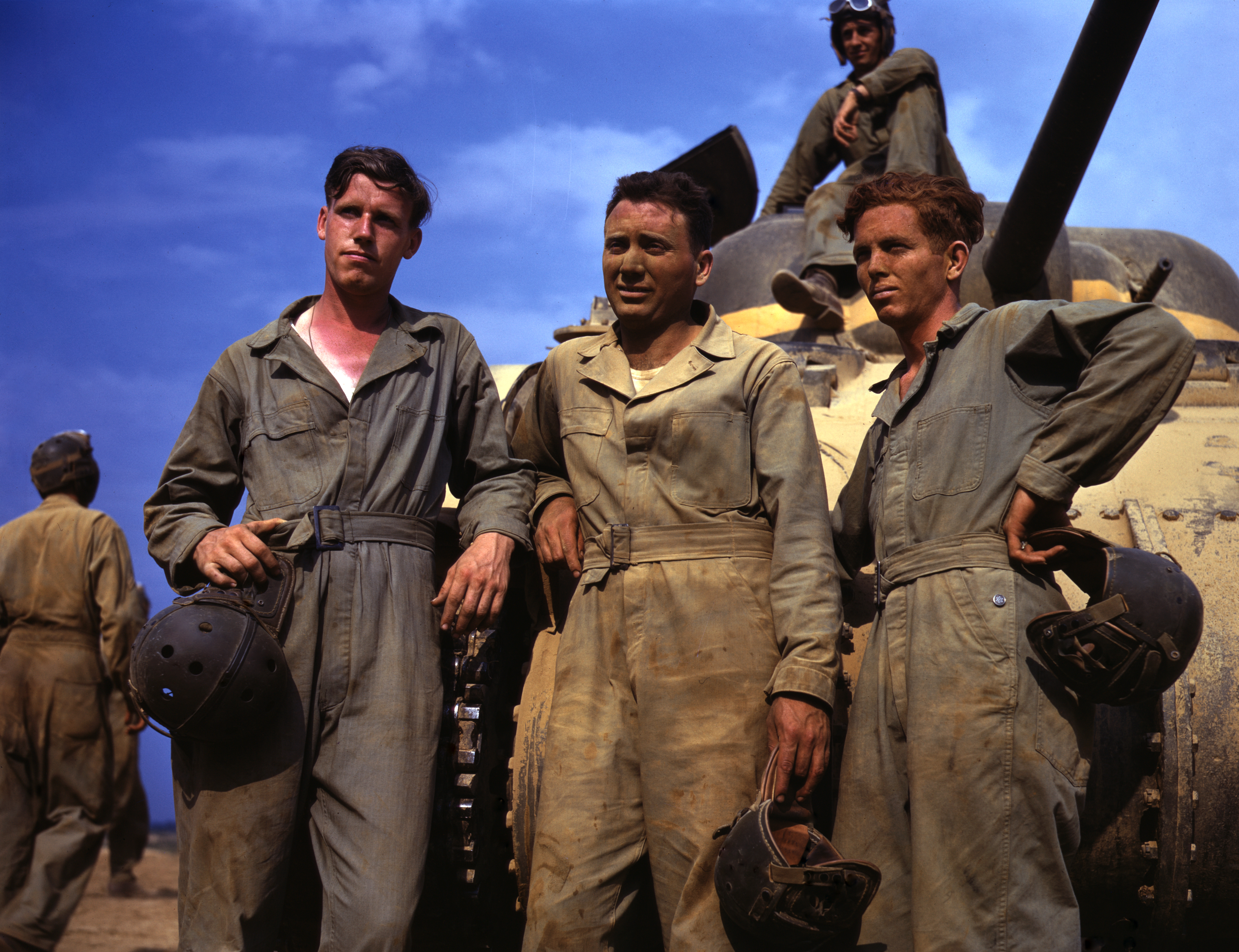
つなぎのM1938HBT作業服を着るM4中戦車（シャーマン戦車）の戦車兵 （1942年ケンタッキー州フォート・ノックス基地（英語版））
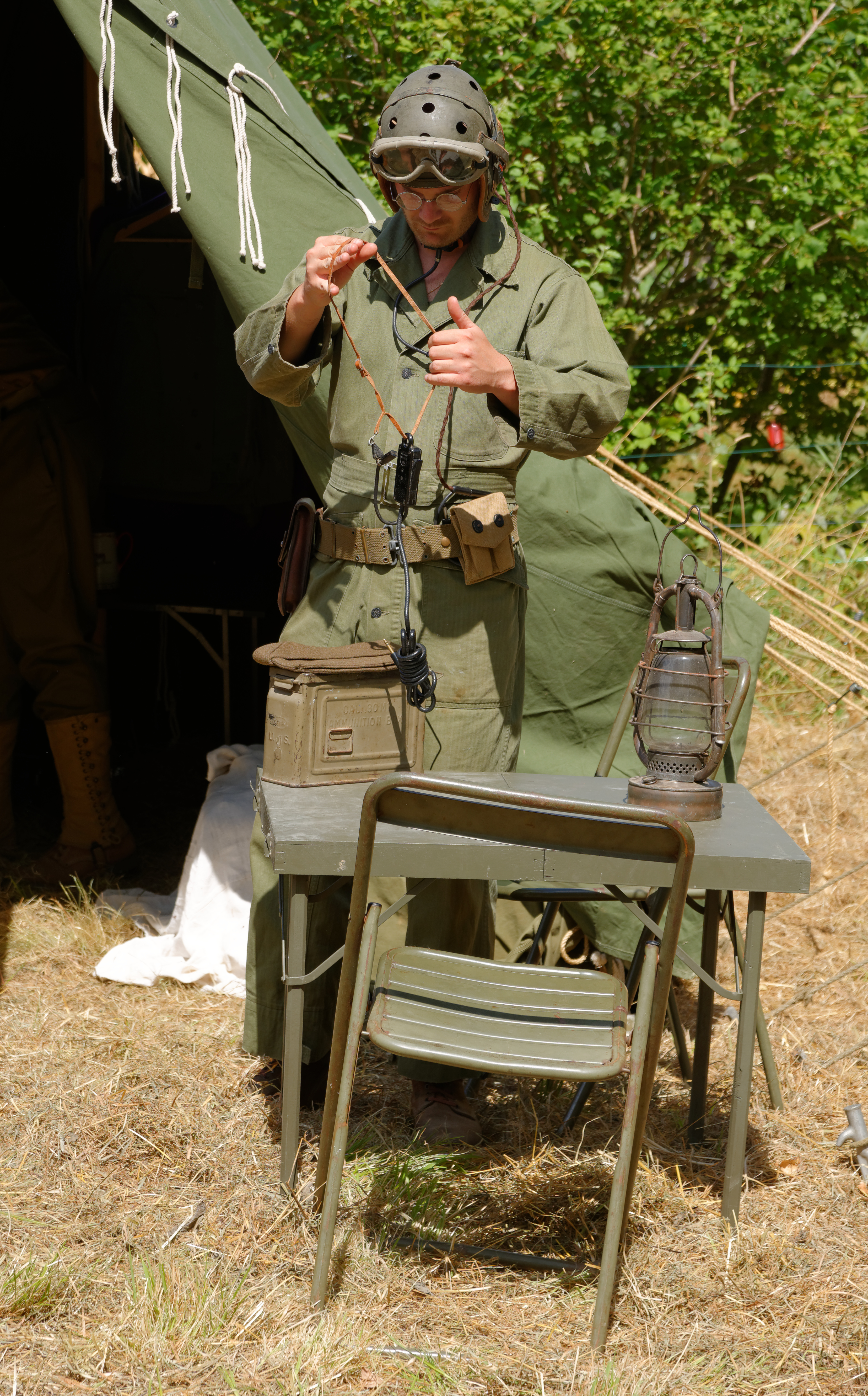
つなぎのM1943HBT作業服を着て戦車兵用ヘルメットを被るイベント参加者 （2018年ゼントハイム（フランス語版）での歴史再現イベント）
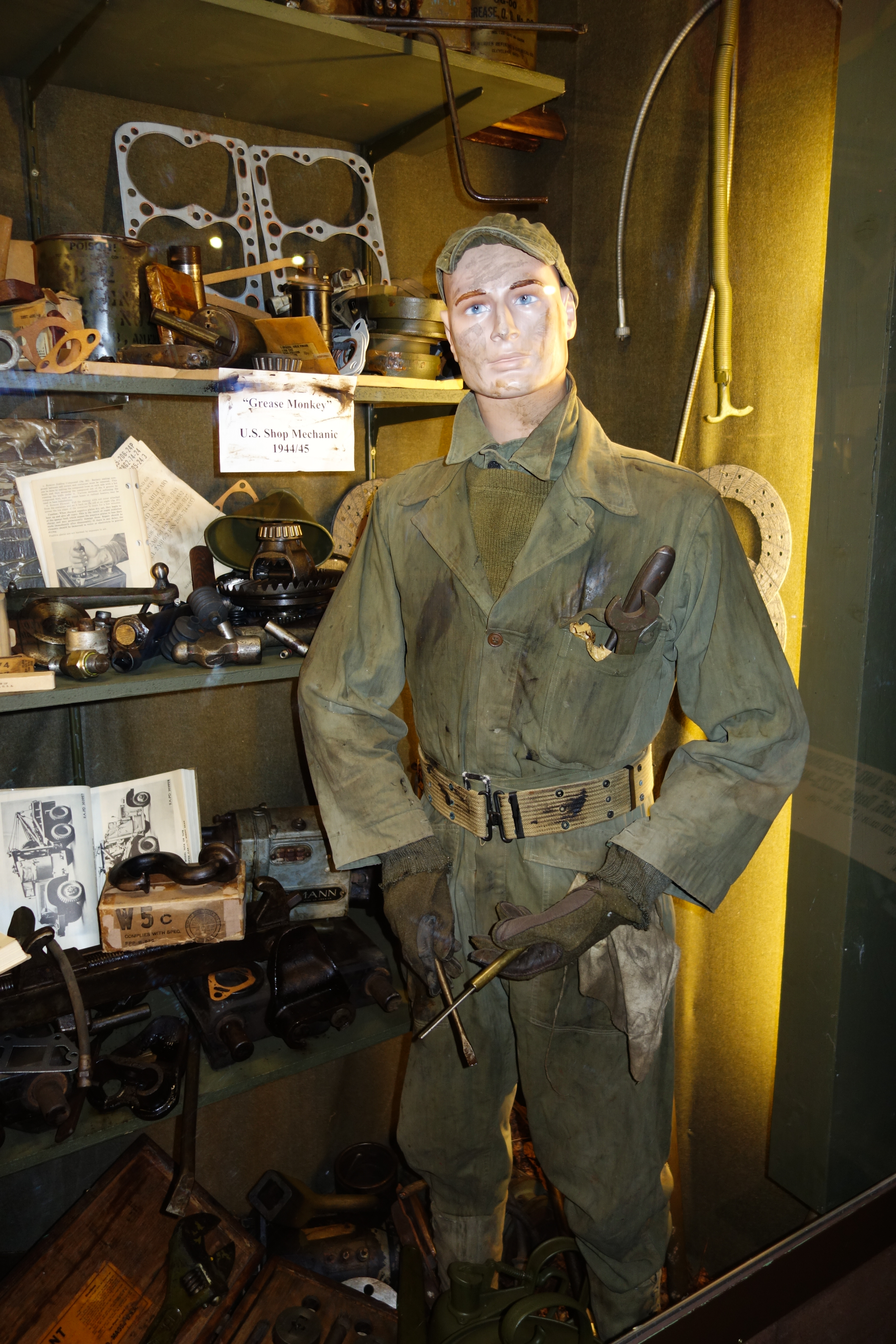
つなぎのM1943HBT作業服を着てHBT作業帽を被るマネキン （ルクセンブルク・軍事史国立博物館（ルクセンブルク語版）の展示物）

### ツーピースのHBT作業服
薄い緑がかったOD色のHBT製のジャケットとズボンからなるツーピースの作業服である。太平洋戦線の将兵の多くがこれを野戦服にしていた。衣服が薄い点が高温多湿の太平洋戦線に向いており、上記のつなぎ作業服や欠陥が多かった後述のM1942迷彩ジャングルスーツに変わって広く使用されることになった。ヨーロッパ戦線でも夏野戦服として使用された。
M1942（初期型）ツーピース作業服は、両胸に中央に箱型プリーツの入った貼り付けフラップ・ポケットが付けられており、長方形の蓋はボタンで閉じる。蓋とポケットは左右下端が斜めにカットされた形状になっている。前合わせは5個のボタンで閉じる。腰にはウェストバンドがあり、前合わせを2個のボタンで閉じた。袖にはカフ部分があり、2個のボタンで調節が可能だった。後身頃にはサイドプリーツがあり、それにより腕の動きを円滑にしている。ズボンは左右の腰と尻に切り込みポケットがある。
しかしこの初期型は凝った作りだったため量産に不向きだったうえ、戦闘服としては色が明るすぎたり、ポケットの収容量が少ないなどの欠点があった。そのため量産しやすいM1943(中期型)が登場する。これは色がやや暗いOD色であるほか、前合わせは6個の黒い金属のボタンになり、両胸の貼り付けポケットのプリーツは中央ではなく周囲にアコーディオン式に設けられた。蓋とポケットの左右下端の斜めカットされたデザインも廃止されてシンプルな四角形になっている。ズボンも切り込みポケットではなく、貼り付けポケットに変更されている。
さらに1943年半ばに登場したとみられるM1943の後期型では、上衣とズボンのポケットのプリーツの位置が中央と下側になり、プリーツはポケット用生地の中央と下端を段折りした後に左右の端と下端を前身頃に縫い付けるだけというシンプルなものとすることで、生産工程の簡略化が図られている。

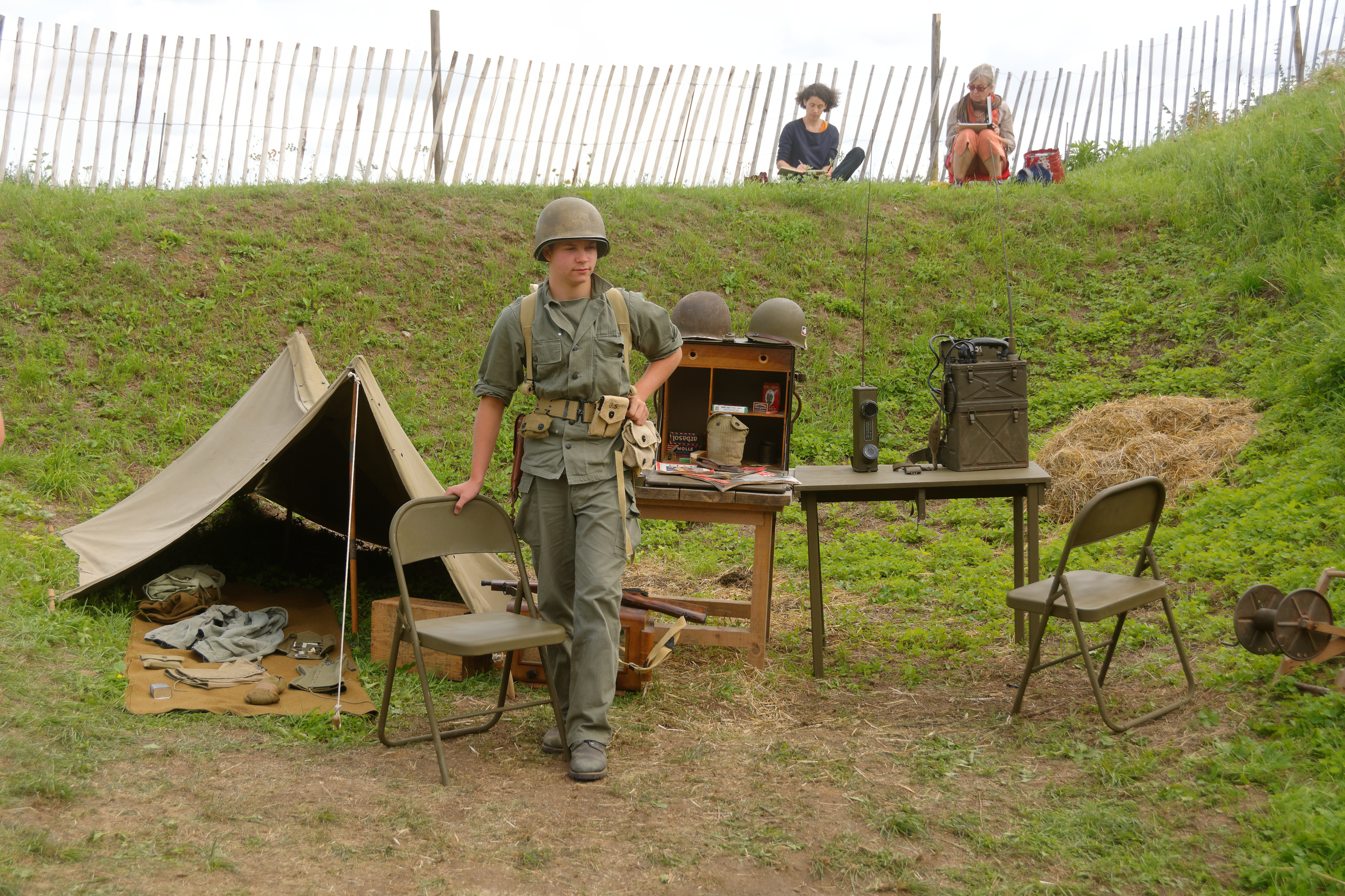
中期型のツーピース作業服 （2017年フランス・ベルフォールでの歴史再現イベント）
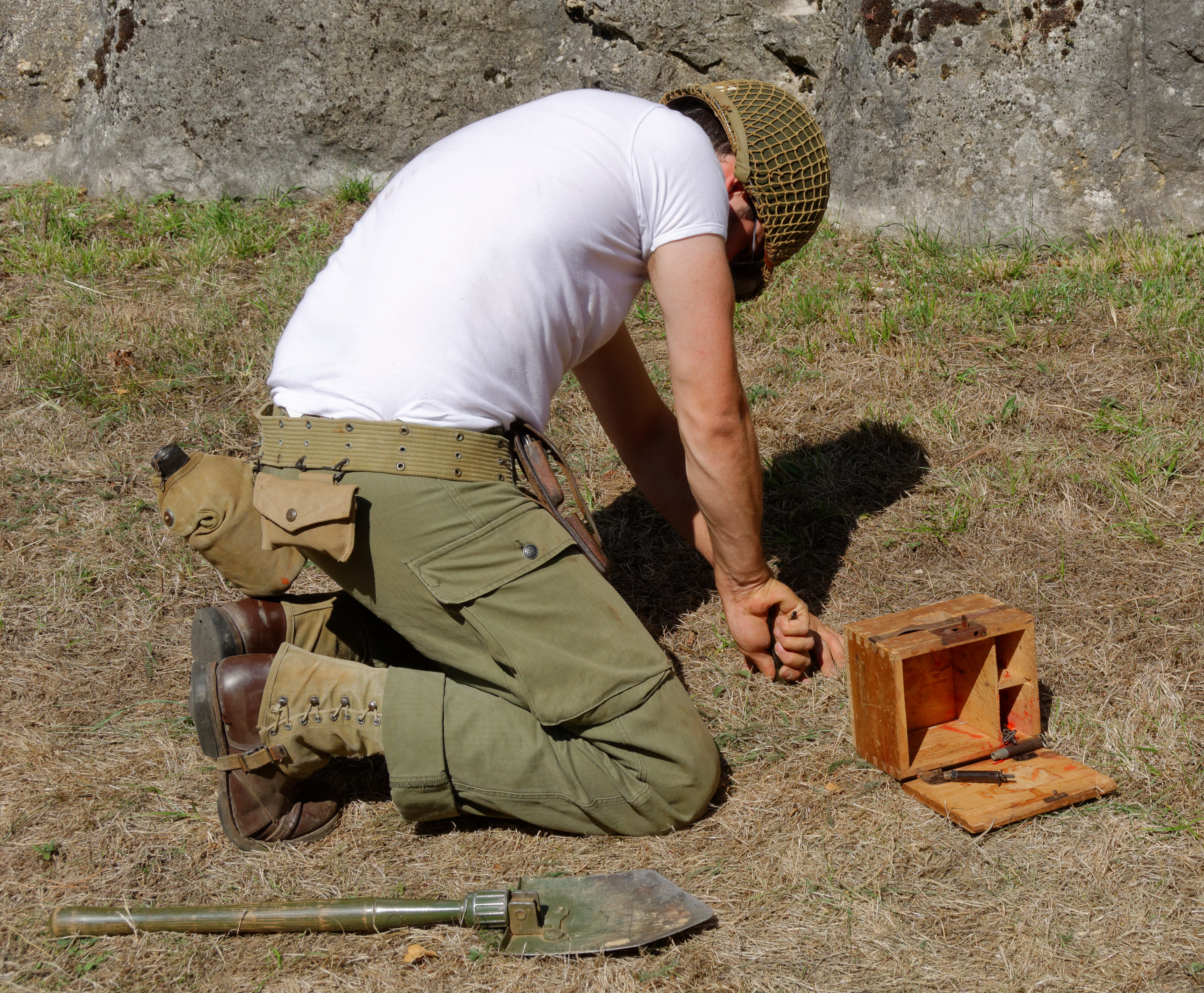
ツーピース作業服のズボン中期型 （2015年フランス・ベルフォールでの歴史再現イベント）

## M1942降下兵用ジャケット・ズボン
西方電撃戦におけるドイツ空挺部隊の戦果に驚いた陸軍省は1940年6月25日に空挺部隊の創設を認可した。空挺部隊専用の戦闘服として導入されたのがジャケットとズボンから成るツーピースのM1942パラシュート降下兵用戦闘服だった。正式名称はジャケットが「COAT,PARACHUTE,JUMPER」(PQD114)、ズボンが「TROUSERS,PARACHUTE,JUMPER」(PQD113)という。
薄いOD色のコットン・ポプリン製の上衣とズボンであり、数回の洗濯で脱色してタン色に近くなった。上衣には裏地はなく、前合わせは隠しジッパーで閉じた。両胸と両腰に蓋つきポケットが付いており、蓋は二つのスナップ・ボタンで留められた。胸ポケットは斜めに縫い付けられている。腰にはバックル付きの布ベルトが付いている。背中は動きやすいよう大きなプリーツが三か所に入っていた。喉元には小さなポケットがあり、M2ポケットナイフ（着地に失敗した時に落下傘を切り離すときに使用する飛び出しナイフ）を収めることができた。
ズボンには腰ポケット、尻ポケットのほか、左右の腿に上位のポケットと同じ形の大きな蓋つきポケットが縫い付けられていた。ズボンの裾はジャンプブーツにたくし込んで着用するため先端が絞り込んであった。初期のモデルは裾に三角形のゴムがついており、足首にフィットさせていたが、量産段階では省略された。
降下兵は友軍から孤立して補給を受けられず敵陣で戦うことになるため、大量の弾薬や食料、衣料、医薬品などを持つ必要があり、M1942にポケットが多かったのはそのためだった。M1942のポケットをパンパンになるまで詰め込んだ時は自分の力でタラップを登れないほどの重量になったという。M1942のポケットが膨れ上がった異様な姿の米兵を見たドイツ兵は「バギーパンツをはいた悪魔」と呼んで恐れたという。
しかし何度かの実戦を経てM1942は欠点が多いことが判明した。特に問題だったのが生地が弱いので肘や膝がすぐに破れ、ポケットは重量に耐え切れず破損しやすかったことである。生産しやすいよう軍服の統一化を推進していた需品科の方針もあって、ノルマンディー上陸作戦後、南フランスでの空挺作戦に使用されたのを最後にM1942の回収が行われ、空挺部隊にもM1943フィールドジャケットが支給されるようになった。マーケット・ガーデン作戦の頃には空挺部隊はM1943フィールドジャケットを使用していたが、ズボンについてはM1942ズボンのように大きなカーゴポケットとストラップを取り付ける改修作業が現地の基地で行われたという。

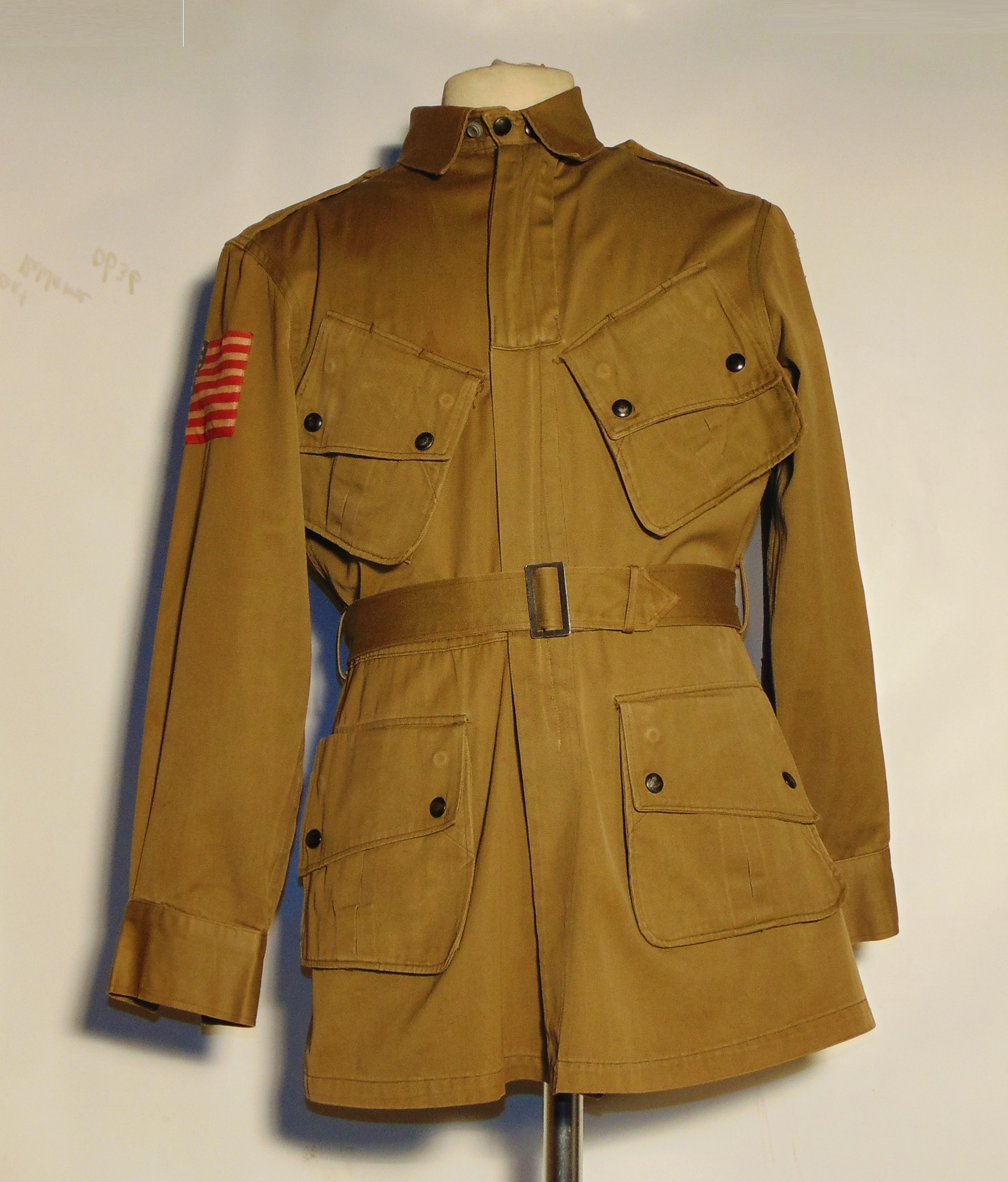
M1942パラシュート降下兵用ジャケット （オランダ・国立1944-1945解放博物館の展示物）
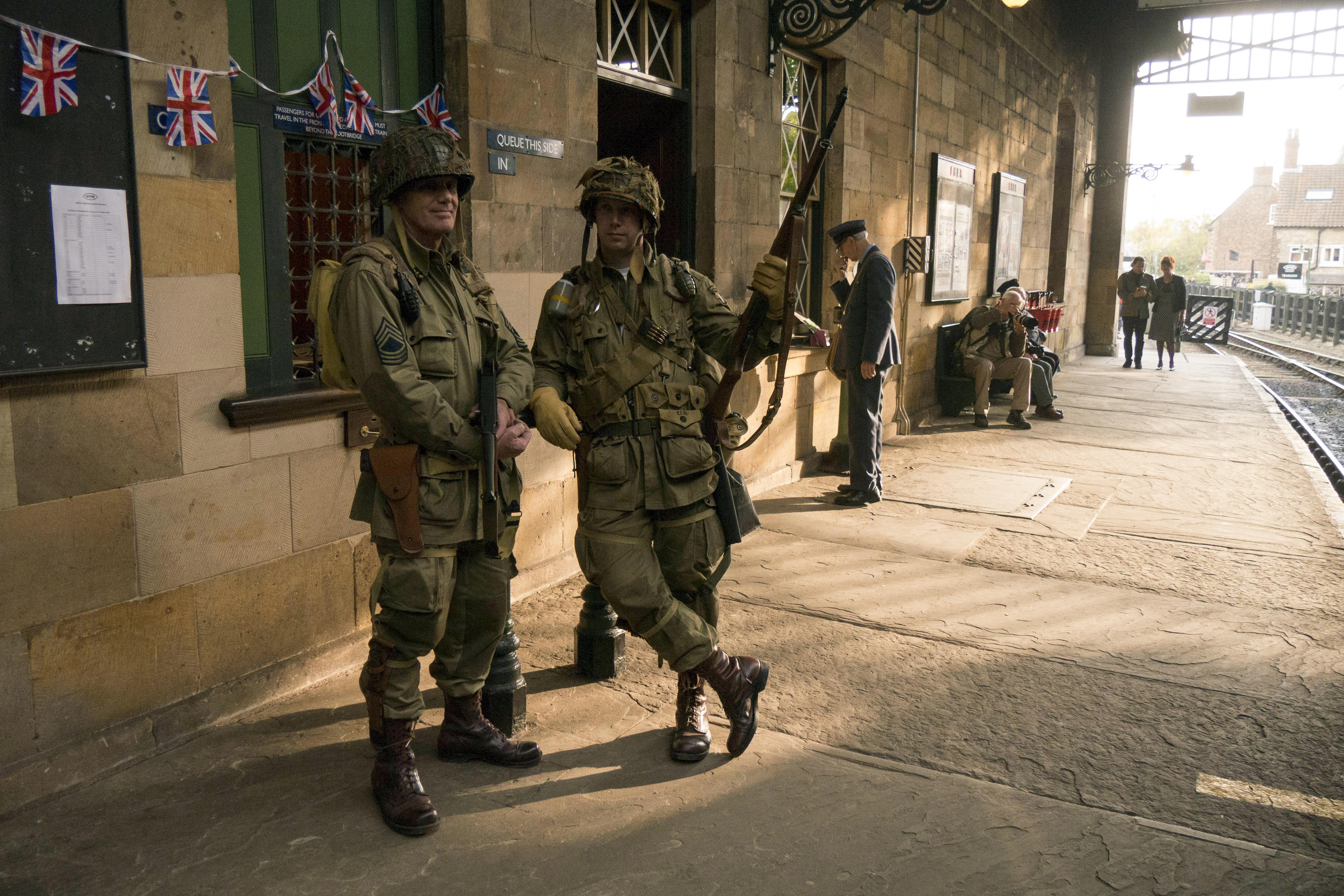
M1942パラシュート降下兵用軍服 （2016年イギリス・ノース・ヨークシャー・ムーアズ鉄道（英語版）歴史再現イベント）
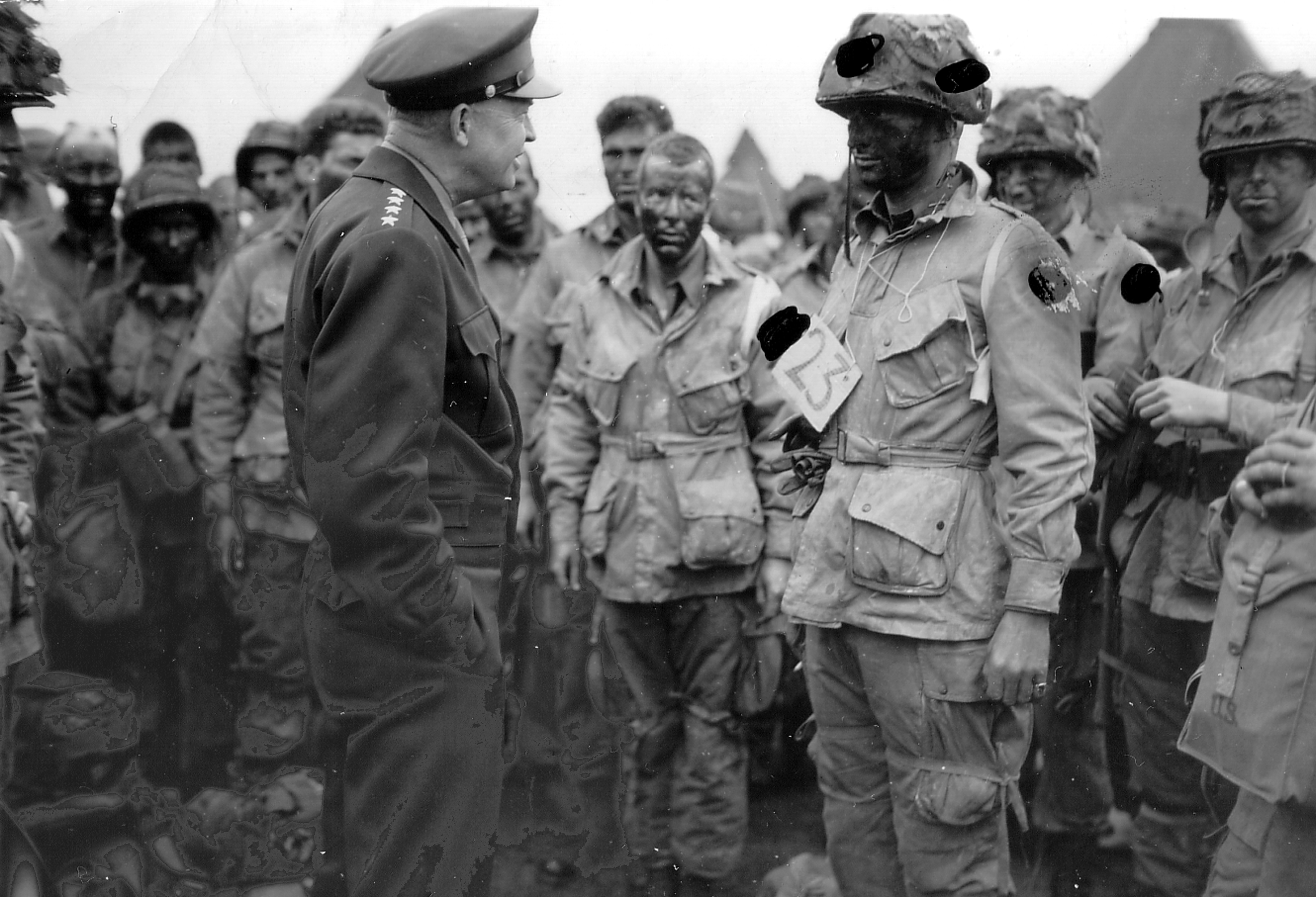
M1942パラシュート降下兵用軍服 （Dデイ前日の1944年6月5日、イギリス・グリーナム・コモン空軍基地。ドワイト・D・アイゼンハワーの第502空挺歩兵連隊（英語版）視察）
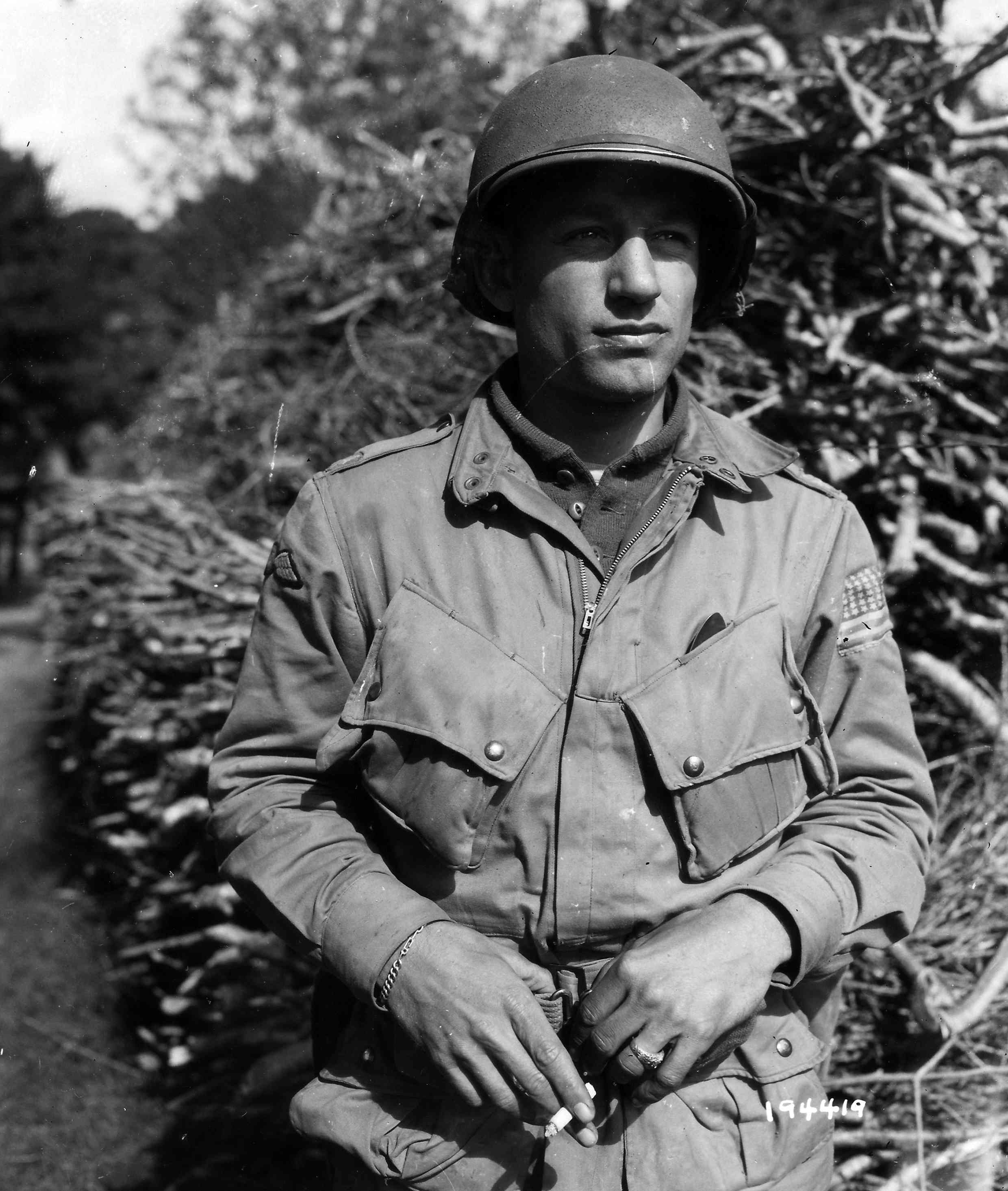
M1942パラシュート降下兵用ジャケット （1944年9月15日ブレストに降下してフランス・レジスタンスを組織した空挺部隊指揮官J.W.サマー）

## タンカーズ・ジャケット
戦車兵の防寒被服として1942年3月と6月に冬季用コンバット・ジャケット（タンカーズ・ジャケット）が採用された。
黄色がかったOD色の防水性のあるコットン製のジャンパーである。前合わせはジッパーで閉じる。襟と袖と腰はウールニットになっている。タンカーズジャケットの初期型は左右の前身頃に貼り付けポケットが縫い付けられていたが、容量が少なかったので後期型では開口部が斜めの切り込みポケットになった。タンカーズジャケットはウール製のシャツやズボン、HBT作業衣との組み合わせて冬季以外にも着用された。また防寒性に優れていたことから戦車兵以外も欲しがる者が多く、特に将校がこれを着ている写真が確認される。
タンカーズジャケットのサイズ表記は当時としては珍しいS、M、Lという現代的なサイズ表記になっていた。
コレクターの間でもタンカーズジャケットは人気が高い一品だが、現物の多くはニット部分が虫食いのダメージを受けていたり、擦れることが多い部分が破れていることが多い。
タンカーズ・ジャケットと一緒に採用されたのが冬季用コンバット・ズボンである。ジャケットと同色のコットン製の胸当て付きズボン（オーバーオール）で全体に毛布地の裏地がある。前面の胸当てから股までをジッパーで開くことができる。初期型は肩紐（サスペンダー）の両端が縫い付けられており、腰の右側（左腿部分）にのみジッパー開閉の切り込みポケットがあった。足首の外側に切り欠きがあり、締め紐が縫い付けられている。これに対して後期型はサスペンダーの両端がボタンとクリップで留められており、腰のジッパー開閉の切り込みポケットは左右両方にあり、足首の外側の締め紐はスナップボタン付きのストラップになっている。

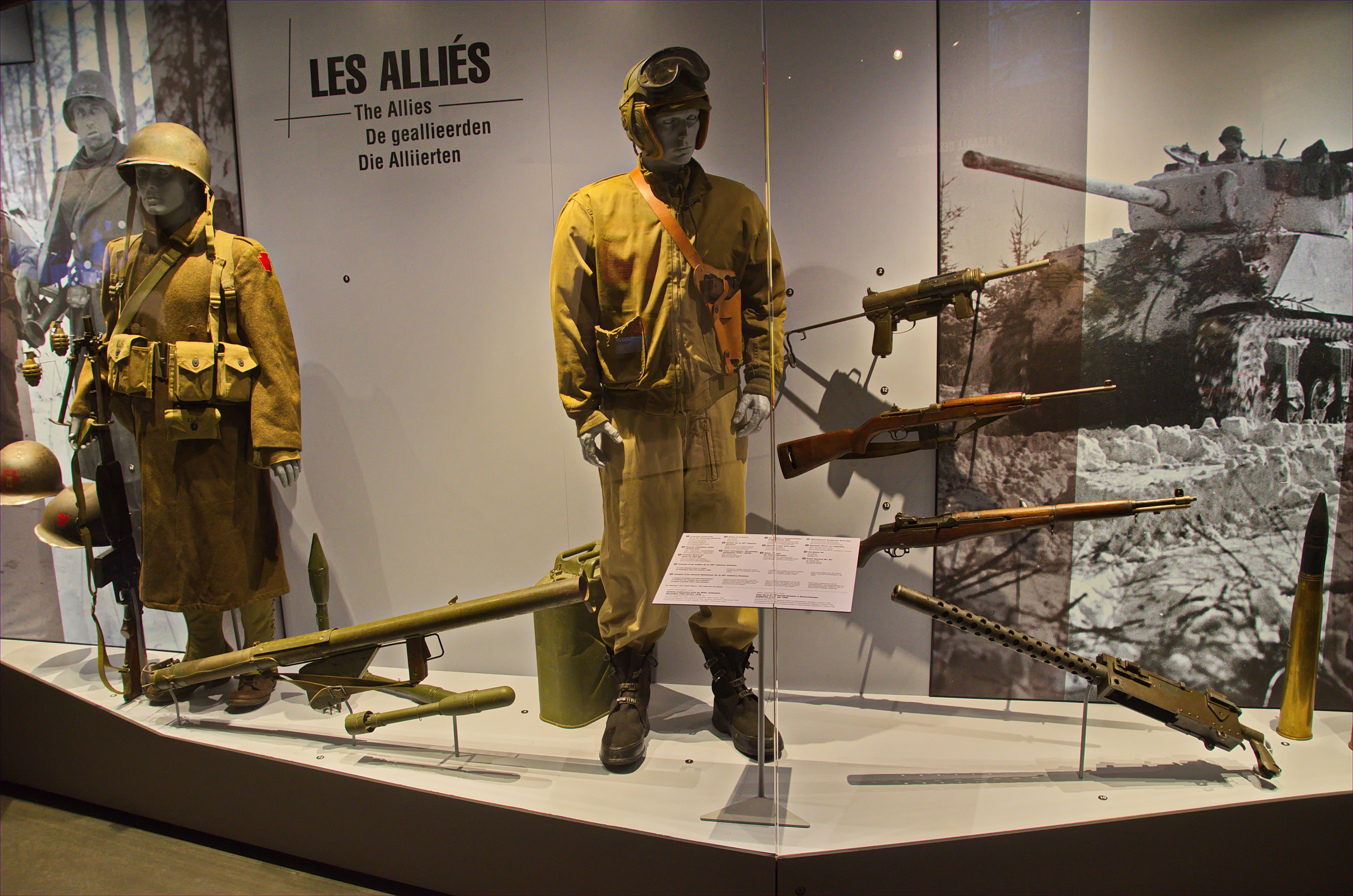
前身頃に貼り付けポケットがある初期型のタンカーズ・ジャケットと初期型の冬季用コンバット・ズボンと戦車兵用ヘルメット （バストーニュの戦い博物館（フランス語版）展示物）
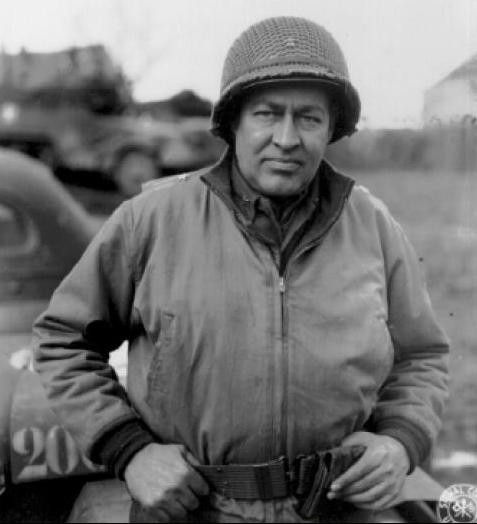
斜めの切り込みポケットがある後期型のタンカーズ・ジャケット （1944年頃ジョージ・ウィンドル・リード・ジュニア准将）

## ウール製のシャツとズボン
茶色がかったOD色のウール・フランネル製のシャツとズボンである。これは後述する通常制服の上衣の下に通常勤務服として着用されたほか、単体で野戦服としても使用されることが多く、またこの上にF1941フィールドジャケットを着用することもあった。
シャツには四角い貼り付けポケットが両胸に貼り付けられ、四角い蓋をプラスチックのボタンで留める。ポケットと蓋の左右下端は斜めにカットされたデザインをしている。前合わせは7個のプラスチック製4つ穴ボタンで留めた。両袖のカフはそれぞれに2個のボタンで調整が可能である。
このシャツと合わせるネクタイはモヘア、あるいはモヘア混のネクタイで、1942年2月までは黒い物を着用することになっていたが、それ以降はカーキ色の薄いOD色に変更されている。ネクタイ着用時は第2ボタンと第3ボタンの間に挟み込む。
ズボンはストレートズボンで左右の腰と尻に切り込みポケットがあり、右前部には切り込み式の時計隠しがあり、ズボン上部にはベルト通しが付いている。尻ポケットには蓋がなかったが、落ちるのを防止するため自ら蓋を付ける兵も多かった。

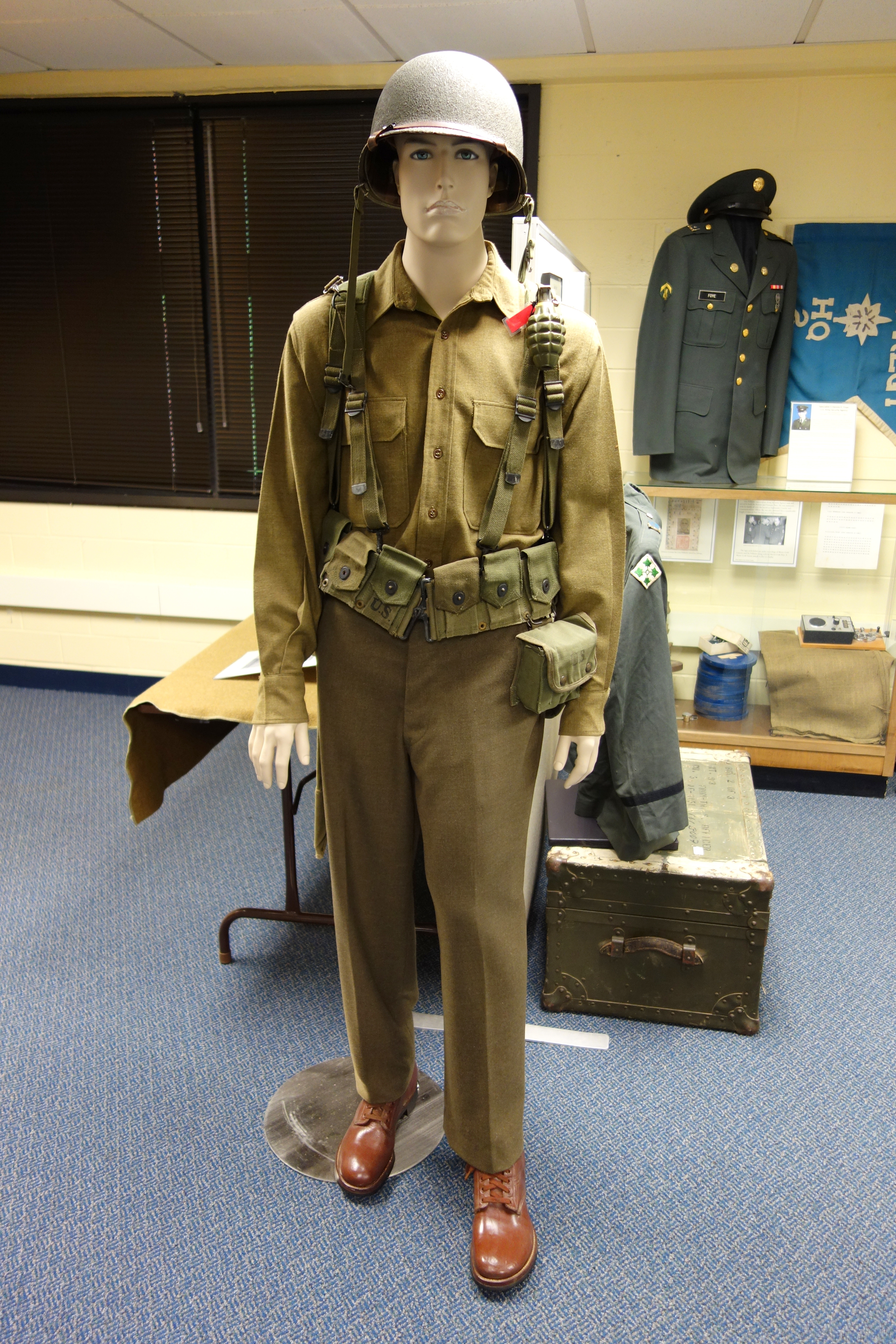
ウール製のシャツとズボン （フォート・デバンズ基地博物館の展示物）
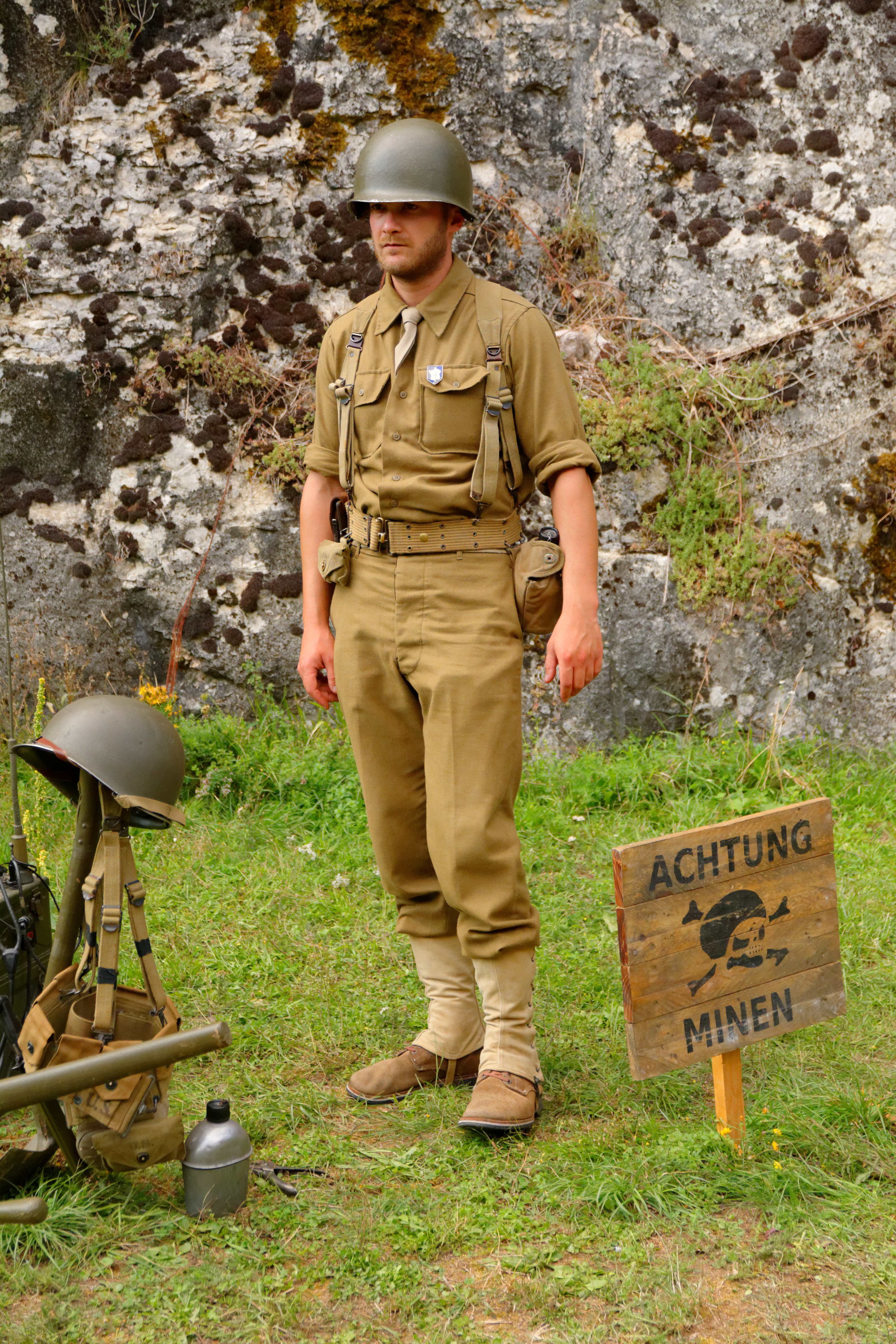
ネクタイを着用し第2・第3ボタンの間に挟み込んでいる （2019年フランス・ベルフォールでの歴史再現イベント）
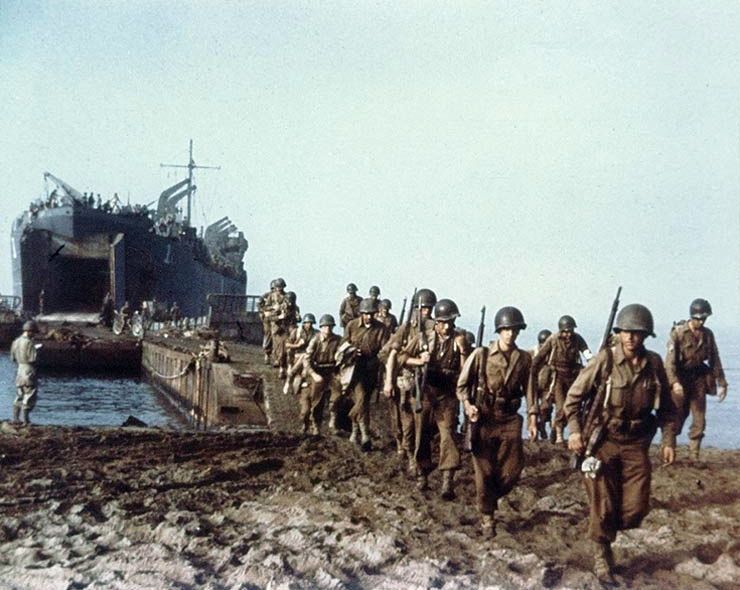
ウール製のシャツとズボンで上陸する米兵 （1943年9月イタリア・サレルノ上陸）

## チノ
上記のウール製シャツ・ズボンと同型の夏用・熱帯用のカーキ色のコットン製のシャツとズボンである。クラスCユニフォーム、通称「チノ」と呼ばれた。
基本的に上記のウール製シャツと同型だが、前合わせのボタンの数は6個の場合があった。開襟着用でも、襟元を閉じてカーキ・モヘア混のネクタイを締める着用でもよかった。ネクタイ着用の場合はネクタイの先を第2ボタンと第3ボタンの間に挟み込むことになっていた。1941年9月には第2ボタンの位置を少し下げることで開襟の場合に襟が寝るようになった新型のチノシャツが出た。
ズボンは上衣と同じ素材の「チノパン」であり、左右の腰と尻に切り込みポケットがあり、右前には時計隠しスリットがある。ベルト通しにはカーキ色の布製M1937ズボンベルトを通すことができる。

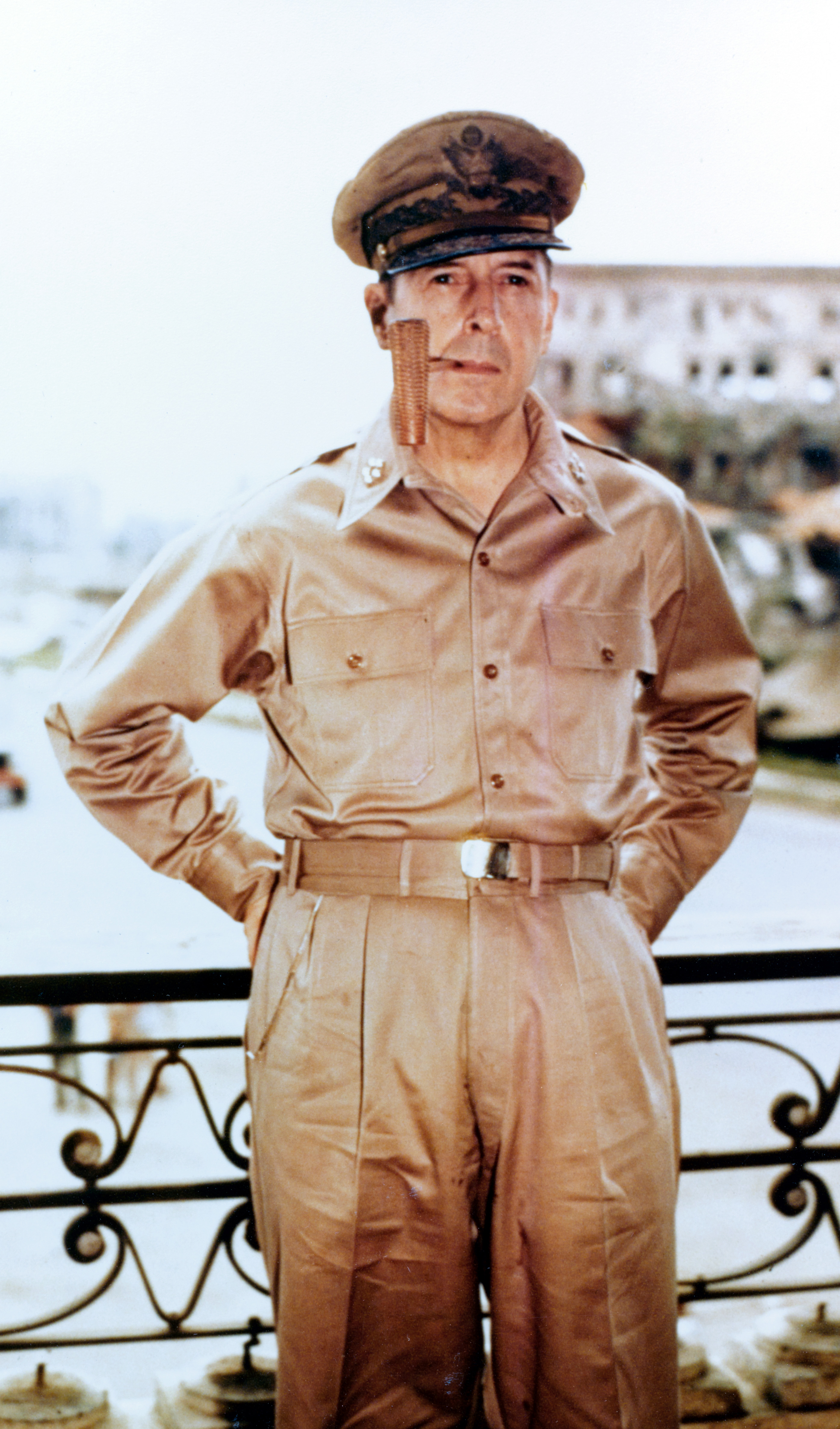
「チノ」を着るダグラス・マッカーサー大将 （1945年8月フィリピン）
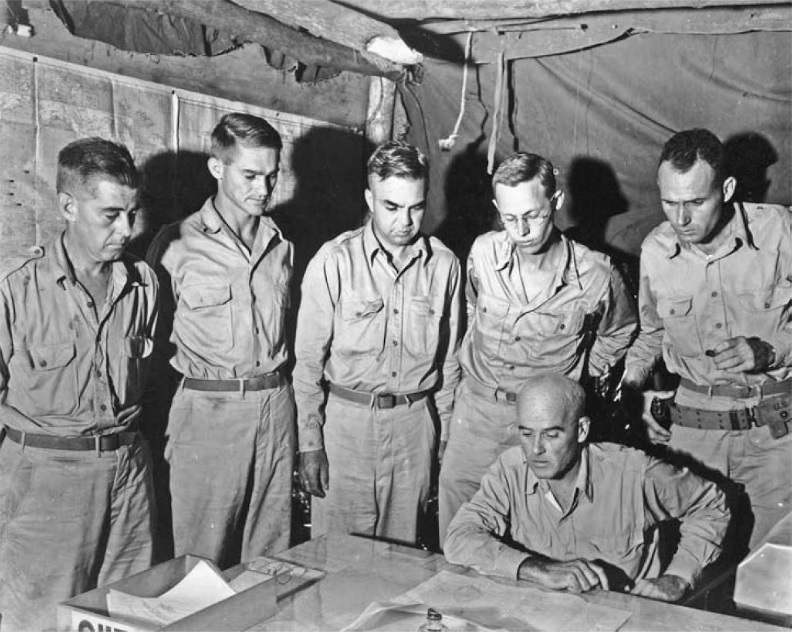
「チノ」を着るジュリアン・カニンガム（英語版）少将ら（1944年2月マーカス岬）

## 迷彩ジャングル・スーツ
当初太平洋戦域でアメリカ軍が使用したつなぎのHBT作業服の代わりとして1942年8月から支給が開始されたのがM1942迷彩ジャングル・スーツだった。
HBT生地のつなぎ（カバーオール）であり、「フロッグスキン」と呼ばれる迷彩パターンが両面にプリントされていた。表側は緑、裏側は茶色の色彩が強い。前合わせはジッパーで閉じ、喉元は金属製ボタンで留めた。左右の胸と腰に大きな貼り付けポケットがあり、四角い蓋を2個のボタンで留めるようになっていた。スーツの下には何も着ず、肌の上に直接着用した
しかしジャングルスーツは高温多湿の太平洋地域では服が重たすぎ、着心地は暑すぎた。蚊から身を守る目的でつなぎになっていたが、大便するときに裸にならなければならないのでかえって危険だった。しかも太平洋戦域ではマラリアなどによりそうした場面が頻繁にあった。迷彩の「フロッグスキン」も動かなければ効果があったが、動くとかえって目立ち、逆効果だった。そのため前線ではすぐに使用されなくなり、後方部隊に回されるようになった。前線兵士には1943年5月から前述のツーピースのHBT作業服が戦闘服として支給されるようになった。ただし動かない狙撃兵にはジャングルスーツも有益だったという。
1944年6月のノルマンディー上陸作戦に備えてツーピースの迷彩服も開発された。ノルマンディー上陸作戦に参加した一部の部隊に使用されたが、ドイツの武装親衛隊と間違われて味方に誤射される兵が続出したため、こちらも前線ではすぐ使用中止となっている。
以上の通り米軍の迷彩服は第二次大戦では限定的な使用にとどまり、一部の部隊にしか支給されなかったため、一般には迷彩服を全軍に大量支給したドイツ武装親衛隊が迷彩服の先駆者であるとされている。なおアメリカ陸軍で初めて本格的に使用された迷彩服はベトナム戦争中の1965年に採用された「ERDL」である

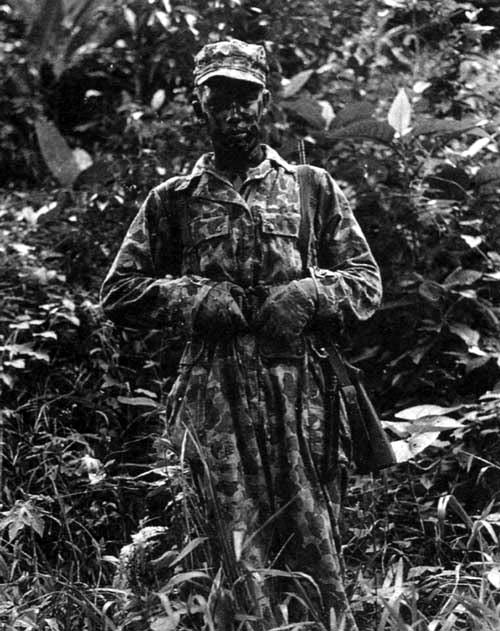
つなぎのM1942迷彩ジャングル・スーツ （1944年1月ニューギニア）
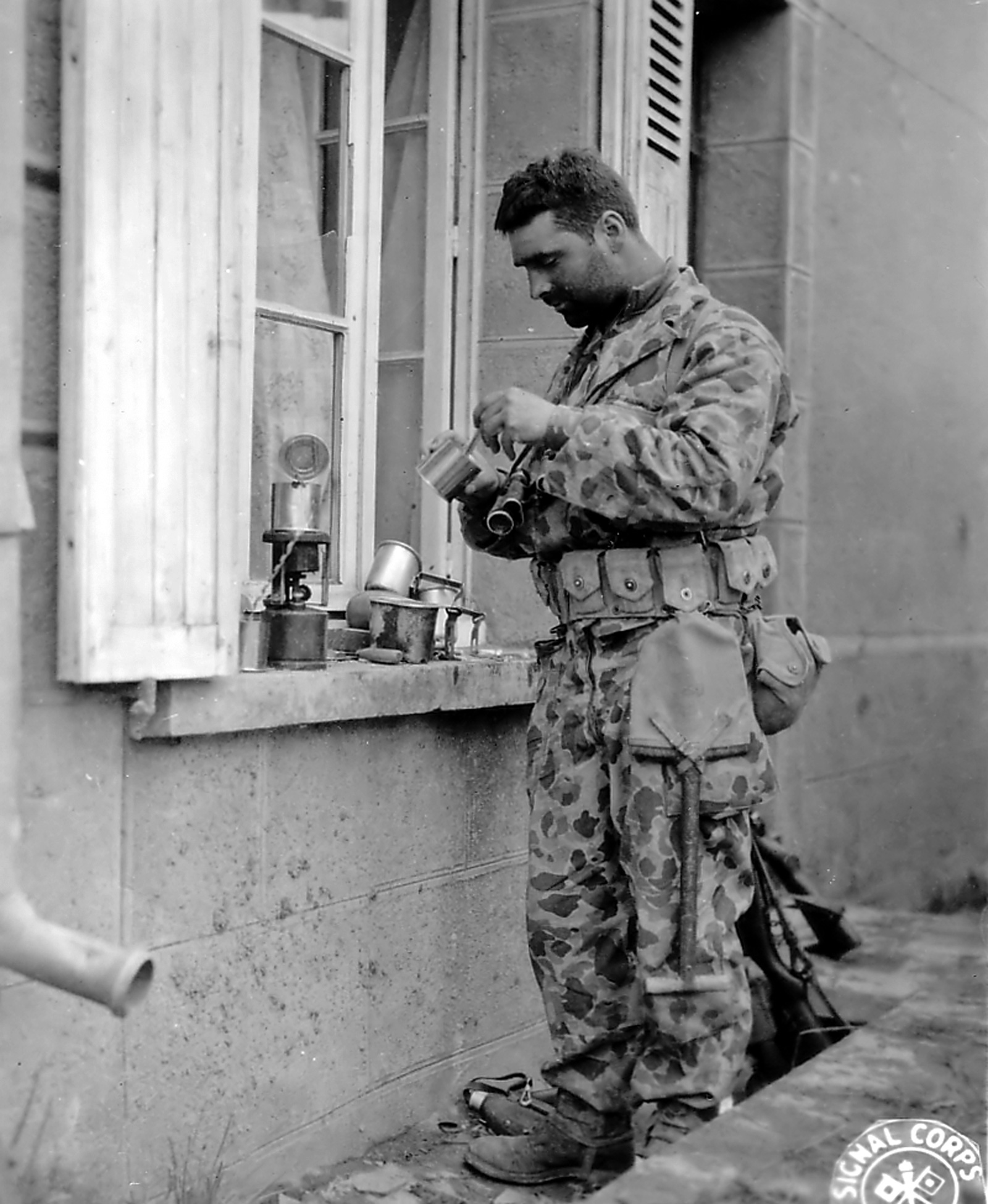
ツーピースのM1942迷彩ジャングル・スーツ （1944年7月後半ノルマンディー）

## 山岳部隊の軍服

### 山岳ジャケットと山岳ズボン
1939年の冬戦争でのフィンランド軍スキー部隊の活躍に触発された米陸軍は第10山岳師団を編成。1945年1月にイタリア戦線で初めて実戦投入された。同師団の一部が山岳ジャケットと山岳ズボンという専用の軍服を着用した。
山岳ジャケットの正式名称は「JACKET MOUNTAIN」（PQD266）である。コットン・ポプリン製でウール地などの防寒用ライニングはされていない。外観の特徴は4つのフラップ（蓋）ポケットである。両胸のポケットは大きな貼り付けポケットで周囲にプリーツが付いており、口はジッパーで閉じるが、蓋にはボタンはついていない。裾のポケットは切り込みポケットであるが、こちらはジッパー留めではなく、蓋をボタンで留める。ジャケット前合わせはジッパーとボタンで二重に閉じる。一番の特徴は背中のカーゴポケットであり、ポンチョやパーカーなどの衣服を収納した。重い物を背中に収納する場合に備え、ジャケットの内側にはサスペンダー（ズボン吊り）も付いていた。襟の裏には収納式のフードが付いている。腰には布ベルトも付いており、金属製のフレームバックルで留める。このジャケットの上には下記のパーカーを着用できた。
山岳ジャケットと一緒に着用する山岳ズボン（正式名称「TROUSERS MOUNTAIN」（PQD262））も上衣と同じコットン・ポプリン製である。屈みやすいよう股上がルーズフィットにデザインされている。左右に中央と周囲にプリーツの付いたカーゴポケットがあり、2つボタンで留めた。腰ポケットはジッパー開閉である。左右の尻ポケットはボタン留めのV字型フラップポケットである。
山岳ジャケットとズボンはM1943フィールドジャケットと似ているが、フードや背中のカーゴポケット、袖口のタブ、ズボンのカーゴポケットなどの特徴で見分けられる。

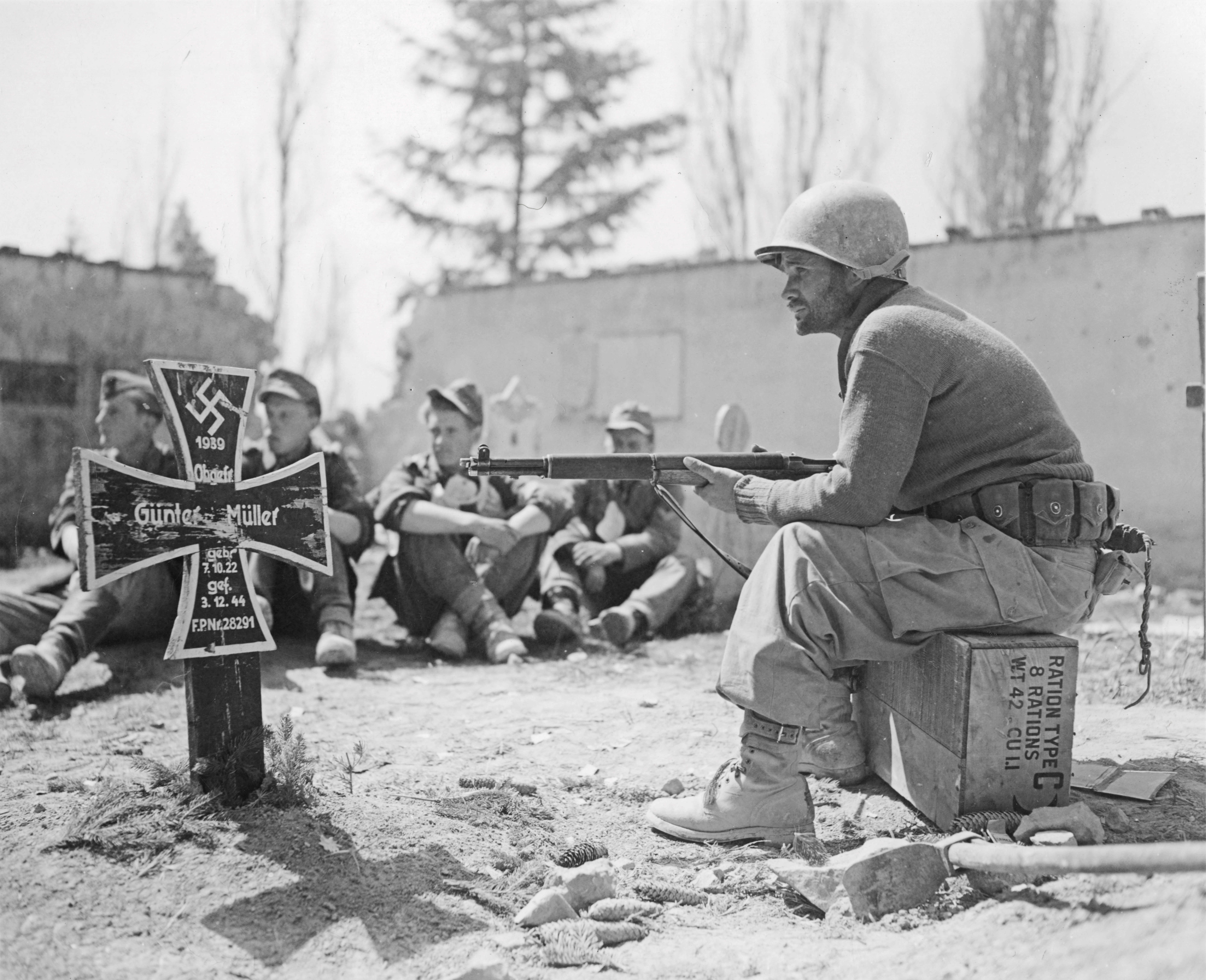
山岳ズボン （1945年4月17日、捕虜になったドイツ兵を監視する第10山岳師団の米兵）

### スキー・パーカー
第10山岳師団に支給されたM1942スキーパーカーはリバーシブルになっているコットン製のパーカーである。黄色っぽいOD色の面と白い面がある。毛皮に縁どられたフードが付き、両面とも胸に傾斜した切り込みのフラップ・ポケットがあり、ボタンで留める。腰と裾には紐があり、絞ることができた。
後期型のパーカーはリバーシブルではなく、白のオーバーパーカーを重ねるようになっていたが、これがVE（対独戦勝記念日）までに実戦で使用されたか否かは議論の対象になっている。

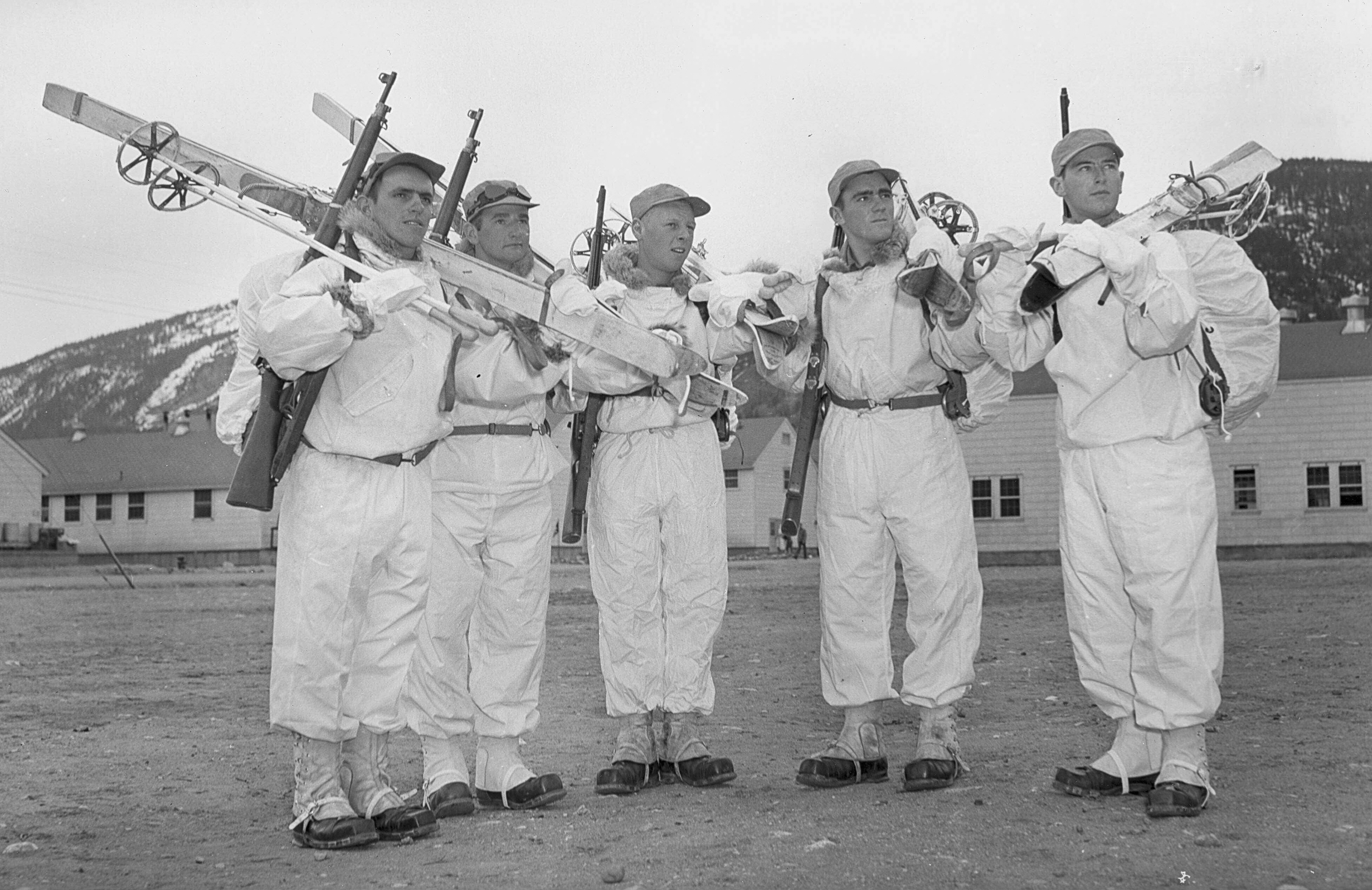
白い面のスキーパーカー（1943年、第10山岳師団）

## 飛行服

### A-2飛行ジャケット
第二次世界大戦がはじまった時、陸軍航空隊（USAAC。1941年以降は陸軍航空軍（USAAF）に改組）のパイロットの夏用の飛行ジャケットは1931年に標準服に採用されたA-2飛行ジャケットだった。このジャケットは第二次世界大戦全期を通じてあらゆる戦線で利用され、最も古典的な一着となった。
ダークブラウンの馬革製で、前開きはジッパー、襟元は鉤ホックで留められる。襟は折り襟で襟の裏にはスナップボタンがあり、襟を立てることができた。袖口と裾はニットになっている。左右の腰には蓋つきの貼り付けポケットがある。肩にはショルダーストラップがあり、将校はここに階級章を付ける。エアフォースパッチを肩につけることもあり、部隊のインシグニアを左胸に縫い付けていることが多かった。
A-2ジャケットはパイロットたちに愛用され、飛行時以外にもよく使用された。
パイロットたちの中にはジャケットの背中に凝った絵を描く者もあった。絵は自分の恋人だったり、ピンナップガールだったり、勇ましい戦闘シーンだったり様々である。陸軍は士気を保つため当初こうした絵を黙認してきたが、1943年末頃から監視が厳しくなった。この年の11月26日、B17F爆撃機がドイツ空襲任務中に撃墜され、搭乗員のケネス・ダニエル・ウィリアムズ(Kenneth Daniel Williams)中尉らが捕虜になったが、彼らのA-2飛行ジャケットの背中には「Murder Incorporated」（殺人株式会社）という文字が描かれており、ドイツ当局はこれを「アメリカが故意に住宅地域の爆撃を行い、恐怖を与えることをアメリカ政府が認めているためである」とウィリアムズ中尉の写真付きで公表した。批判の高まりを恐れた陸軍は以降ジャケットの背中の絵の監視を強化したのである。
中国・ビルマ・インド（CBI）作戦地域のパイロットは、中国国民党旗があしらわれた「ブラッドチット（血判状）」をA-2飛行ジャケットの背中に貼り付けることが多かった。ブラッドチットには不時着したアメリカ人パイロットが連合軍側へ逃れることを援助するよう中国語で書かれていた。しかし中国共産党軍の真っただ中に不時着した時はかえって危険な目に遭うことが多かったので、やがて「ブラッドチット」は背中ではなく、ジャケットの内側に縫い付けて隠すようになった。

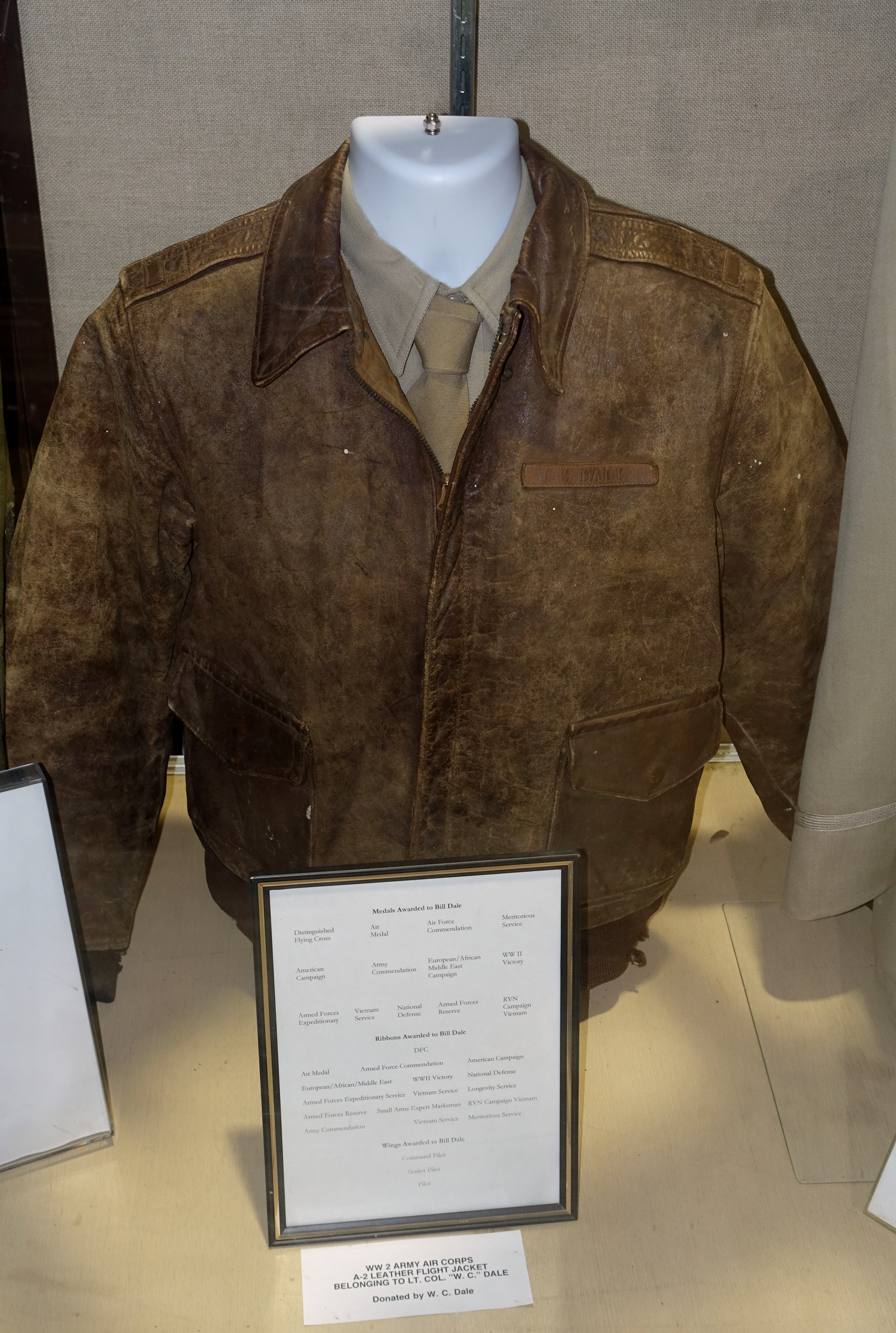
A-2飛行ジャケット （オレゴン航空宇宙博物館（英語版）の展示物）
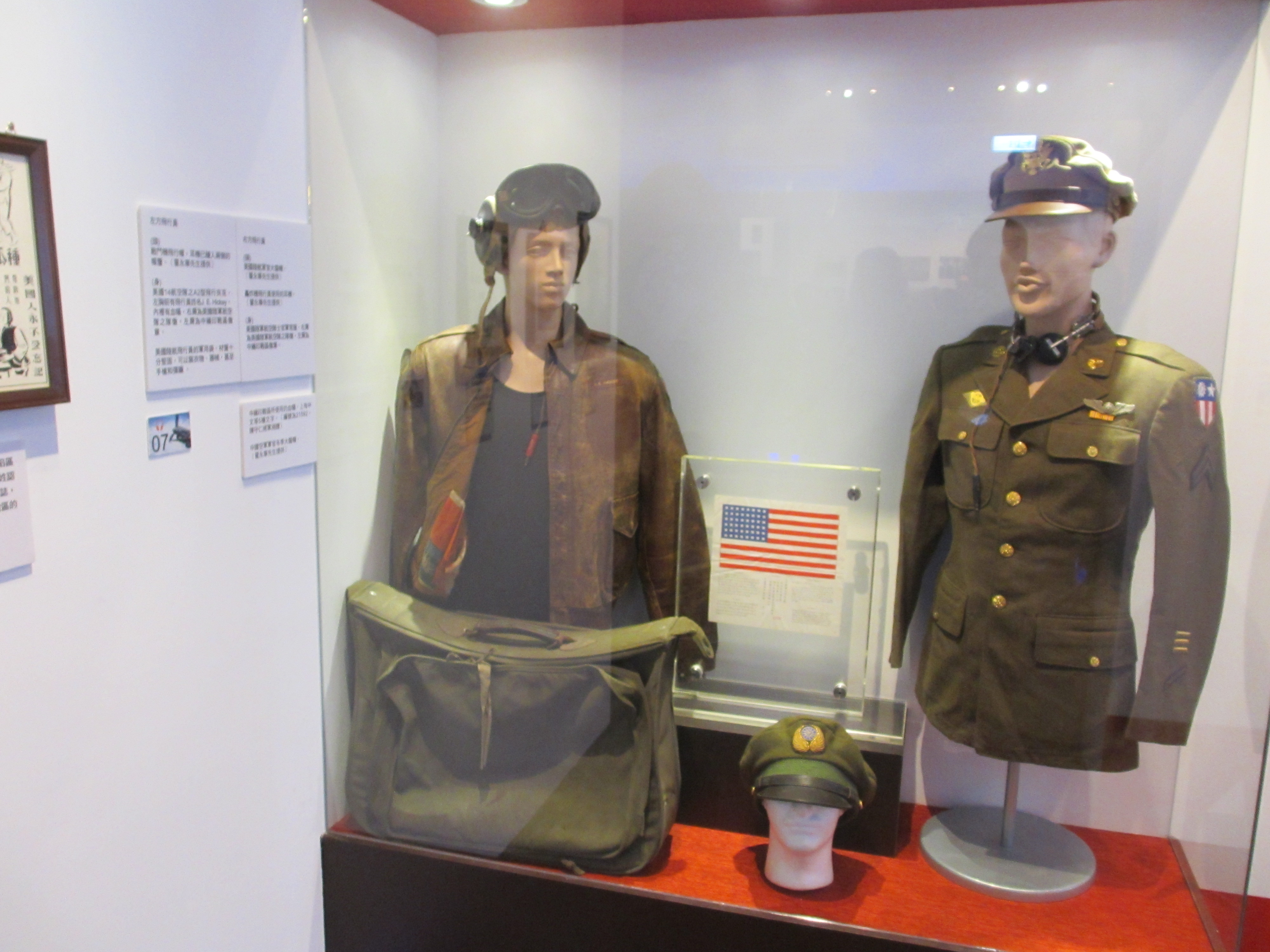
ブラッドチットを内側に縫い付けたフライング・タイガースのパイロットのA-2飛行ジャケット（左） （台湾国防部フライング・タイガース博物館の展示物）
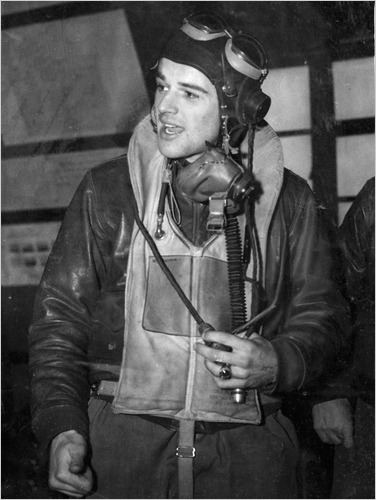
A-2飛行ジャケットを着用するバド・マハリン（英語版）大尉 （1943年11月27日）

### A-4飛行スーツ
A-2飛行ジャケットの下に着用されることが多かったのはA-4飛行スーツである。このスーツは1930年に採用され、オープンコクピット時代からジェット時代まで長く使用される一着となった。
カーキ色のウール綿ギャバジン混紡製のつなぎ（カバーオール）であり、前合わせは隠しジッパーである。立ち襟をスナップボタンで開襟または閉じた状態にできた。袖口と裾にジッパーがあり、着脱しやすくしている。右胸には張り付けポケットがあり、ジッパーで閉じられる。右足の脛の部分にもジッパーの貼り付けポケットがある（この貼り付けポケットが付いていないタイプもある）。腰の左右にはスリットが入っており、飛行服の下のズボンに手を入れられるようになっていた。腰には布製のベルトが縫い付けられており、金属製のバックルで留めた。
公式には1943年に陸海軍共用のAN-S-31夏季飛行スーツがA-4飛行スーツの代替として採用されたが、A-4飛行スーツも使用され続け、第二次世界大戦を超えて朝鮮戦争でも着用されていた。

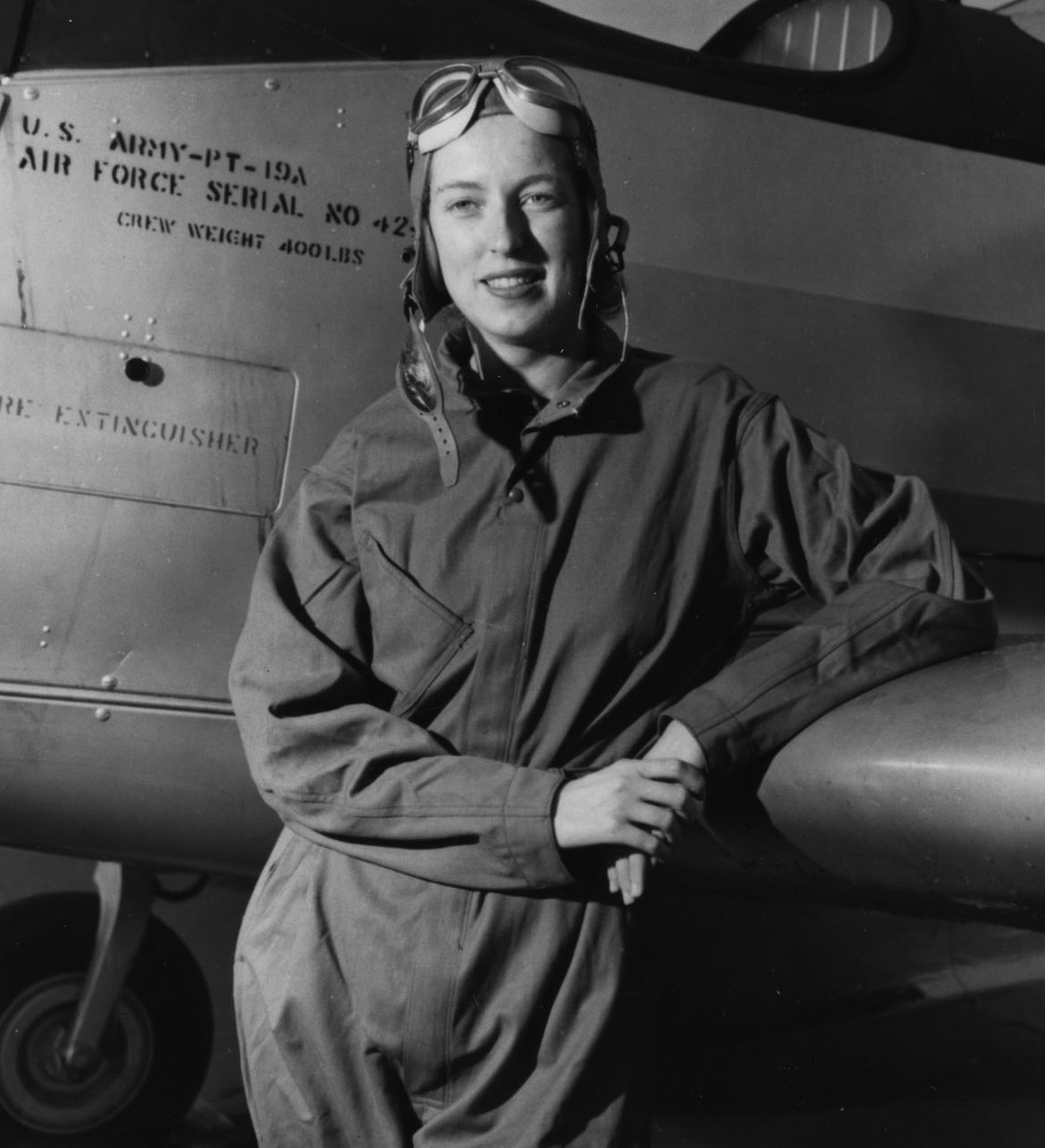
A-4飛行服を着たコーネリア・フォート （1940年代）
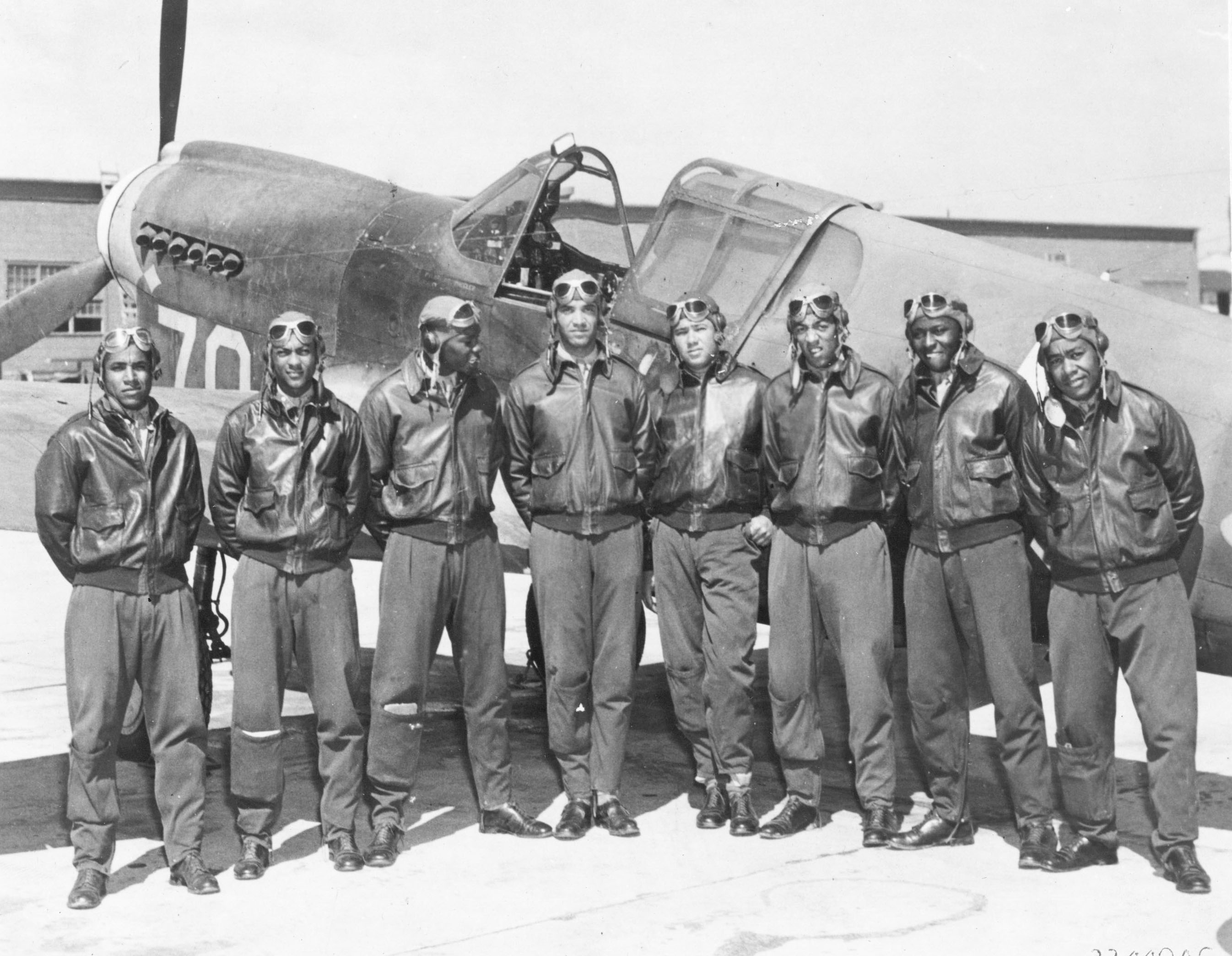
A-4飛行服の上にA-2飛行ジャケット （1942年か1943年タスキーギ・エアメン）

### B-3飛行ジャケットとA-3飛行ズボン
冬用の飛行服としては1934年5月8日にB-3ジャケットとA-3飛行ズボンが標準服に制定された。ジャケットとズボンが分かれた最初のツーピースの飛行服である。
ダークブラウンの毛皮裏の羊革製であり、襟と袖は毛皮の縁を持ち、襟には2本のストラップとバックルが付いており立てて首にフィットさせることができた。右の前身頃には開口部が斜めの小さな貼り付けポケットがあり、左右の腰には調整用のストラップがある。ジャケットの脇の下にはまちがとってあり、肩にはひだが入っていた。
A-3飛行ズボンはB-3ジャケットと同じ革で作られており、両足に全長に渡るジッパーが付いているのが特徴である。左右の腰にもジッパーのポケットがあり、左右の脛の部分には蓋無しの貼り付けポケットがある。このズボンは重いので革とゴム製のサスペンダーが縫い付けられていた。
軍人（軍服）の急増に伴う市場の羊毛革不足や、かさばりすぎであることなどから羊毛の飛行服の生産は続行すべきではないという意見があったが、政府が煽る愛国精神のまま増産体制を作っていた羊毛業者など関連業界の反発は激しく、長くその生産は中止されなかった。1944年度以降の会計年度になってようやく戦時生産委員会と農業省が原材料である羊毛の減産体制を取り、後述のB-15とA-11ズボンへ移行することになった。

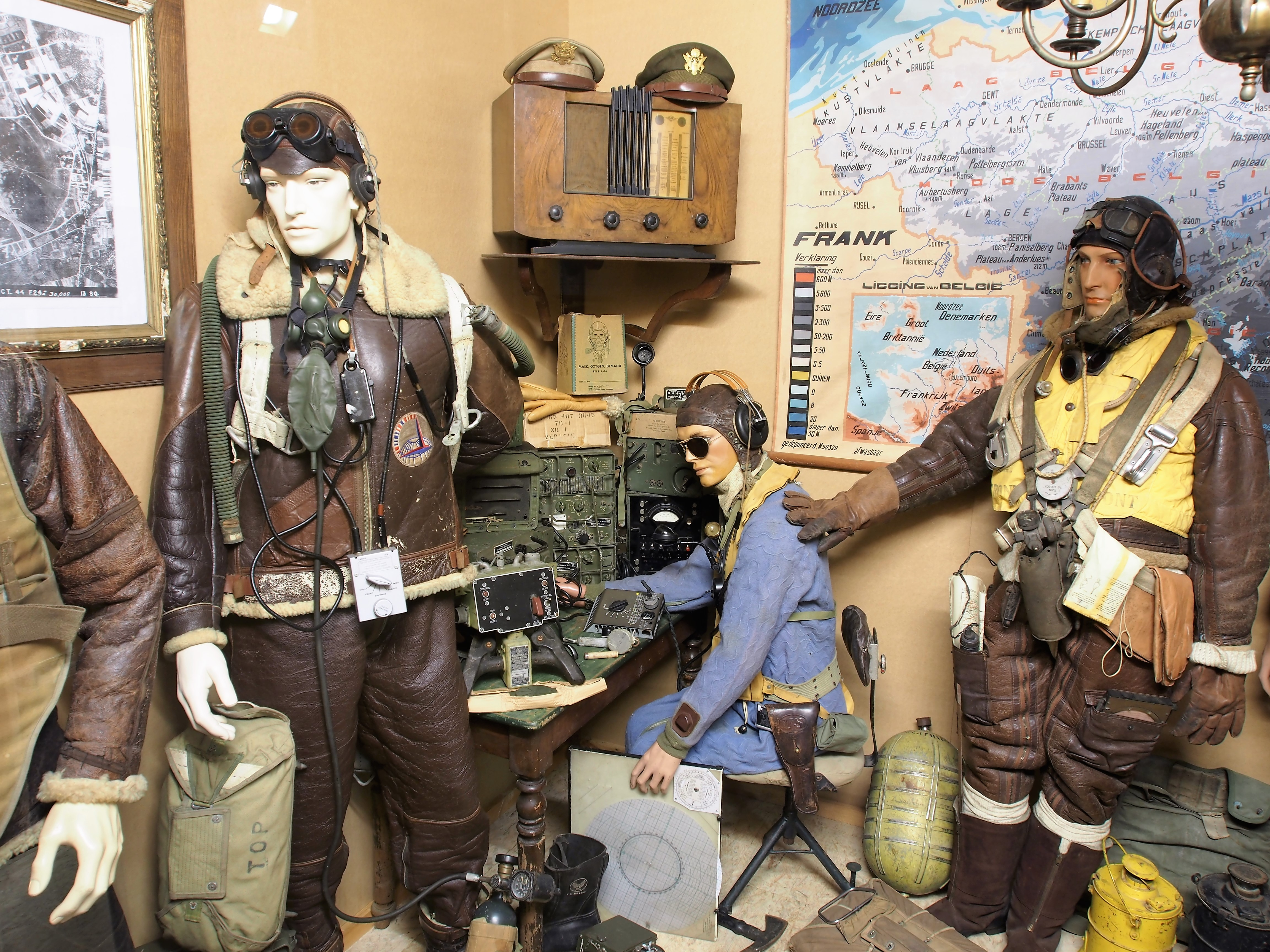
B-3飛行ジャケットとA-3飛行ズボン（左） （ベルギー・ギンゲロム（オランダ語版）の1944年冬博物館の展示物）
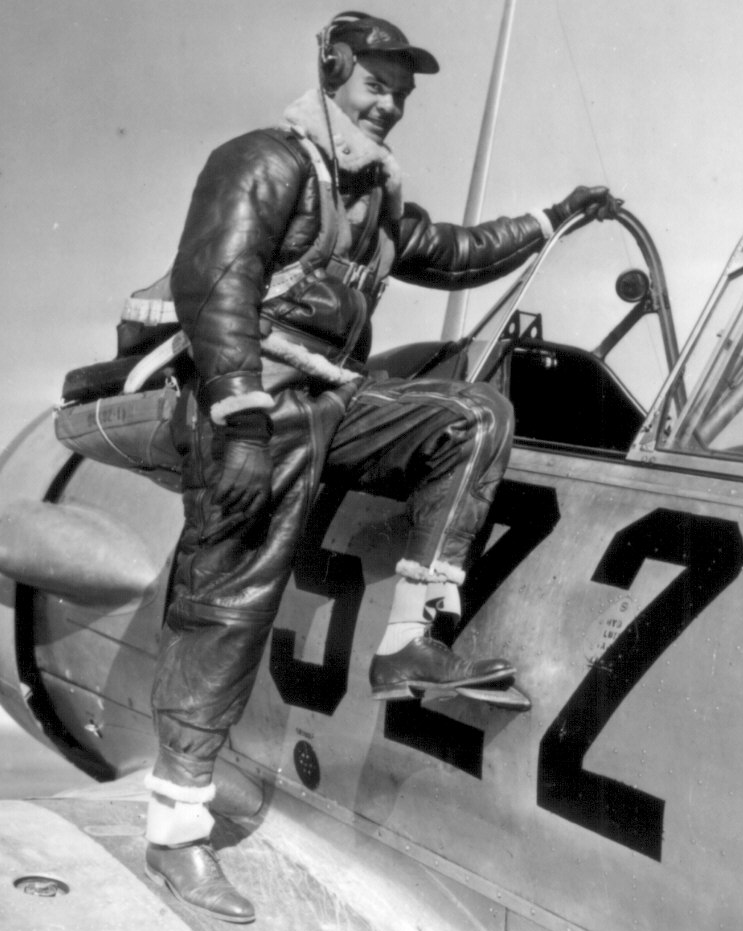
B-3飛行ジャケットとA-3飛行ズボンを着用するベンジャミン・オリヴァー・デイヴィス・ジュニア大尉 （1942年1月アラバマ州タスキーギ）
B-3飛行ジャケットとA-3飛行ズボン （1942年12月第91爆撃団（英語版））

### B-15飛行ジャケットとA-11飛行ズボン
戦争後期になると飛行服は革製から製造や保守が楽なコットンやナイロン製へと変わっていく。それが1944年4月7日に採用されたB-15飛行ジャケットとA-11ズボンである。B-15飛行ジャケットはコットン製のジャケットであり、1950年代から使用されるようになったMA-1飛行ジャケットの元祖ともいえるコットン製飛行ジャケットである。前開きはジッパーで、襟はムートンが使用され、左右の腰には蓋無しの切り込みポケットがあり、スナップボタンで閉じることができる。左袖にはペン・ポケットがあり、肩には陸軍航空軍の記章がプリントされたものもある。1944年秋以降の物は左胸の部分に通信用ワイヤーを通すタブと、酸素ホースの締め金を留めておくために小さな三角形タブが付けられていた。
A-11飛行ズボンは前開きがジッパーになっているほか、A-3飛行ズボンと同じく両足に全長に渡るジッパーが付いている。右の膝にはV字型の蓋が付いた切り込みポケットがある。左の膝には開口部が縦の大きな貼り付けポケットがある。このポケットの上の部分に高空脱出用の酸素ボトルを入れるポケットが用意されている。左右の脛の外側と尻にもV字型の蓋の切り込みポケットが付いている。裾はニットになっている。

## 非戦闘用の制服

### 通常勤務制服
非戦闘用の通常勤務制服である。下士官兵は被服を貸与されるが、将校は自弁で製作する必要があり、懐具合と相談して許可される範囲内で好みのバリエーションや布地にした。ただしアメリカ陸軍では許可されるスタイルやバリエーションは事細かに規定されていた（規則違反をする者はいたが）。
第二次大戦時の米陸軍の非戦闘用の勤務制服はM1939勤務制服(Service Uniform)である。OD色ウール地のシングル・ブレストの開襟式上衣である。上衣の肩にはショルダー・ストラップが設けられ、前ボタンは真鍮のボタンが4つだった。胸には張り付けポケット、裾には切り込みポケットが2つ付いており、それぞれ長方形の蓋が付いていた。下士官は上腕部にダークブルーの台布の上に刺繍されたOD色やカーキ色のシェブロンという階級章が付いた。兵は右上襟にUSの文字が入ったイエローメタル製の丸いメダル型の記章を付け、左上襟には兵科章を付ける。
この上衣の下には上衣と同じか上衣より薄いOD色のウールかコットンのシャツを着用（前述のウールシャツとチノを参照）。モヘア、あるいはモヘア混のネクタイは1942年2月までは黒い物を着用することになっていたが、それ以降はカーキ色の薄いOD色に変更されている。
支給品の通常勤務ズボンの尻ポケットには蓋がなかったが、落ちるのを防止するため自ら蓋を付ける兵も多かった。OD色のズボンは戦闘時にも使用されたので色調や布地の厚さにはバリエーションが見られる。

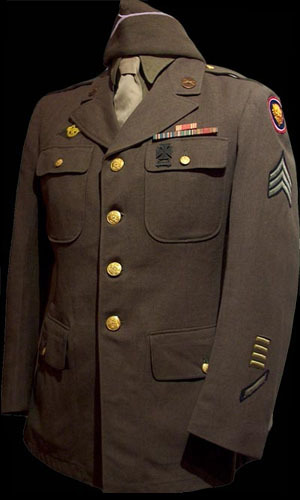
M1939勤務制服
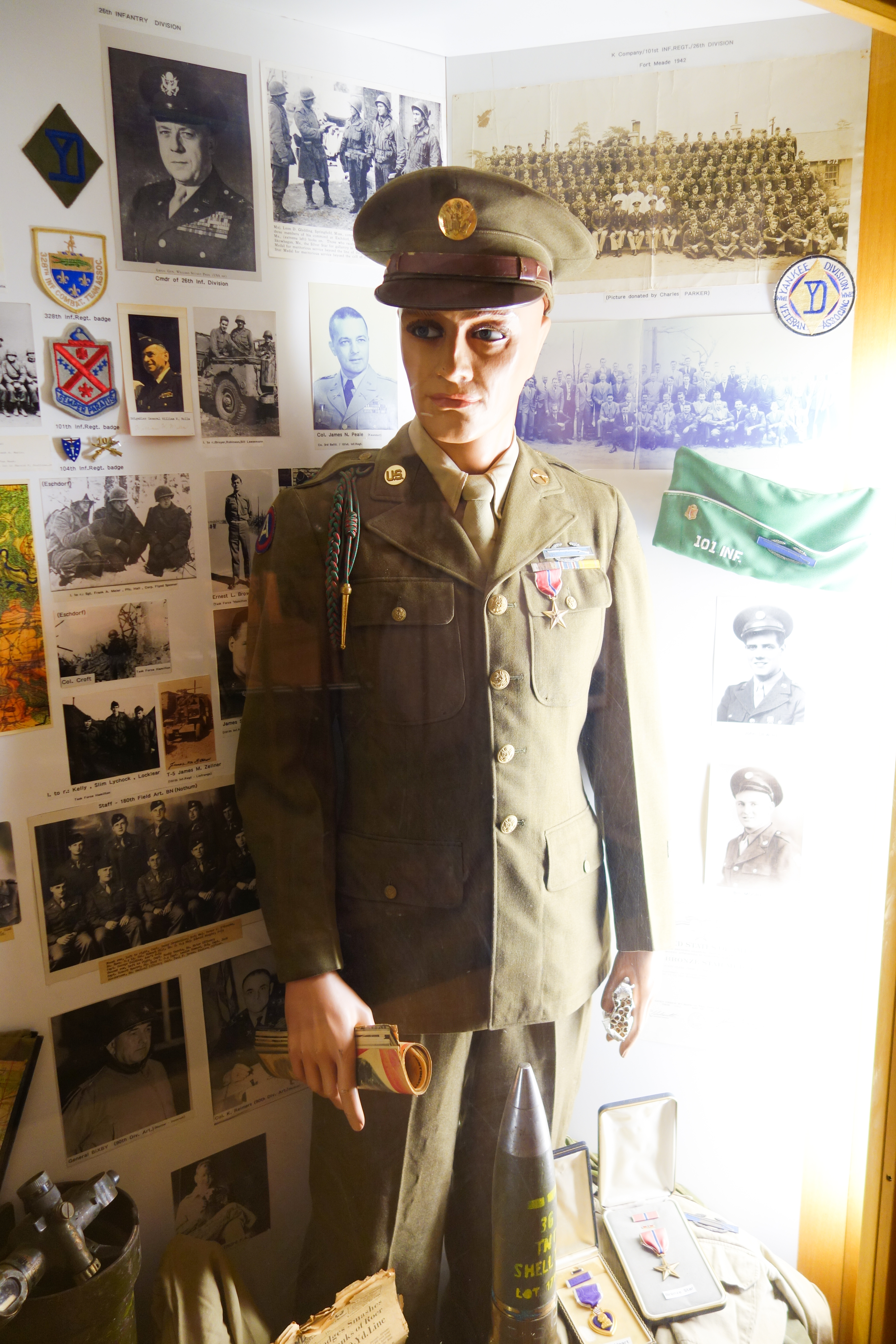
M1939勤務制服 （ルクセンブルク国立軍事史博物館の展示物）

### 将校用勤務服
1942年11月4日に将校用にOD色のウール地の勤務服が承認された。上記の勤務制服との違いは、胸ポケットの中央にプリーツが入っていて蓋が波型になっていたことである。上襟には将校を示すUS記章を付け、下襟には兵科章（歩兵科将校なら交差したマスケット銃を象った記章）を付けるが、将官の場合は兵科章は使用しない。肩章も付けられており、それで階級を表示する。この上衣は「グリーン」と呼ばれており、これとライト・シェード・ドラブ色（グレーがかったカーキ色）の「ピンク」と呼ばれるズボンと一緒に着用するスタイルは「ピンク・アンド・グリーン」と呼ばれた。
将校用勤務服には同型の夏期用も存在する。夏期用の布地にはコットン、レーヨン、ウステッド、ギャバジンが使用され、洗濯しやすいようにボタンの取り外しができた。

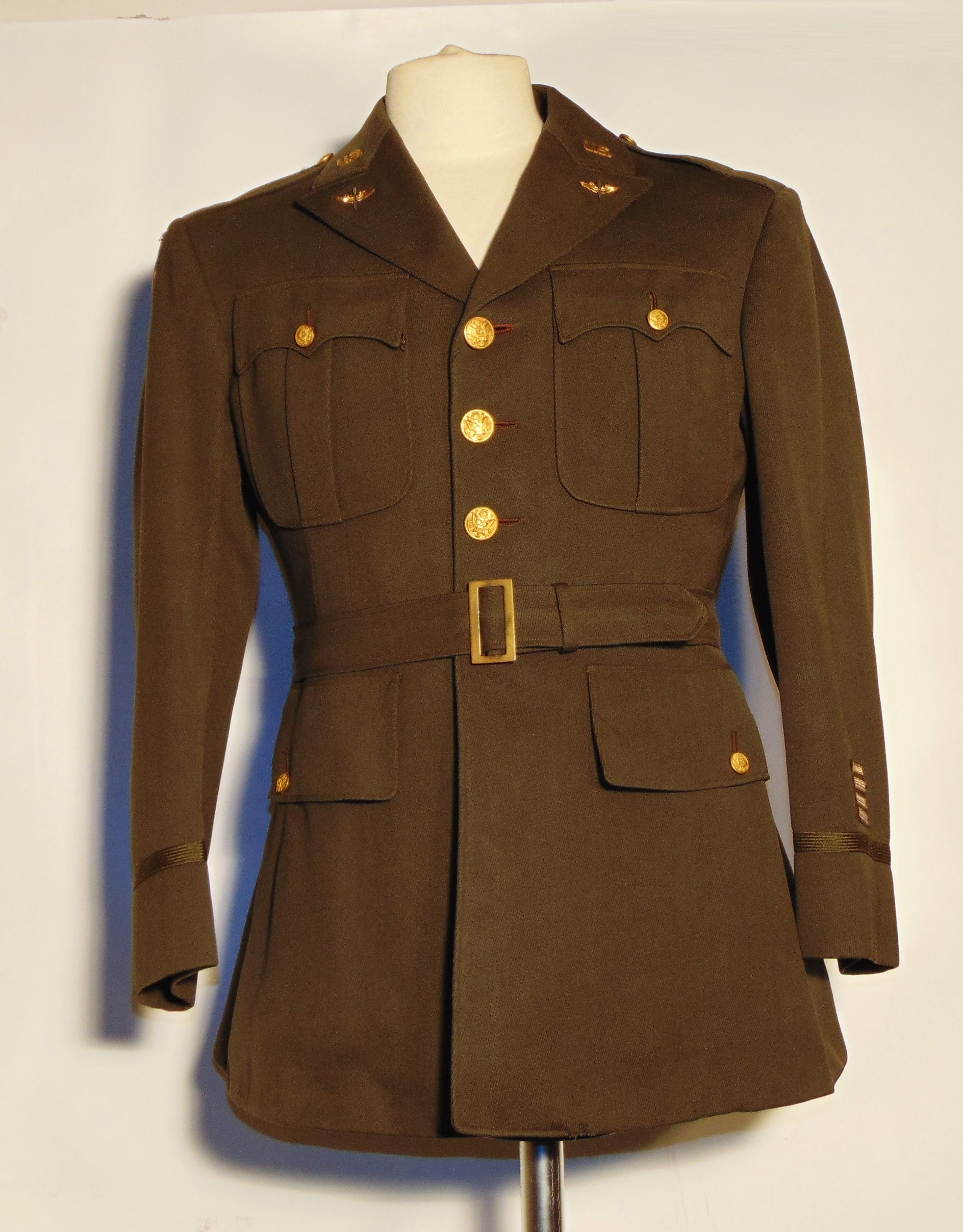
将校用制服 （オランダ・国立1944-1945解放博物館の展示物）
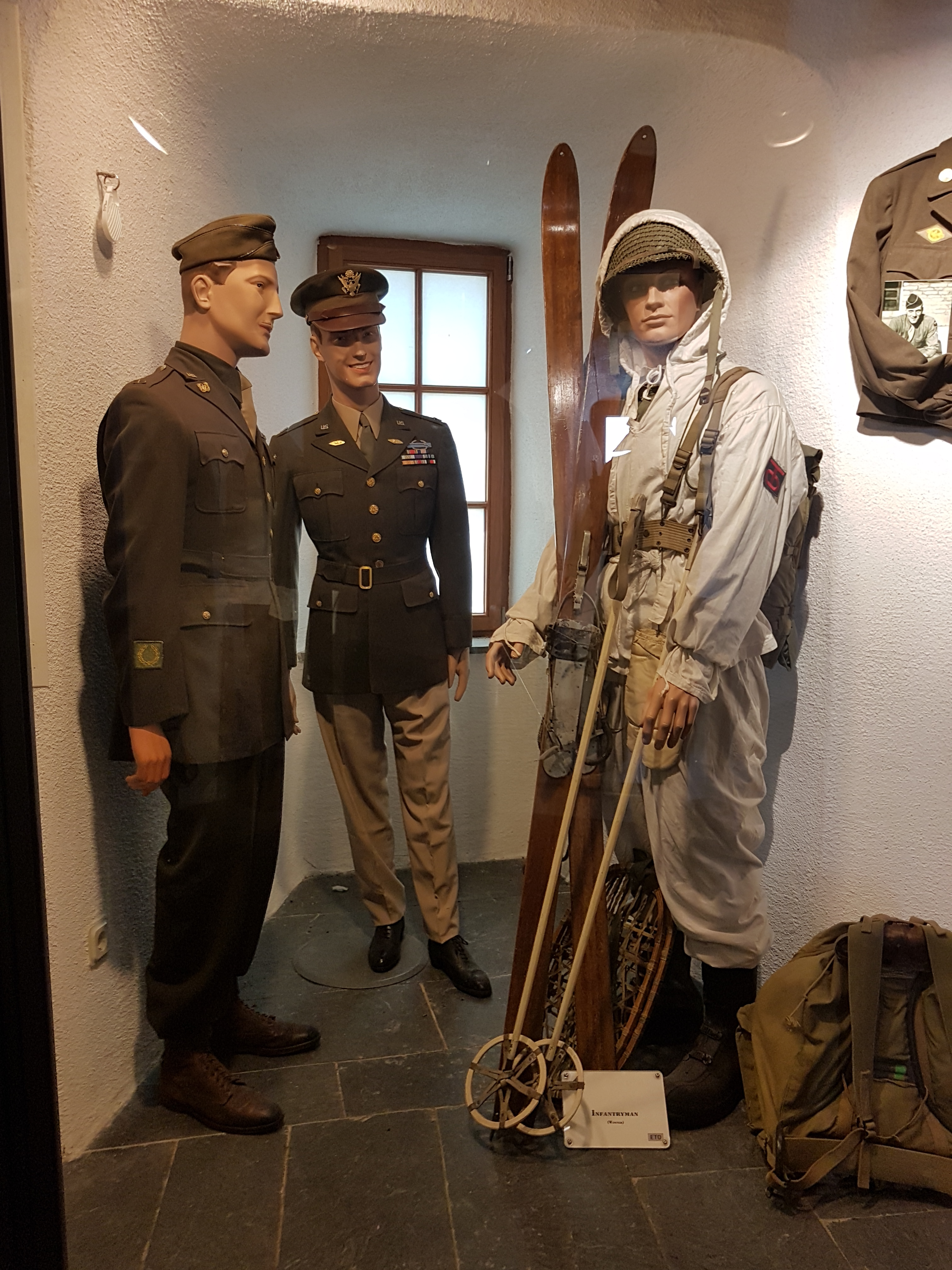
上衣とズボンが同色の濃いOD色の通常の将校制服（左）。濃いOD色上衣とライト・シェード・ドラブ色のズボンを組み合わせた「ピンク・アンド・グリーン」のスタイル（中央） （ルクセンブルク・クレルヴォー（ルクセンブルク語版）のバルジの戦い博物館の展示物）
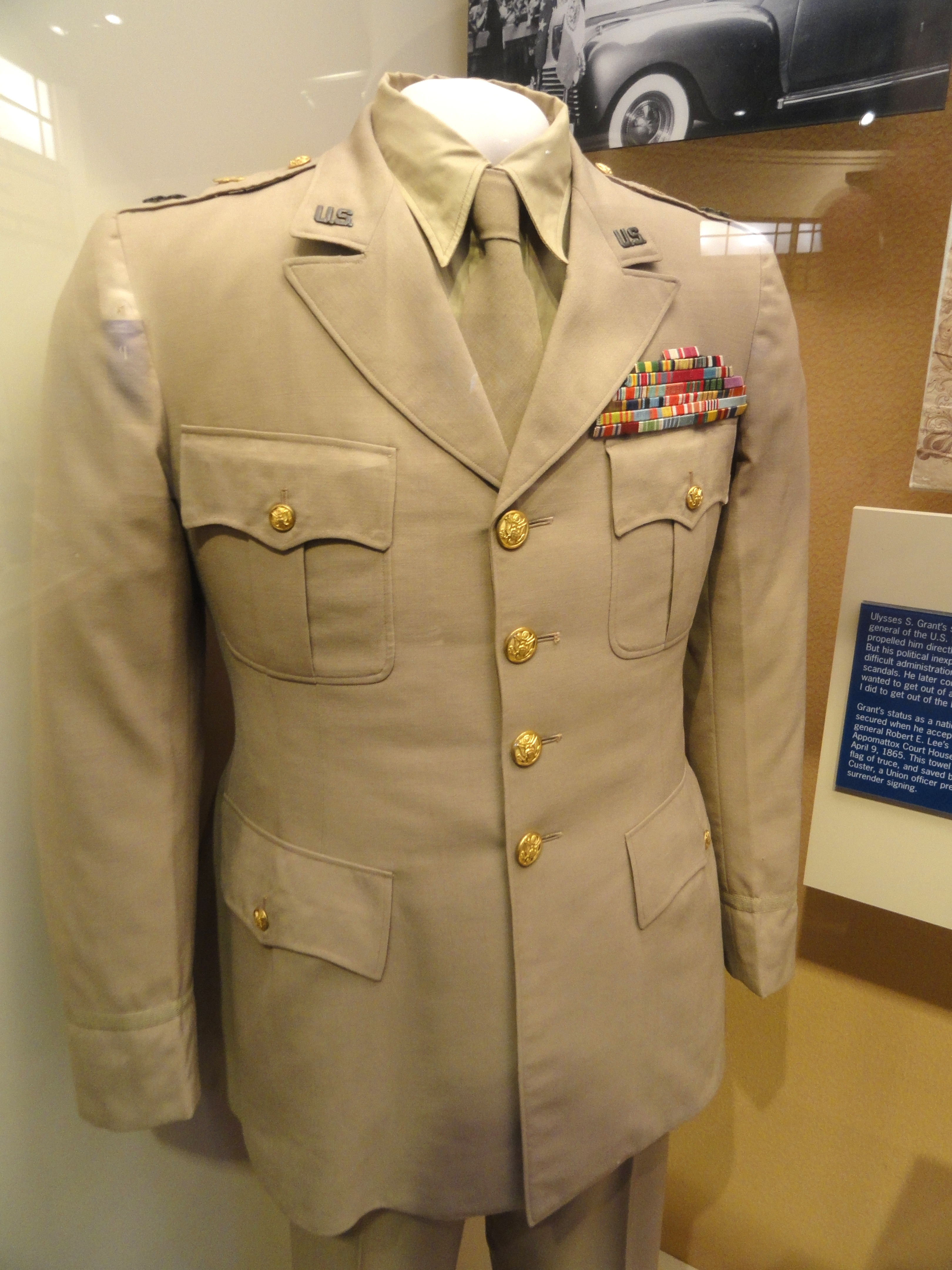
ドワイト・アイゼンハワーの夏服 （ワシントンD.C.・国立アメリカ歴史博物館の展示物）

### アイク・ジャケット
ドワイド・アイゼンハワー将軍はイギリス軍のバトルドレスが平常服にも戦闘服にも使用されていることに感銘を受け、同型の丈の短い制服の開発を需品科に命じ、その結果M1944フィールドジャケットが生まれた。これは「アイク・ジャケット」（アイゼンハワー・ジャケット、英: Eisenhower jacketまたはIke jacket）と呼ばれた。
当初は戦闘服にも使用される予定だったが、支給された兵士たちはこれを休暇用の外出着に取っておきたがったため、実際に戦闘で使用されることはほとんどなく、非戦闘用制服として使用された。支給数が足りなかったため、通常勤務服を裁断してアイクジャケットに仕立て直されたものもあった。兵士たちはこのジャケットを平常制服の上衣代わりにすることが認められていた。

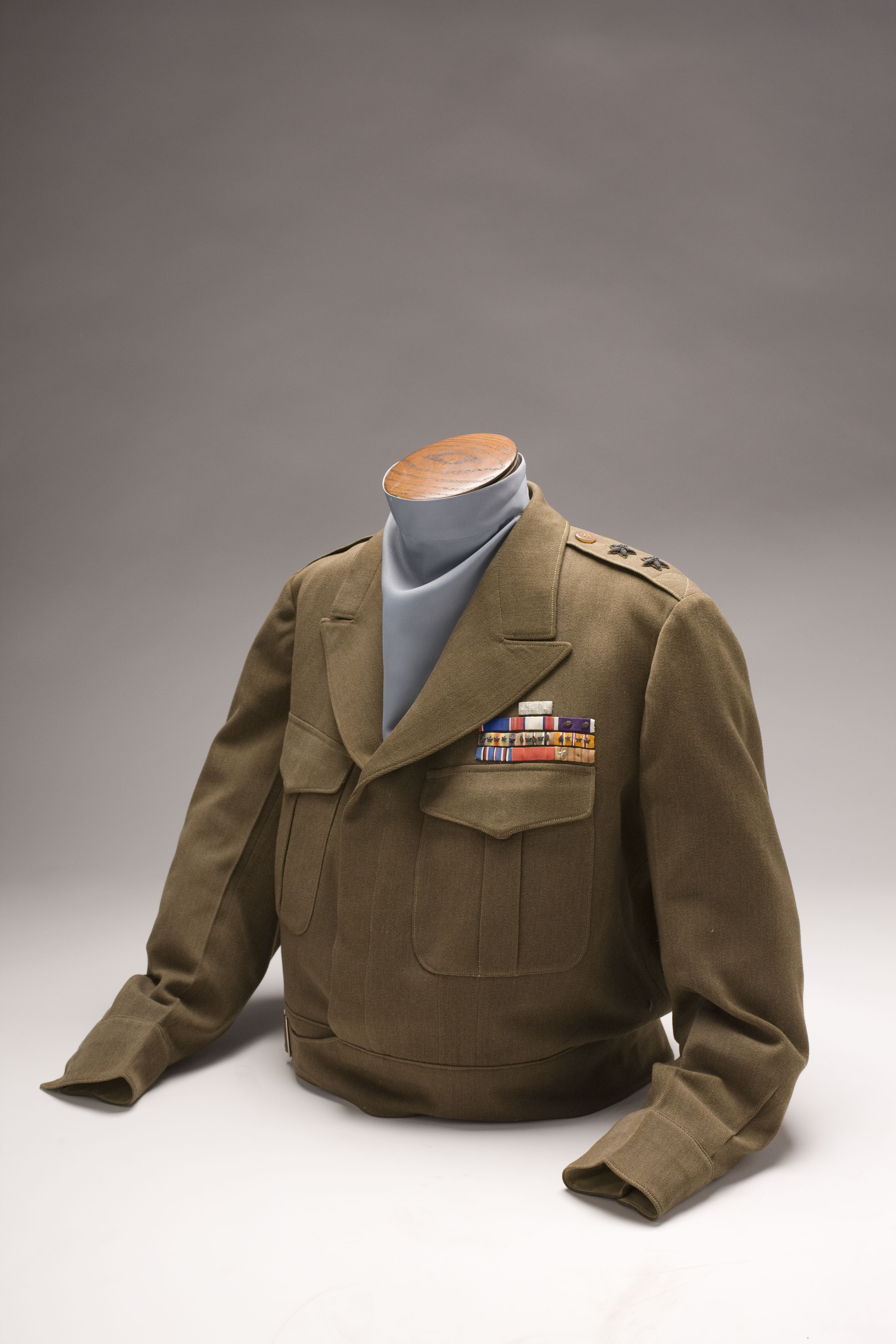
ウィリアム・ドノバンのアイク・ジャケット （CIA博物館（英語版）の展示物）
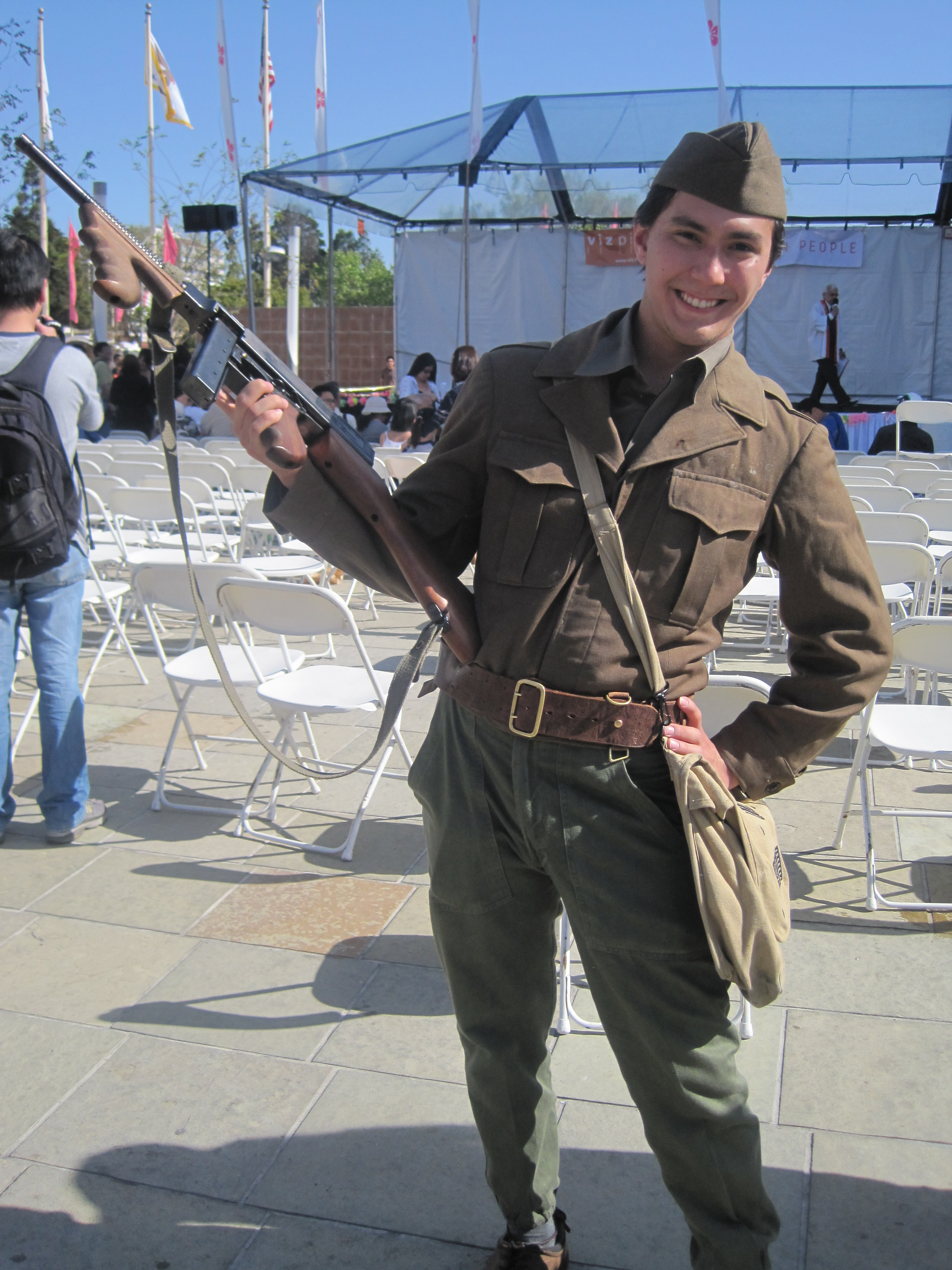
アイクジャケットを着るイベント参加者 （2010年北カルフォルニア桜フェスティバル）

### 婦人部隊の制服
第二次世界大戦開戦当初、アメリカ軍は看護以外の分野の女性の軍務への関与は拒否していたが、総力戦体制構築に向けて1942年5月には婦人補助部隊（WAAC）が創設された。彼女らの職務は当初事務仕事のみが想定されていたが、戦争が進むにつれて医療補助、自動車整備、陸軍航空軍では航空交通管制官から飛行機整備までと職務範囲が広がっていった。そして1943年7月1日に婦人部隊（WAC）へ改組、陸軍の補助機関から正規機関となった。米軍ではソ連赤軍のように女性が前線任務に就くようなことはなかったが、後方任務には幅広く動員された。
婦人部隊の通常制服は男性の通常制服と似た濃いOD色の開襟のネクタイ着用の上衣とスカートである。上衣の腰ポケットは切り込みポケット、胸ポケットの蓋は飾りである。ボタンは将校は金メッキされた真鍮製だが、下士官兵はOD色のプラスチックだった。しかし1944年夏以降は下士官兵も金色のボタン着用が認められた。襟の徽章は基本的に男性軍人と同じである。将校の場合は両上襟にUS記章、両下襟には兵科章（看護婦部隊を示すNの字と翼を組みわせた記章や、婦人部隊を示す女神アテーナーを象った記章）を付けた。下士官兵の場合は右上襟にはUSの文字の入ったメダル型記章、左上襟に兵科章が入る。
婦人部隊は「ホビーハット」と呼ばれる独自の制帽をかぶった。婦人補助部隊時代の帽子の国章は飾りのついていない簡素な白頭鷲だったが、婦人部隊になった後は男性の制帽の国章と同じになった。後には男性と同じ制帽を被るようにもなった。
スカートは将校はカーキ色の物が認められたが、下士官兵は上衣と同色のスカートが支給された。
看護婦部隊には看護婦服があり、1943年には作業用の女性用HBT作業服、フライトナース用のブルーグレーのウール製勤務服F1ジャケットなども制定された。
なお婦人部隊は非戦闘員であるため、基本的に武器は携帯しない。例外的に戦地を飛ぶフライトナースと重要文書を運ぶ伝書使のみ自衛用の武器の支給が認められていた。

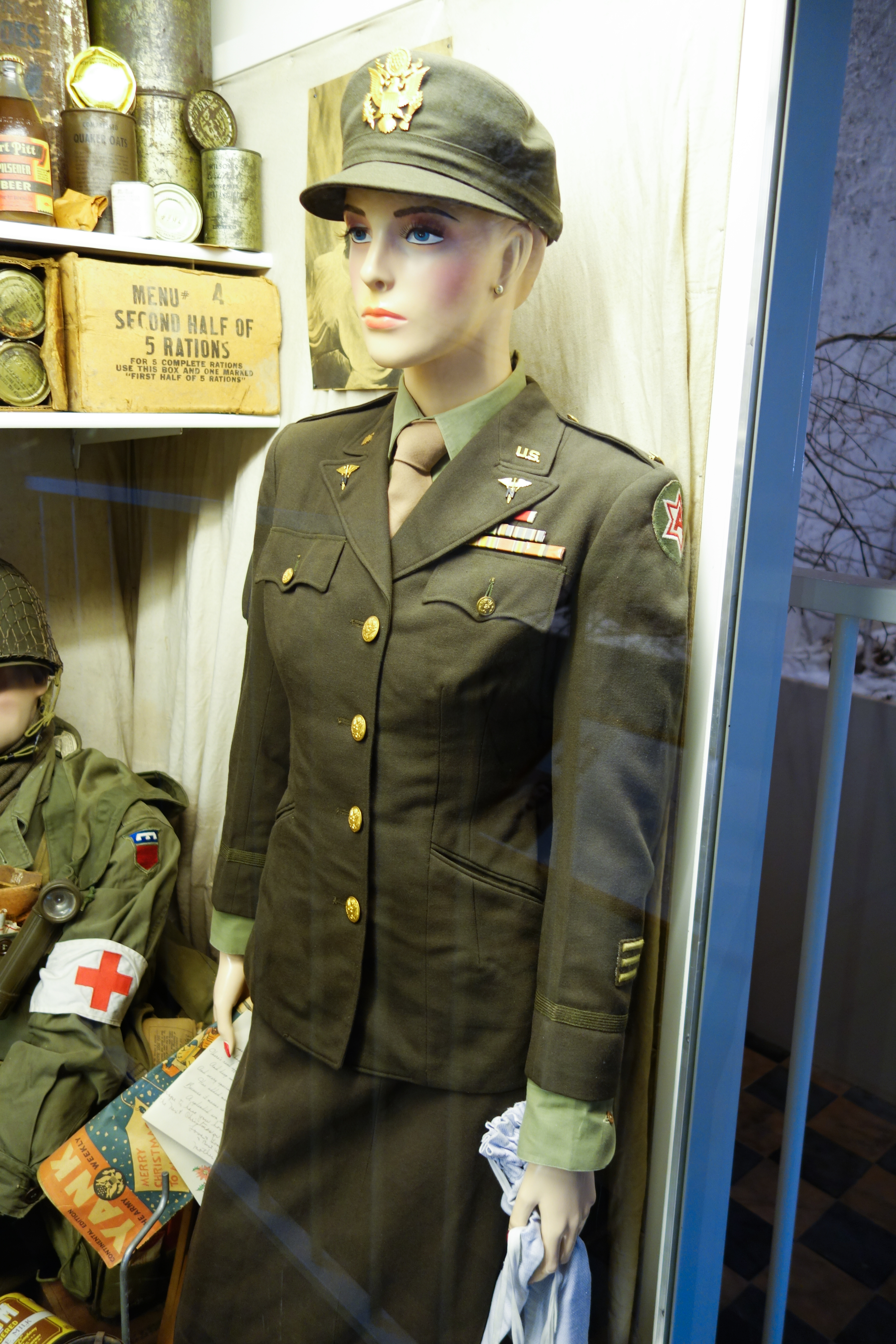
婦人部隊の通常制服。帽子は「ホビーハット」。上襟には将校を示すUS記章、下襟は看護婦部隊章 （ルクセンブルク・国立軍事史博物館の展示物）
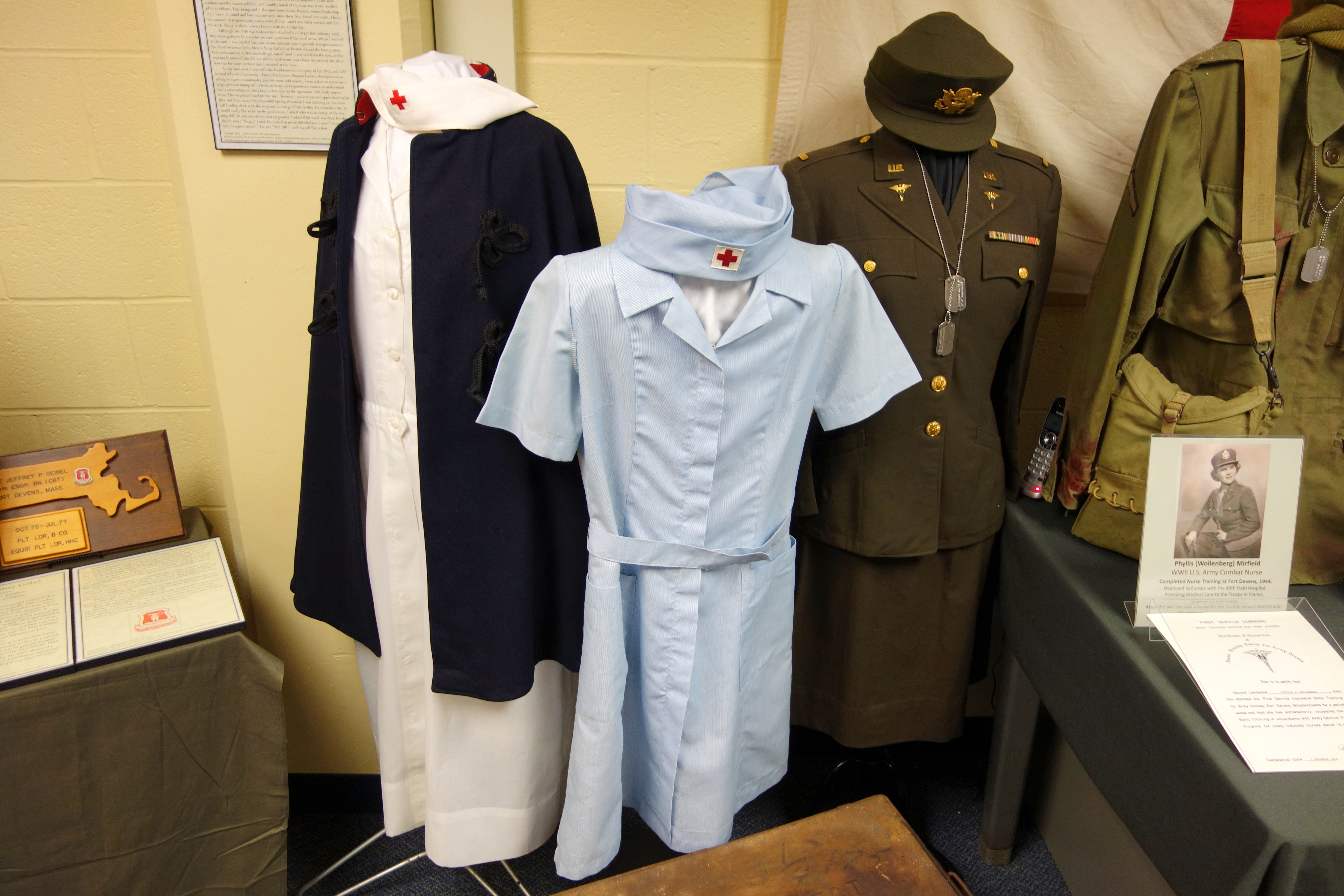
婦人部隊の看護婦服（左・中央）と通常制服（右）とHBT作業服（右端見切れ） （マサチューセッツ州・フォート・デベンズ基地博物館の展示物）
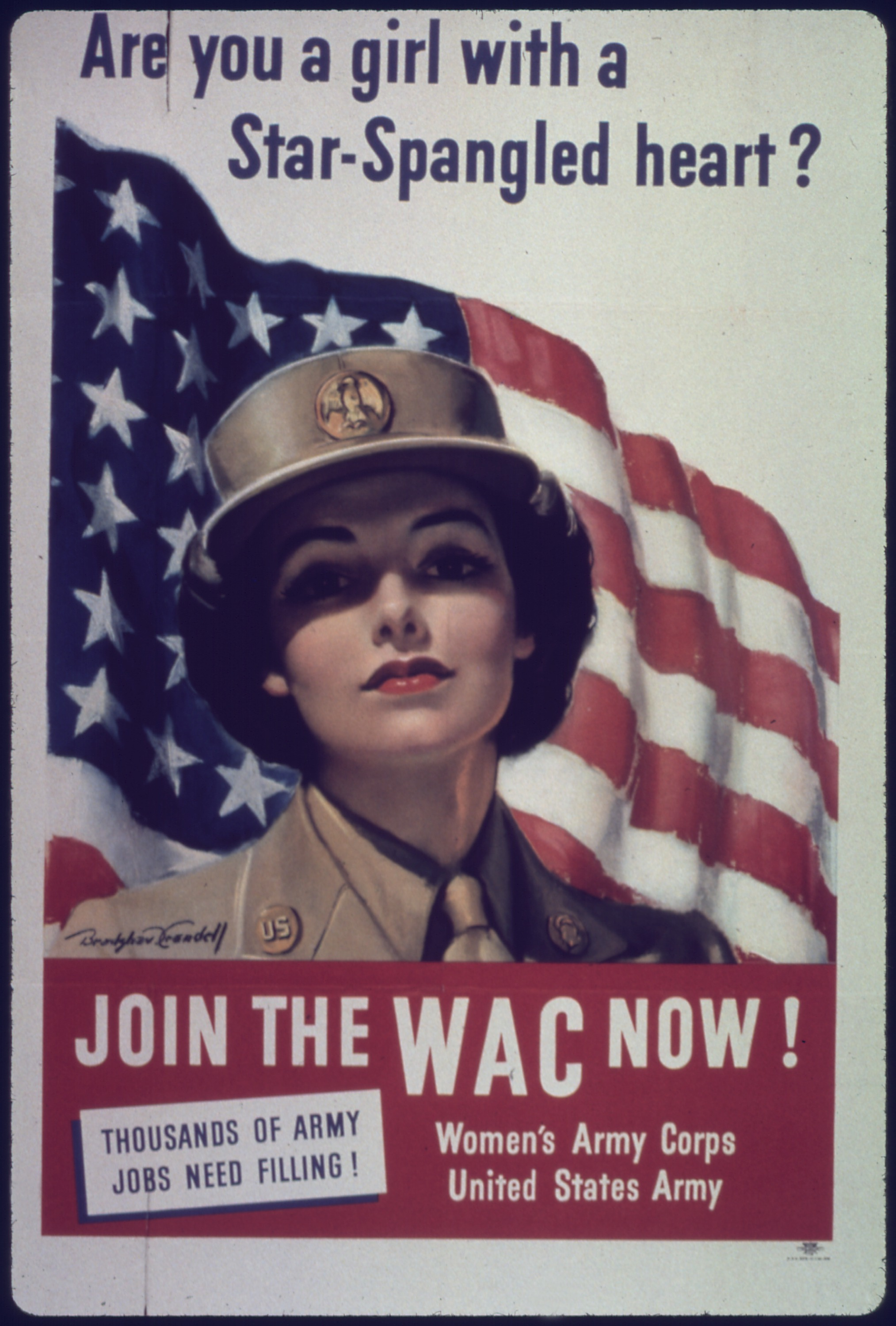
婦人部隊下士官兵の通常制服が描かれた募集ポスター。「ホビーハット」を被る。右上襟は下士官兵を示すUSの文字が入ったメダル型記章、左上襟は婦人部隊を示すアテーナーを象ったメダル型記章。
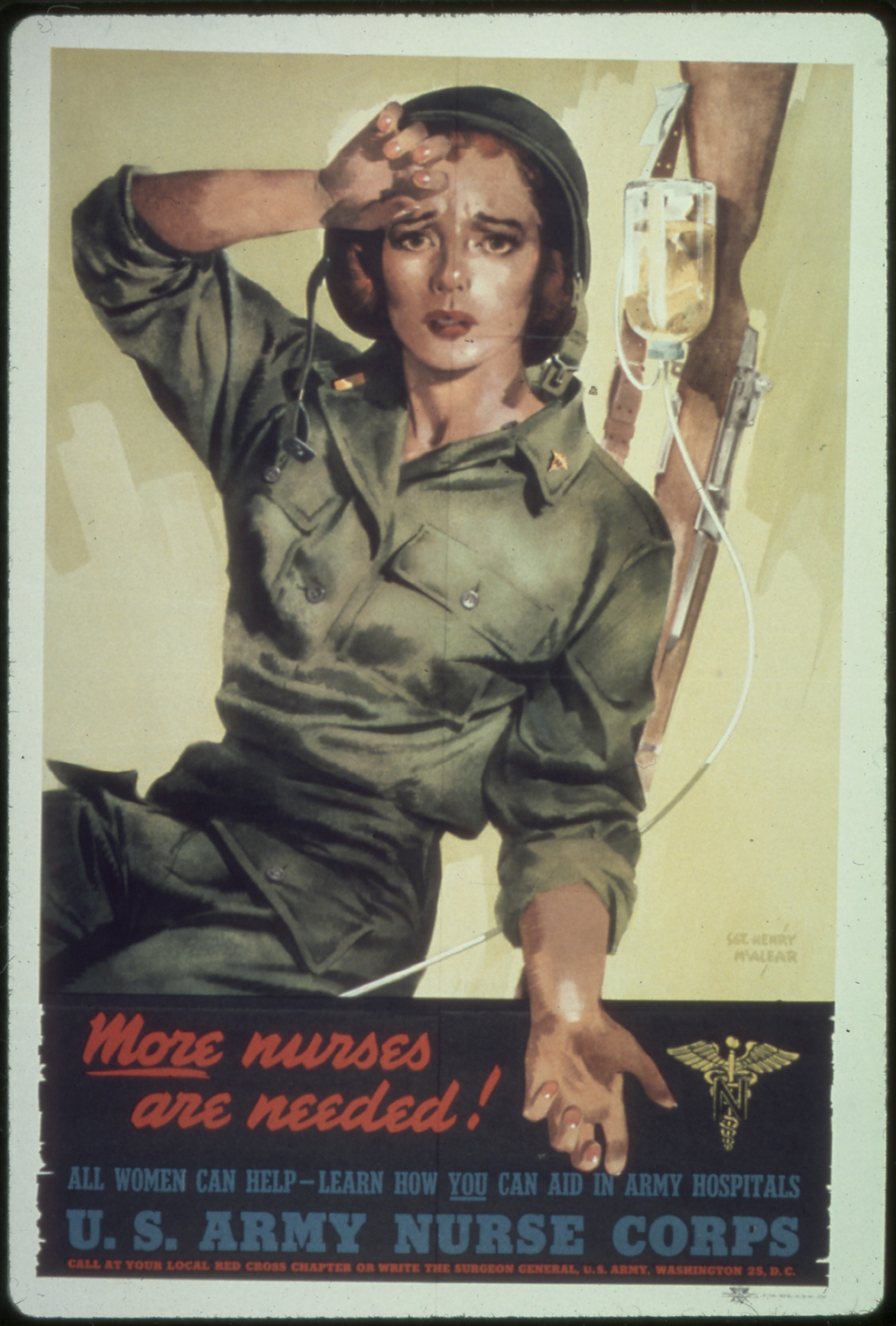
HBT作業服の婦人部隊員を描いた募集ポスター。看護婦部隊章を付けている

## コート

### オーバーコート
ヨーロッパ戦線のアメリカ軍に最初の冬が訪れた時、彼らの基本的な防寒着はM1939オーバーコートだった。このコートは茶色っぽいOD色のウール製のコートで、前合わせが4個のボタン2列のダブルブレストであり、喉元まで閉じることができるが、通常は一番上のボタンは外して開襟して着用した。ボタンは白頭鷲のアメリカ国章がデザインされた金色の真鍮製だった。将校は樹脂または象牙の茶色い無地のボタンだった。左右の腰には開口部が縦の切り込みポケットがある。腰の後ろにはハーフベルトがついており、ボタンでウエスト回りを調整できた。
1942年には資源節約のためボタンを真鍮からプラスチックに変更したM1942オーバーコートが登場する。
オーバーコートは暖かかったものの雨に濡れたり、裾が泥で汚れるとひどく重くなるなど欠点が多かった。そのため野戦に不向きであり、下記のマッキノウ・コートが1942年から支給されるようになった。

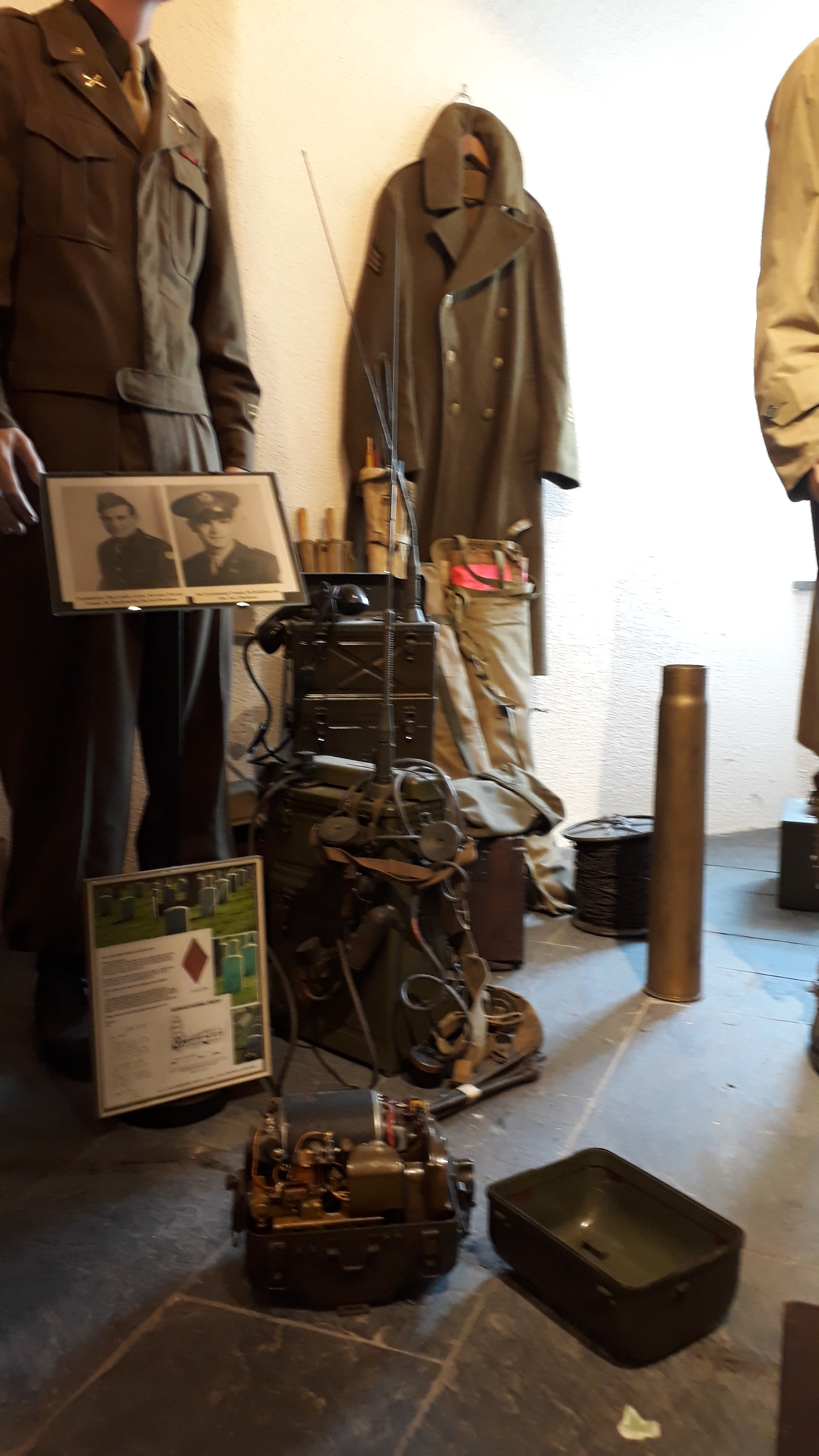
M1939オーバーコート（中央） （ルクセンブルク・クレルヴォーのバルジの戦い博物館の展示物）
M1939オーバーコートを着て雪中行軍する米兵（中央） （1945年1月14日、ルクセンブルク・ウィルツ（ルクセンブルク語版））
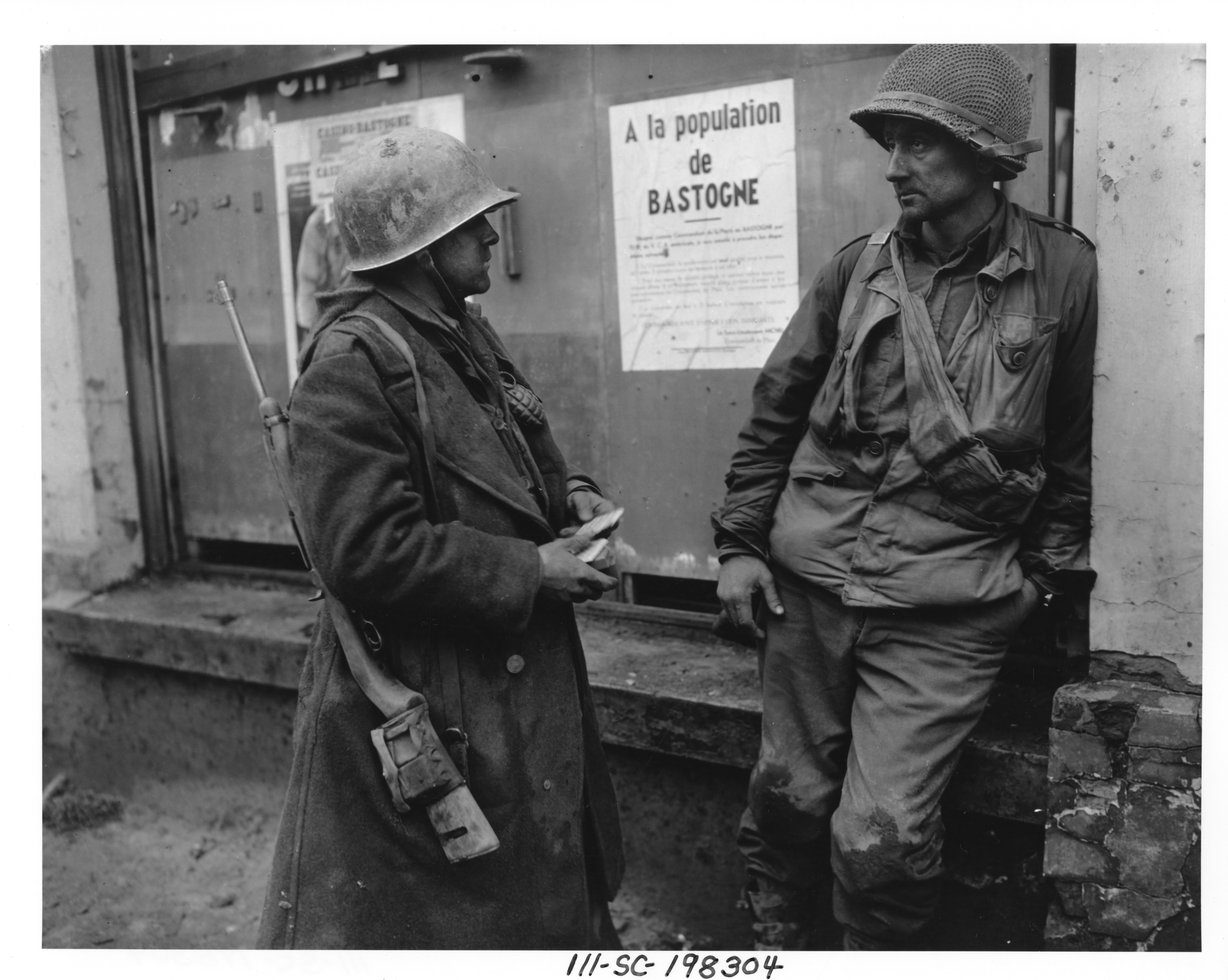
オーバーコート（左）とM1943フィールドジャケット（右） （1944年12月19日ベルギー・バストーニュ。第28歩兵師団（英語版）第110歩兵連隊（英語版）の米兵たち）

### マッキノウ・コートと将校用ショート・オーバーコート
M1938マッキノウ・コートは、コットン・ズック製で通常はタン色のオーバーコートより丈が短いコートである。前合わせは4個二列のプラスチックボタンのダブルブレストで、通常は一番上のボタンは留めず、ショールカラー（へちま襟）を開いて着用した。上襟にOD色ウール地が貼られているのが特徴的だった。しかしM1938は素材がゴワゴワしていたため、1942年には素材をコットン・ポプリンに変更したM1942マッキノウ・コートが採用された。M1942では上襟のウール地は廃止されている。さらに1943年には襟をショール・カラーからノッチト・カラーにし、ベルトやベルト通しを廃止して生産工程を簡素化したM1943マッキノウコートが採用されている。
マッキノウコート自体は1936年から研究されていたが、上記のオーバーコートが野戦向きではないという問題から1942年頃から本格的支給が始まった。なお「マッキノウ（Mackinaw）」とはアメリカ北西部インディアンの格子縞の毛布を指す言葉であり、マッキノウコートといった時は森林労働者の格子縞のウール製コートに由来するという。
類似の丈が短いショールカラーの襟のコートとして将校用ショートオーバーコートが存在した。ショールカラーとボタンで留める共生地のベルトが特徴である。1926年に最初に制定されたが、陸軍規則は1944年3月になってやっとこのコートの色をODシェード52と規定している。マッキノウ・コートと同様に1943年にベルトが廃止されて襟がノッチト・カラーになったものが登場した。

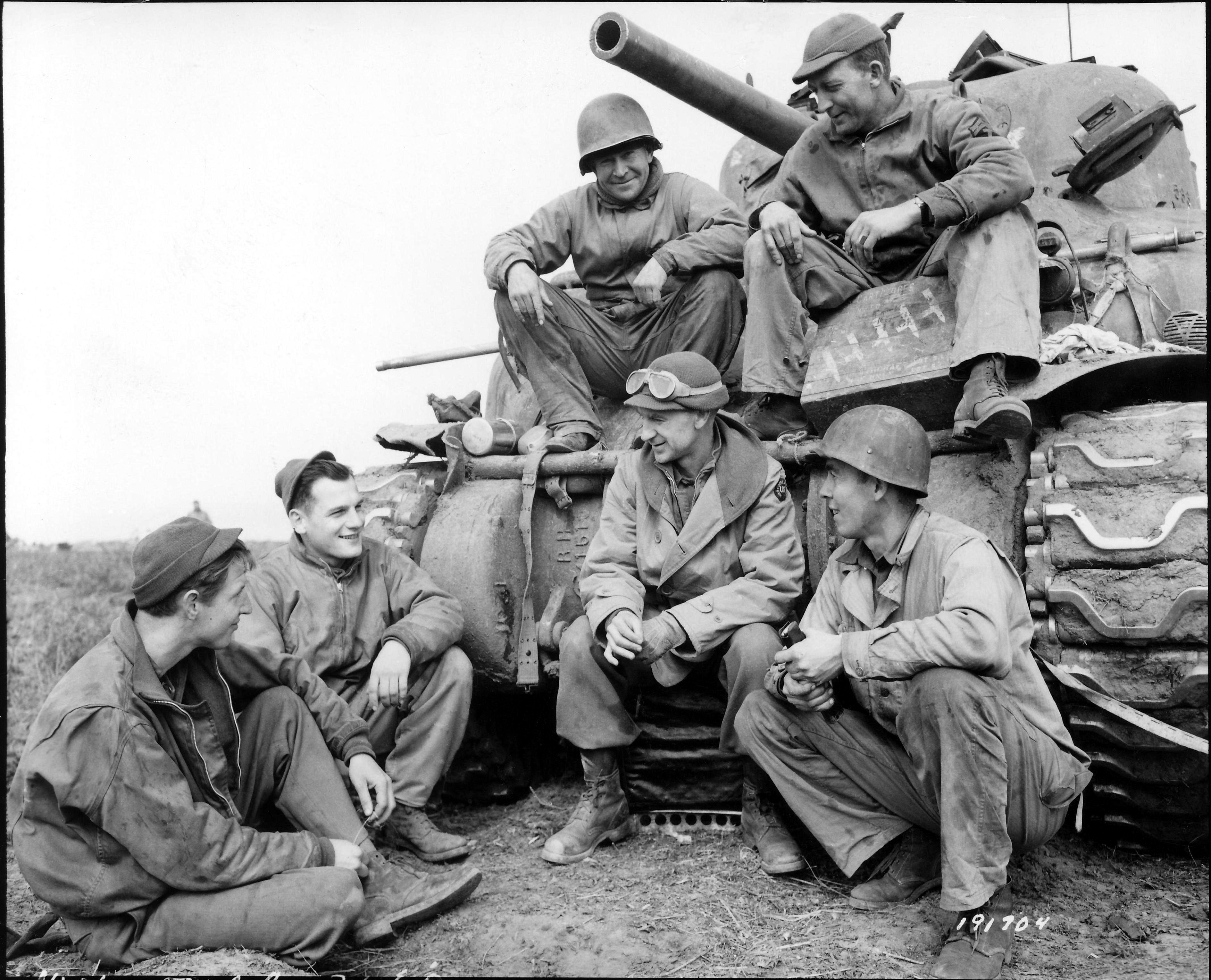
マッキノウ・コートを着るアーニー・パイル（中央） （1944年イタリア・アンツィオ）
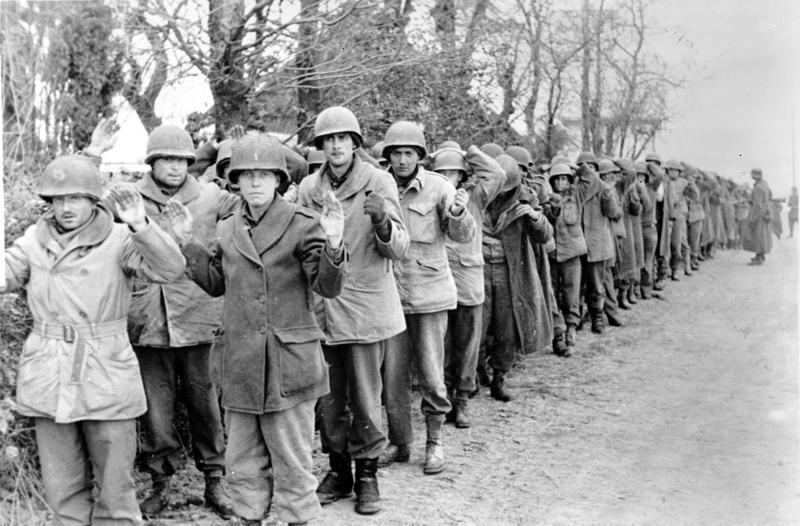
最前列左の兵士がマッキノウ・コート。最前列右の少尉はM1929将校用ショートオーバーコート （1944年12月バルジの戦いで捕虜になった米兵たち）

### 将校用フィールド・オーバーコート
1942年12月17日に将校用のフィールド・オーバーコートが承認された。いわゆるトレンチコートである。
前ボタンは一列5個のボタンのダブルブレストであり、通常は一番上のボタンを外して開襟で着用する。襟の裏にはボタンとタブがあり、襟を立てることができた。袖にはボタン付きのストラップがある。裾は歩きやすいようにまくり上げてボタンで留められるようになっている。左右の腰には切り込みポケットがあり、ポケット内にスリットがあり、ズボンのポケットに手を入れることができた。腰にはプラスチック製のバックルの付いた布ベルトが付いている。着脱式のウール製のライナーを取り付けることができた。
ODシェード2色とODシェード7色の二色があるが、恐らくフィールドジャケットの色調の変化に合わせたものと思われる。
もともとは全階級に支給される予定だったが、生地の不足と時間の問題から将校たちの手にしか届かなかった。

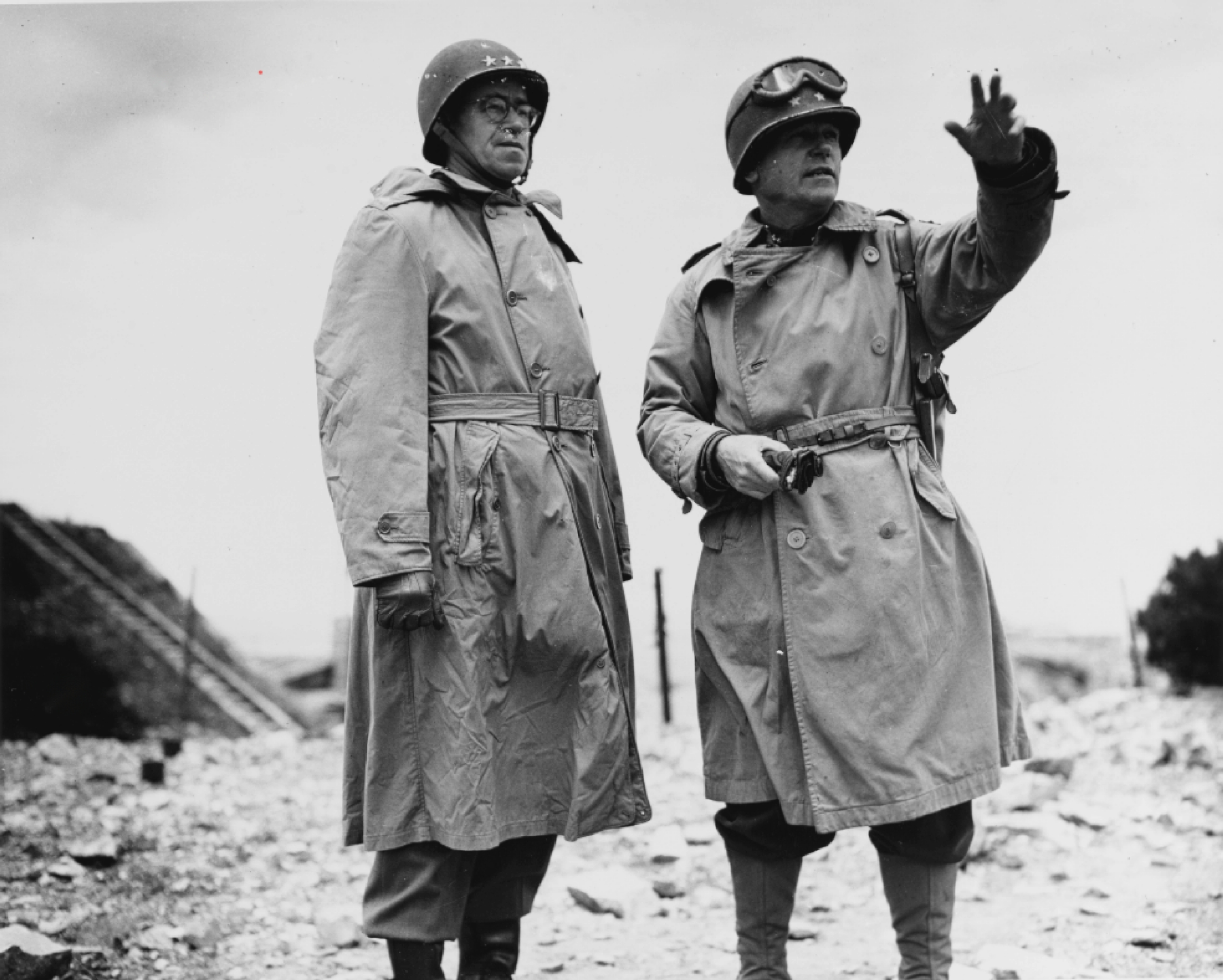
将校用フィールド・オーバーコートのオマール・ブラッドレー中将とジョーゼフ・ロートン・コリンズ少将 （1944年）
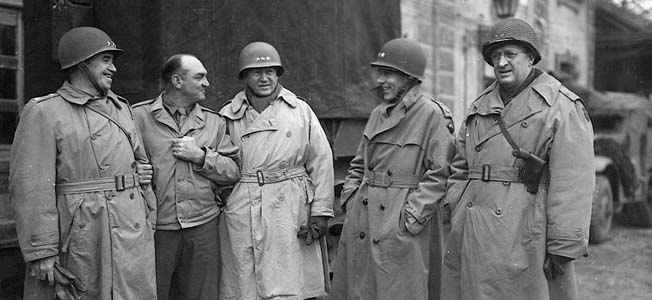
将校用フィールド・オーバーコートのオマール・ブラッドレー中将ら (1944年か1945年)

### レインコート
兵用の合成ゴムのレインコートである。前合わせはシングルブレストのボタンで留める。開戦時のM1938ゴム引きレインコートでは貼り付けポケットだったが、M1943ゴム引きレインコートは内側の袋が垂れ下がった切り込みポケットになっている。

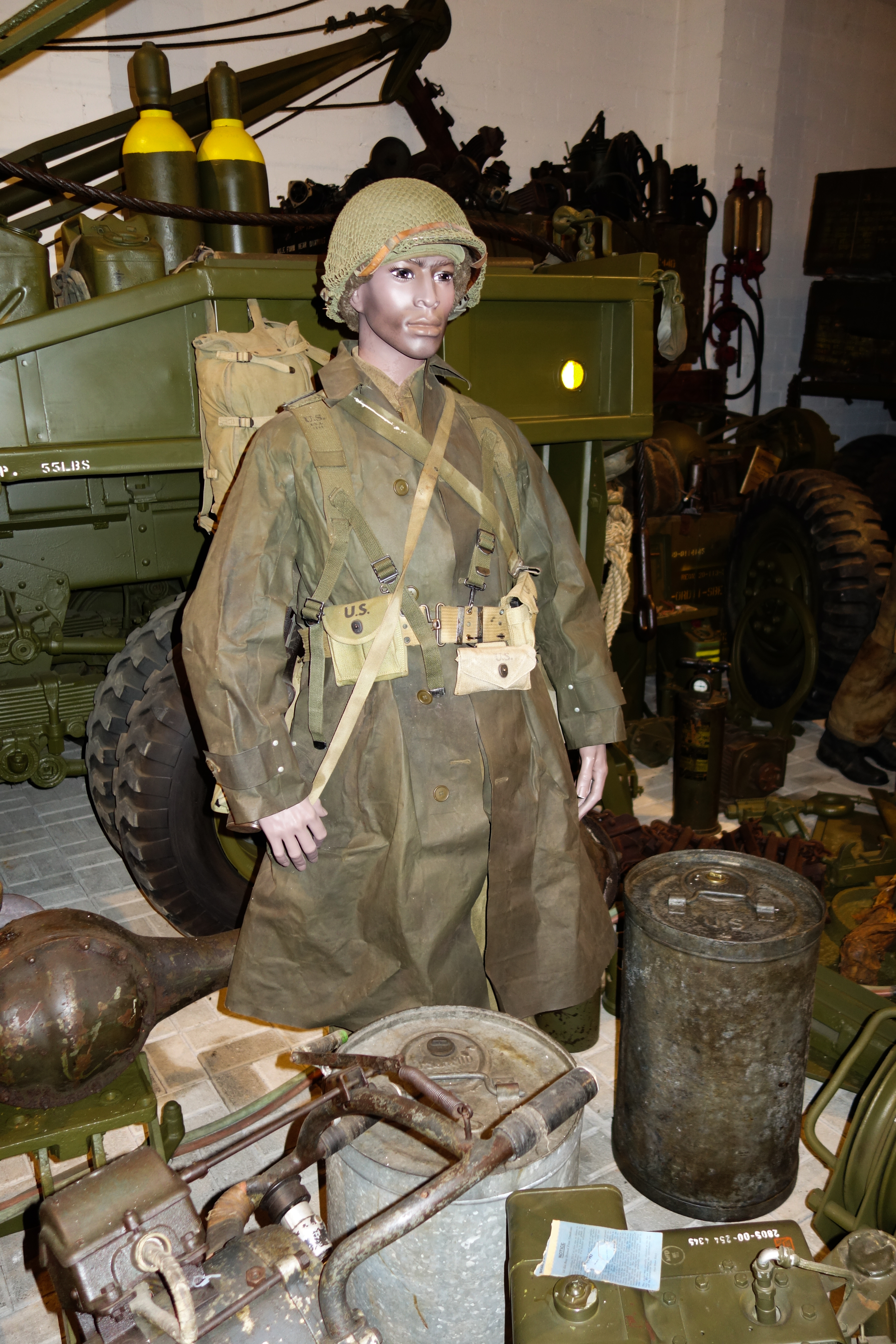
レインコート （ルクセンブルク・国立軍事史博物館の展示物）

## 軍帽

### 将校制帽
勤務服着用時に被る制帽である。ダーク・シェイドのOD色の制帽であり、正面には真鍮製のアメリカ国章の帽章が付いている。バンド部分はより明るいOD色のモヘヤを編んだもの。帽子の鍔と顎紐は革であり、顎紐のボタンはアメリカの国章がデザインされた真鍮製である。
陸軍航空軍のパイロットはヘッドホンの使用や飛行服のポケットに突っ込めるよう、頂部の針金を取り除いて形を崩したり、鍔を柔らかい作りにした「クラッシュキャップ」の使用を認められていた。特に爆撃機のパイロットはクラッシュキャップを被る者が多かったという。「50ミッション・クラッシュキャップ」とも呼ばれ、50回出撃した証だとされていた。

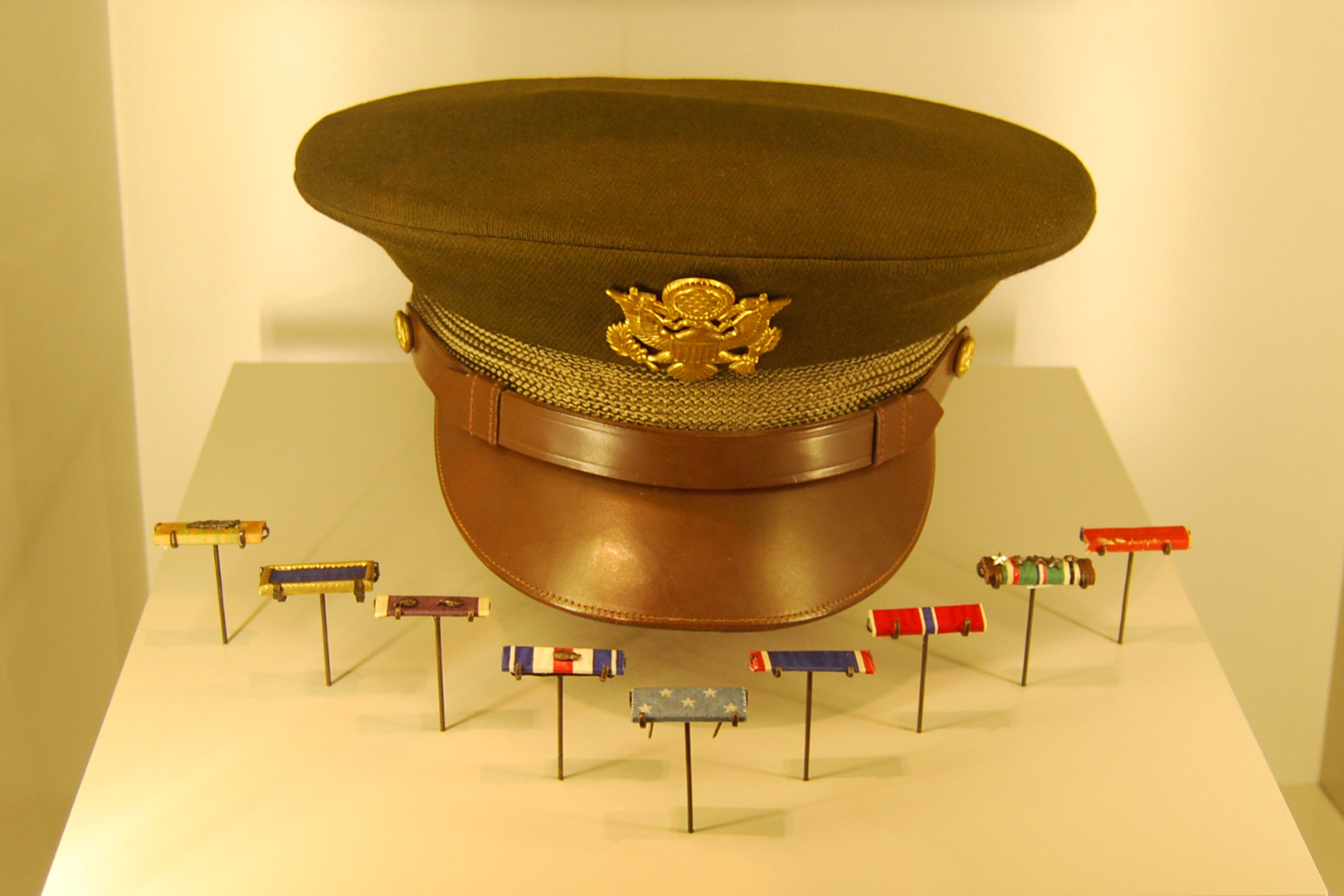
将校制帽
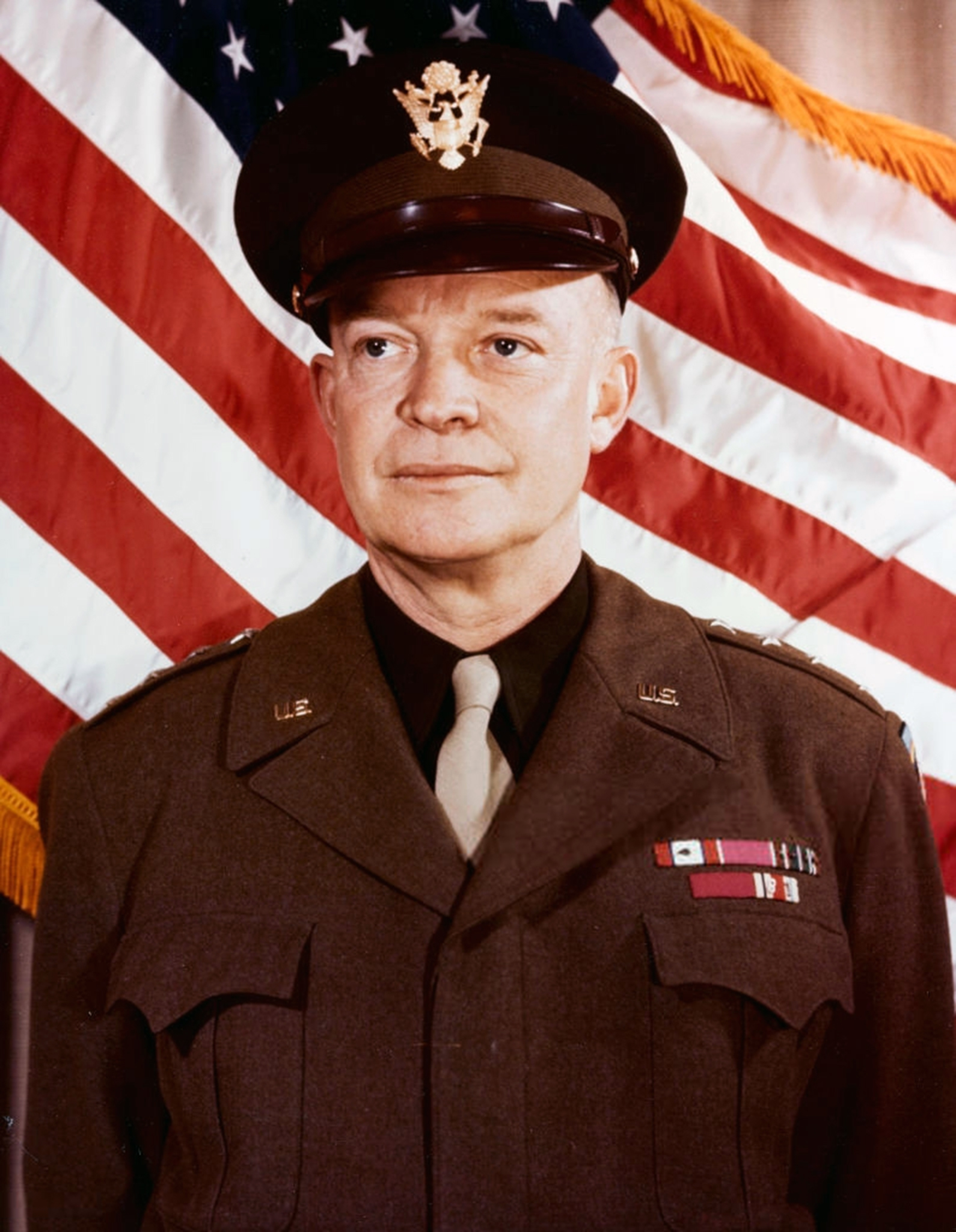
通常の将校制帽を被るドワイト・D・アイゼンハワー大将 （1943年）
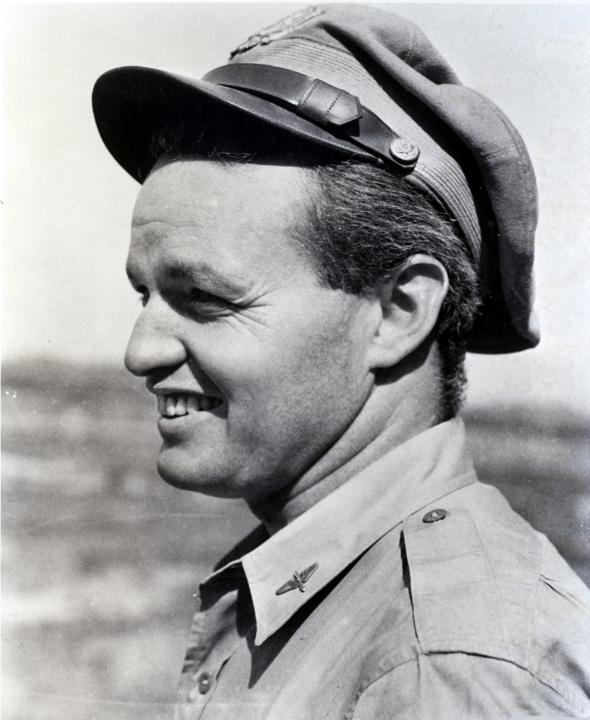
陸軍航空軍で使われたクラッシュキャップを被るフィリップ・コクラン（英語版） （1944年）

### ギャリソンキャップ
ギャリソンキャップは勤務帽としても戦闘帽としても使われた略帽である。占領軍がよく被っていたため、日本人にとっては米軍の象徴のような印象がある帽子である。
陸軍は第一次世界大戦中の1917年に海外派遣軍用に「オーバーシーズキャップ」という類似の略帽を最初に制定したが、第一次世界大戦後には廃止されていた。1926年に陸軍航空隊が創設された際に航空隊用にギャリソンキャップが再制定された。陸軍は1930年代に機械化に着手し、1933年に装甲車や戦車兵向けにもギャリソンキャップを支給するになった。1939年には全軍将校が支給対象になったが、この段階でも実際の支給は海外派遣軍の一部のみだったらしく、1941年3月25日の指令以降にようやく広く使用されるようになった。11月10日の陸軍規定でギャリソンキャップの名前が与えられた。1941年以降は内国地域でも徐々に着用されるようになった。
第二次大戦中のギャリソンキャップには、丸みを帯びたまちの付いた前期型、スリットが省略され、前後が垂直な中期型、簡略化された四角形の後期型の三種類がある。素材はOD色のウール製、カーキ色のコットン製、少数だがHBT生地の物もある。
兵用の略帽には、兵科色のパイピングが入っている。歩兵はライトブルー、騎兵は黄色、砲兵は緋色、機甲は緑と白。通信はオレンジと白。工兵は緋色と白といった具合である。将校は兵科に関係なく金と銀で。将官は金だった。パイピングが入っていないものもある。階級章はその中心部が帽子の前縁から1/2インチの位置に入っており。少尉は金の線、中尉は銀の線、大尉は二本の銀の線、少佐は金のオークの葉、中佐は銀のオークの葉、大佐鷲、将官は星の数といった具合である。

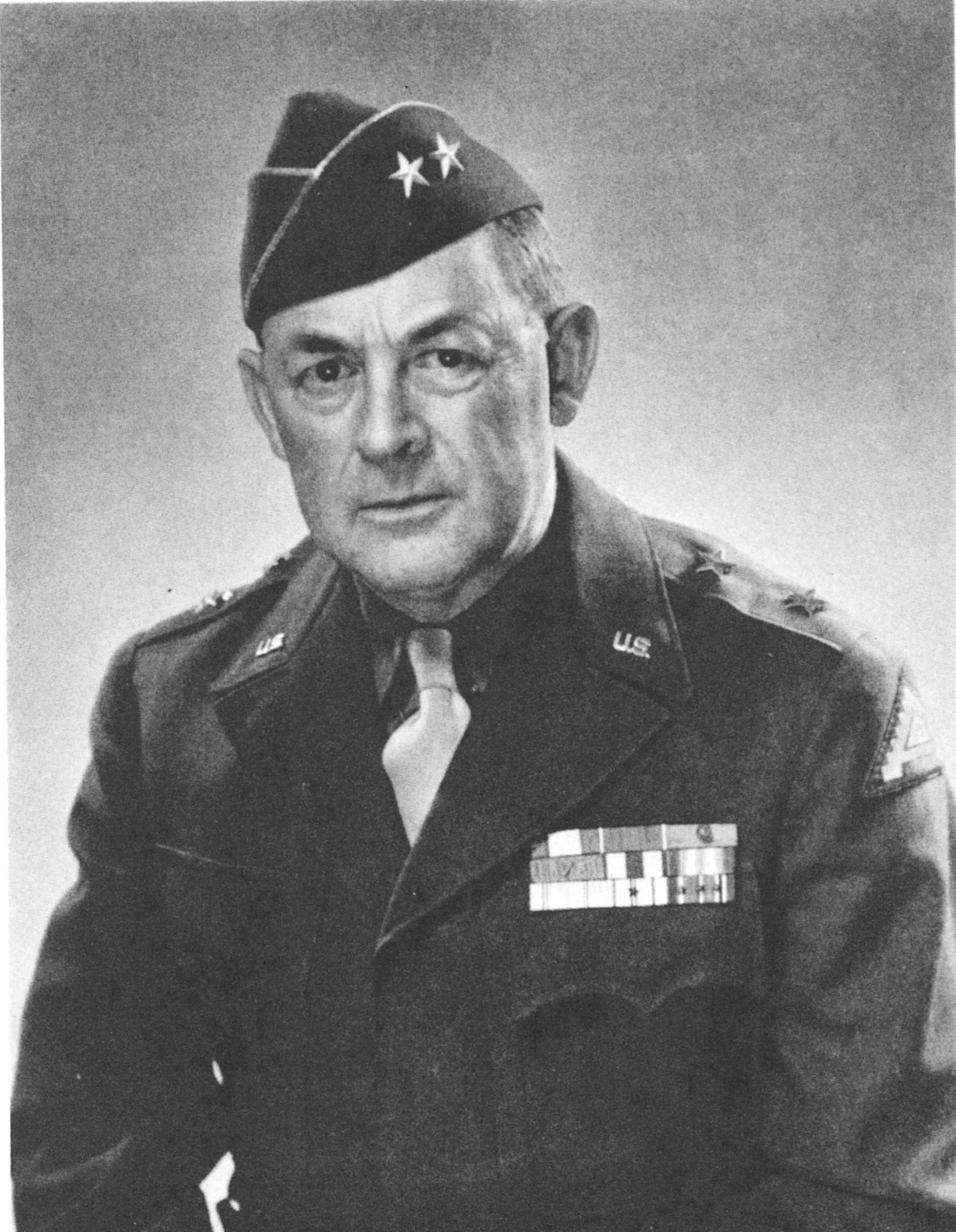
ギャリソンキャップを被るアーサー・ホワイト少将 （1945年）
ギャリソンキャップを被る兵士たち （1942年）

### HBT作業帽
HBT作業服着用時に被るHBT製の鍔の付いた作業帽である。太平洋戦線など熱帯地域で戦う部隊には戦闘帽としても使用された。
通常の物は前にだけ鍔があったが、周囲全体に鍔があるブーニー・ハットの形をした物もあり、こちらは「デイジー・メイ」の通称で呼ばれ、作業や訓練の際に使用された。

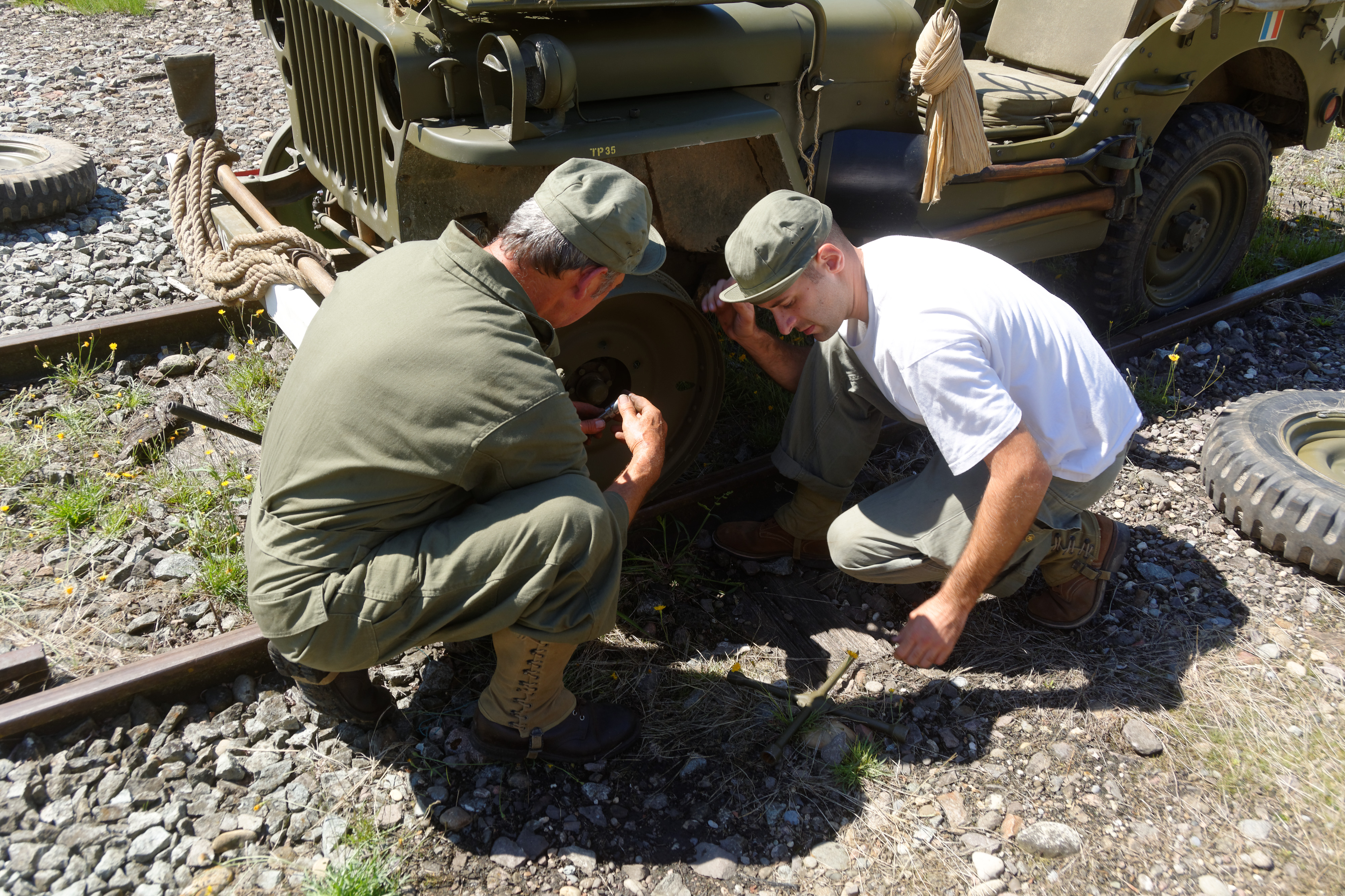
HBT作業帽 （2017年ゼントハイム（フランス語版）での歴史再現イベント)
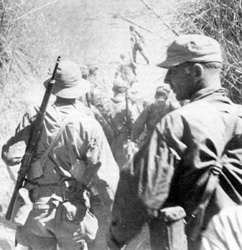
「デイジーメイ」を被る兵士（左）と通常の作業帽を被る兵士（右） （1945年フィリピン・カバナツアン襲撃作戦中のレンジャー部隊）
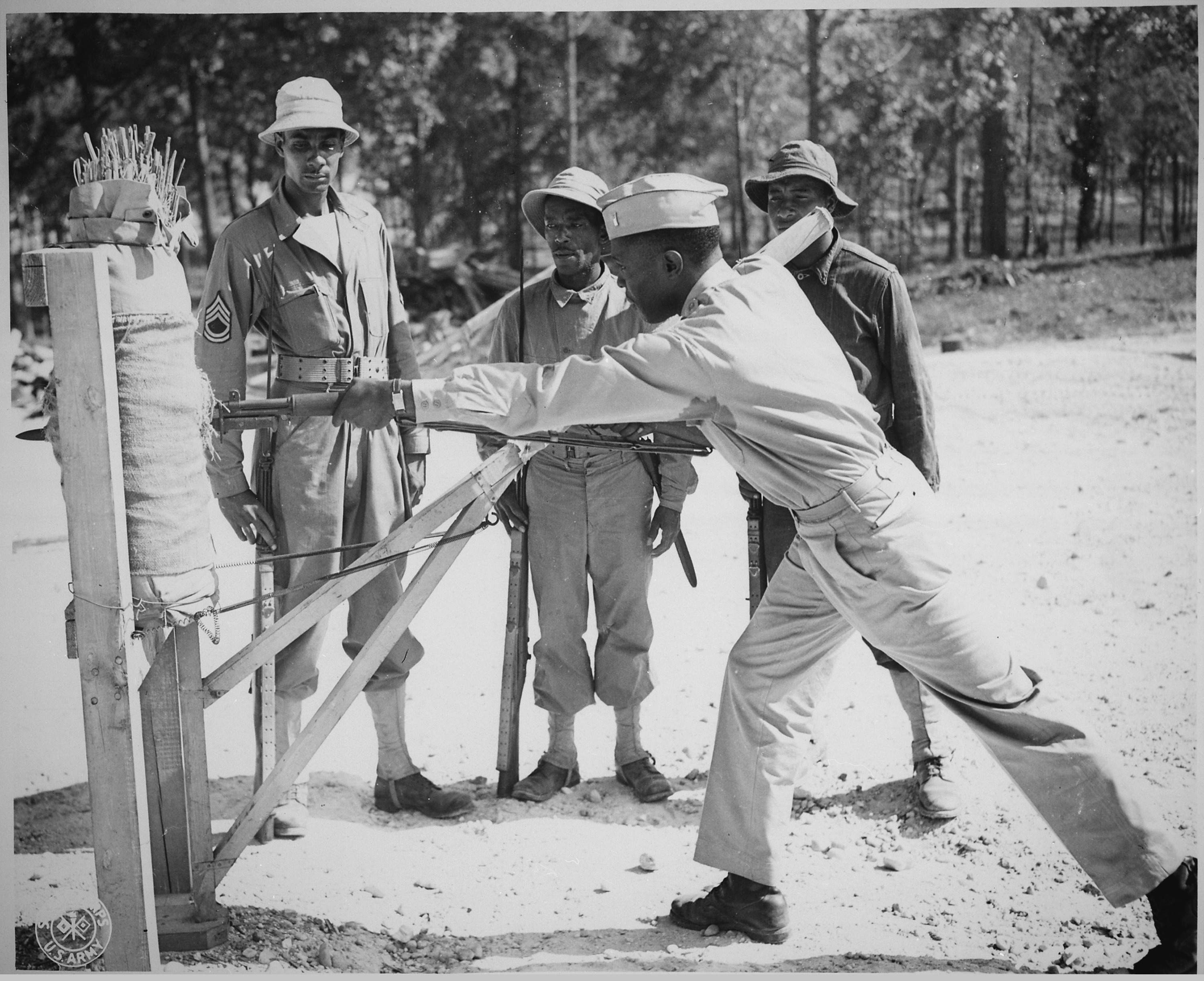
銃剣を仮標に刺しているB.ホームズ少尉はギャリソンキャップ、見ている兵たちは「デイジーメイ」を被る （1942年の銃剣訓練）

### M1941ニット・ウール・キャップ
M1941ニット・ウール・キャップは短い鍔のついたニット帽である。「ビーニー」、あるいは「ジープキャップ」と呼ばれた。
折り返し部分を降ろすと耳から後頭部まで覆うことができる。M1ヘルメットの下に被ることもあった。
兵士らしくないだらしない印象があり、特にジョージ・パットン将軍はこの帽子を嫌い、自らの部隊にはヘルメットの下にかぶる以外の着用方法は許可しなかったと言われる。

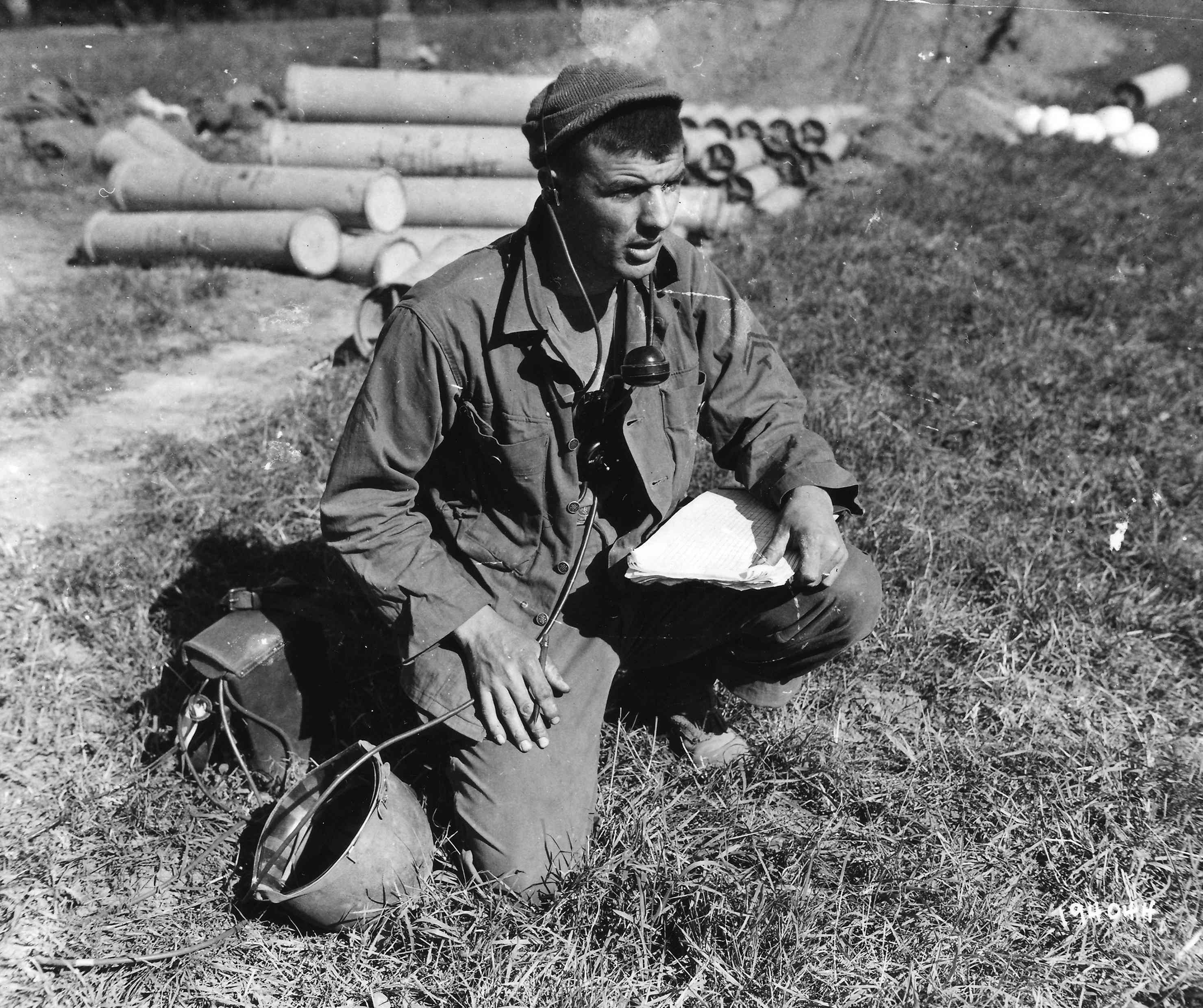
M1941ニット・ウール・キャップ （1944年）
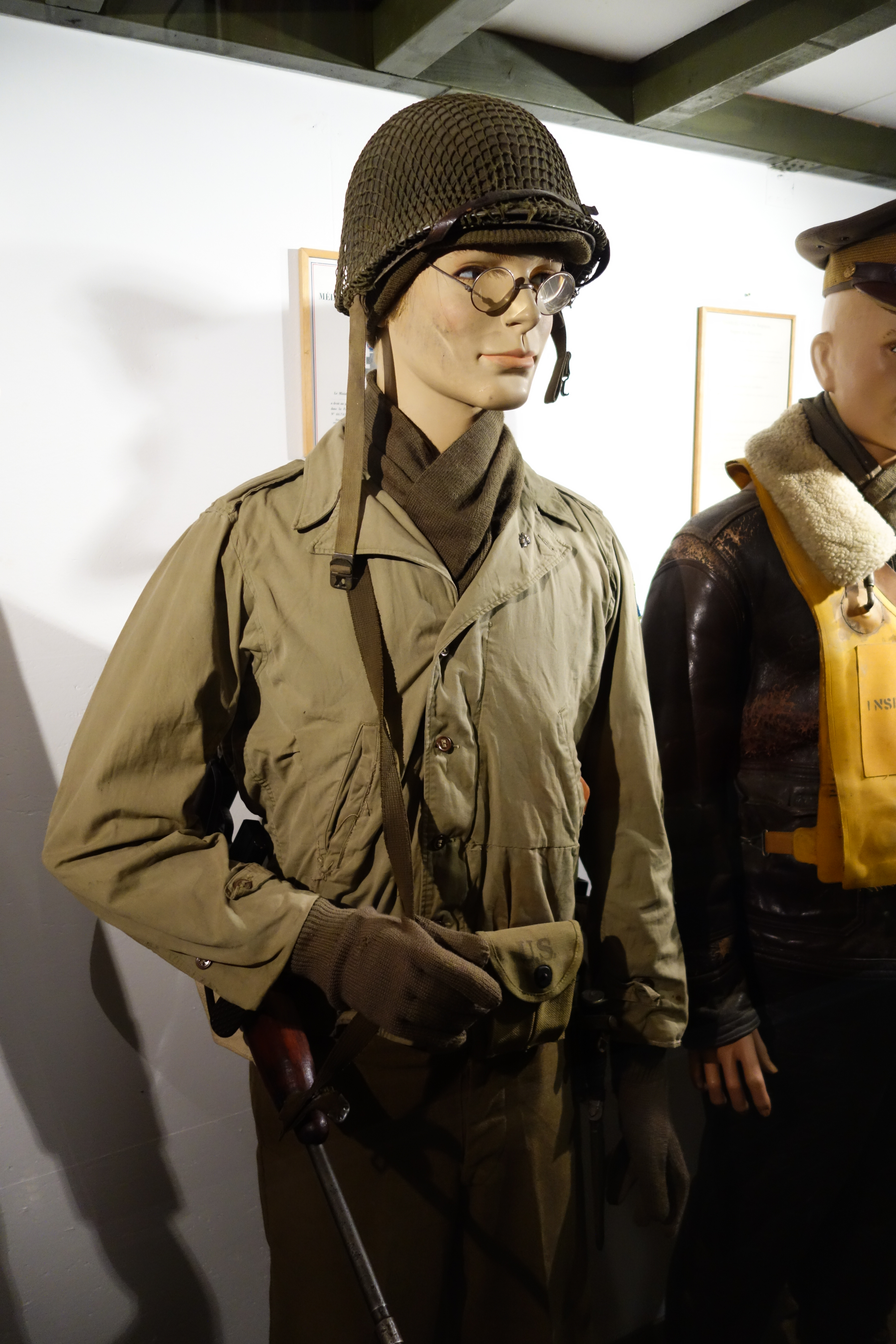
M1ヘルメットの下にM1941ニット・ウール・キャップ （ルクセンブルク・国立軍事史博物館の展示物）

## ヘルメット

### M1917ヘルメット
M1917ヘルメットは、第二次世界大戦初めの頃まで使用されていたお皿型のヘルメットである。第一次世界大戦でアメリカ軍がヨーロッパに派遣された際にイギリス軍のヘルメットをそのまま採用したものである。
1936年にはライナーを改良したM1917A1ヘルメットが登場した。これのライナーはアルミ製のフレームに革が貼られ、調整可能だった。またチンストラップ（顎紐）が革製からコットン製になっている。チンストラップのバックルはフックとボールを結合させており、爆風などの力が加わるとボールがフックから外れるようになっていた。このバックルはM1ヘルメットにも引き継がれる。
M1917ヘルメットの製造は1940年まで続けられ、M1ヘルメットが支給されるまでM1917ヘルメットが戦場で使用された。内国の部隊は戦争後期にも依然としてこのヘルメットが支給されていた。

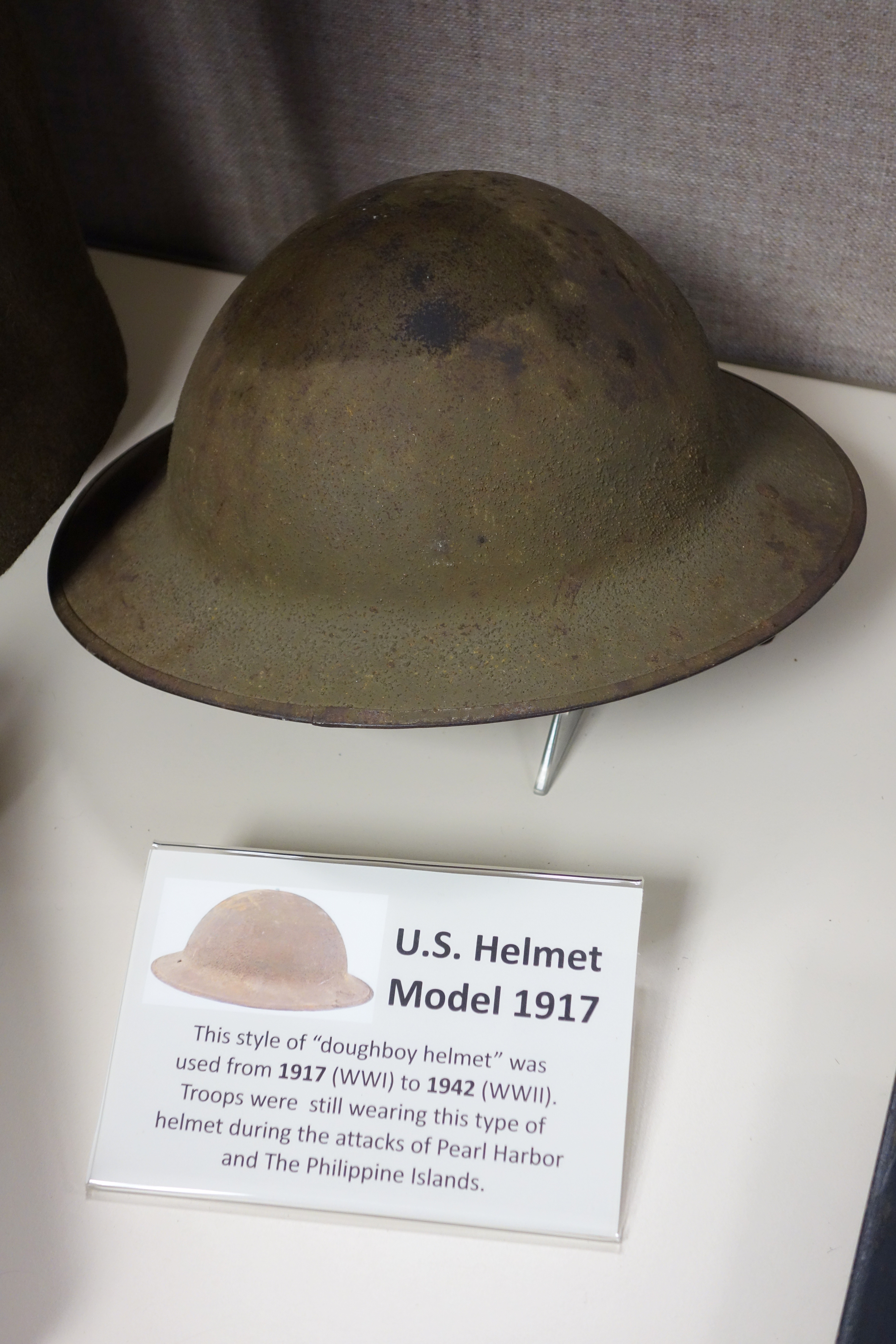
M1917ヘルメット （マサチューセッツ州・フォート・デベンス基地博物館）
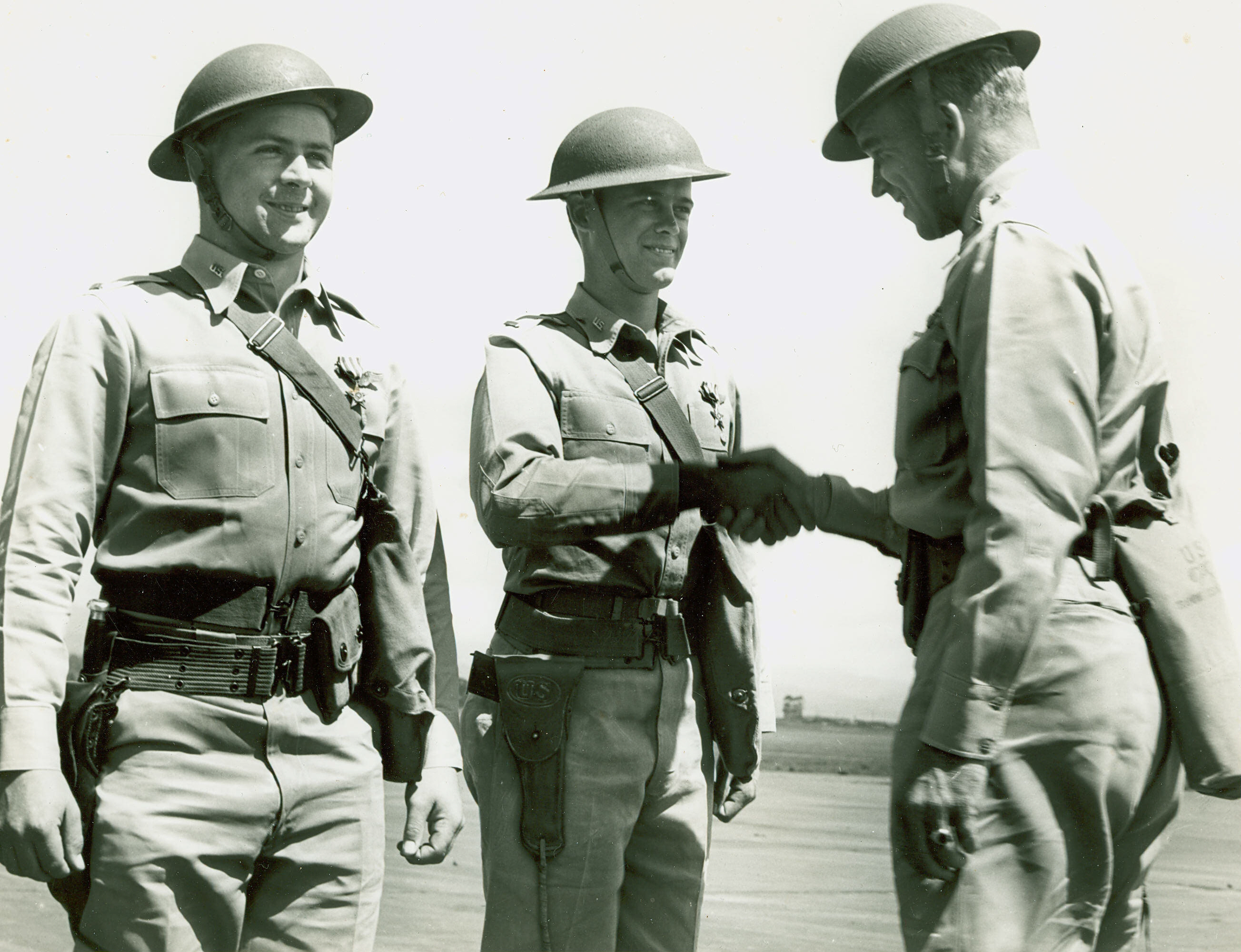
M1917ヘルメット （1941年12月）
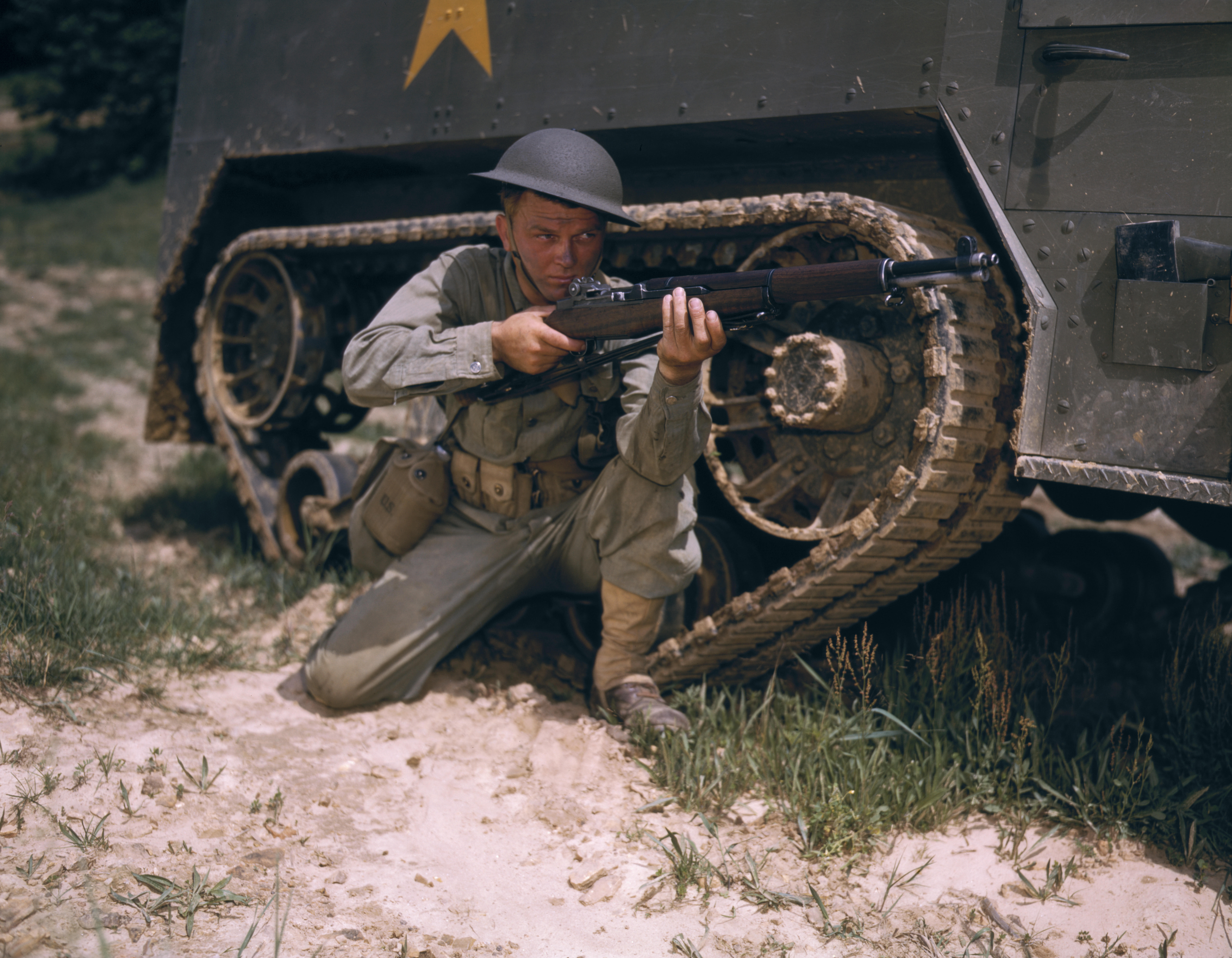
M1917ヘルメット （1942年ケンタッキー州フォート・ノックス基地）

### M1ヘルメット
M1ヘルメットは1941年冬頃からM1917ヘルメットに代わる新しいヘルメットとして支給されるようになった。軽量の樹脂製の内帽と戦闘用の鉄帽の外帽の二重構造なのが特徴だった。このヘルメットは小改良を続けながら1980年代までアメリカ軍で使用され続けることになる。反射防止のため塗装をざらついた仕上げにしたり、偽装用の網をかける場合もある。戦闘ヘルメットとしての使用以外にも内帽を外して鉄製の外帽を洗面器や鍋、スコップやハンマーの代わりにするなど様々な用途に使用されたという。
落下傘兵用のM1Cヘルメットも存在し、これは内帽にチンカップ付きのチンストラップが追加され、外側と内側をスナップボタンで固定できる物だった。
将校は戦域に関わらず、M1ヘルメットの前部に階級章を示すことが多かった。例えば将官は星の数で階級を示し、少尉は黄色い線を入れて示す。また部隊章を前面にペイントすることもあるが、それは部隊や師団ごとの規定によるものでペイントしていない部隊の方が多い。
ヨーロッパ戦域でのみ、ヘルメットの後部には下士官は水平の白い線をペイントをした。将校も垂直の白い線をペイントすることがあった。厳密に規定されていたわけではなく、寸法は様々である。
レンジャー部隊は大隊番号が入ったオレンジのダイヤ形のペイントを後部に入れることが多い。特に第2レンジャー大隊と第5レンジャー大隊でよく見られた。
ヨーロッパ戦線の衛生部隊のヘルメットは白地に赤十字マークがペイントされた物を使用した。白地と赤十字のサイズにはバリエーションがみられる。太平洋戦線の衛生部隊のヘルメットには白地がなく赤十字だけの物や、そもそもマークが描かれないことも多かった。
憲兵は「MP」（Military Policeの略）の文字が前面にペイントされた物を使用した。このペイントにもバリエーションがある。最も一般的なのはMPの文字とストライプを組み合わせたものだが、ストライプがない物もあるし、ストライプの幅も部隊ごとに違うし、前後にMPマーキングがある物もある。憲兵のMPマーキングが統一されてくるのは1960年代以降の事である。後方の憲兵はヘルメットの内帽のみを使用し、その中には白く塗装された物にMPのマーキングをしたものがあるが、これは市街地におけるパトロール用だった。そのため憲兵は「スノードロップ」と呼ばれることがあった。

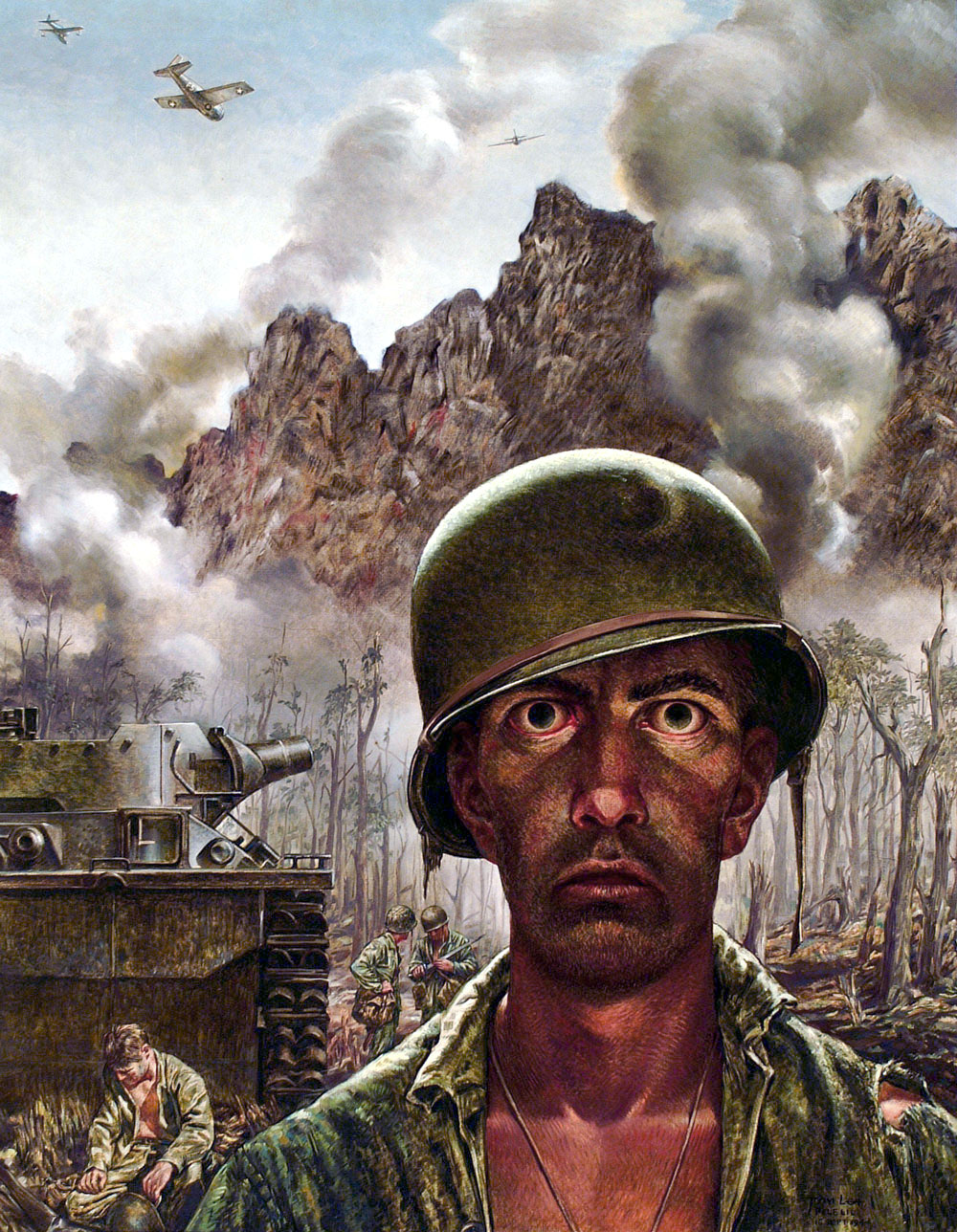
M1ヘルメットのイラスト （トマス・C・リー3世（英語版）画『2000ヤードの凝視』）
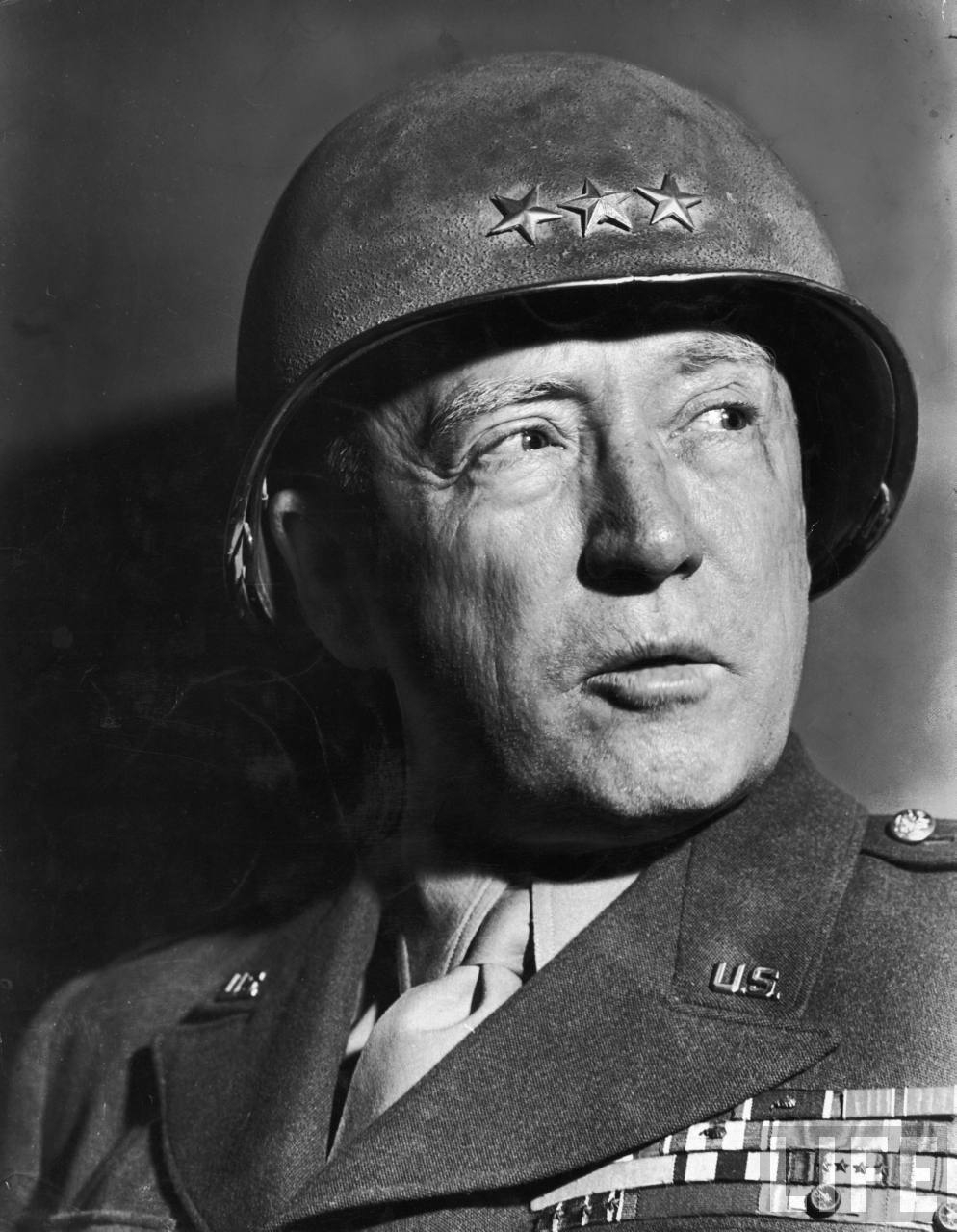
中将を示す星3つが入ったM1ヘルメットを被るジョージ・パットン中将 （1944年）
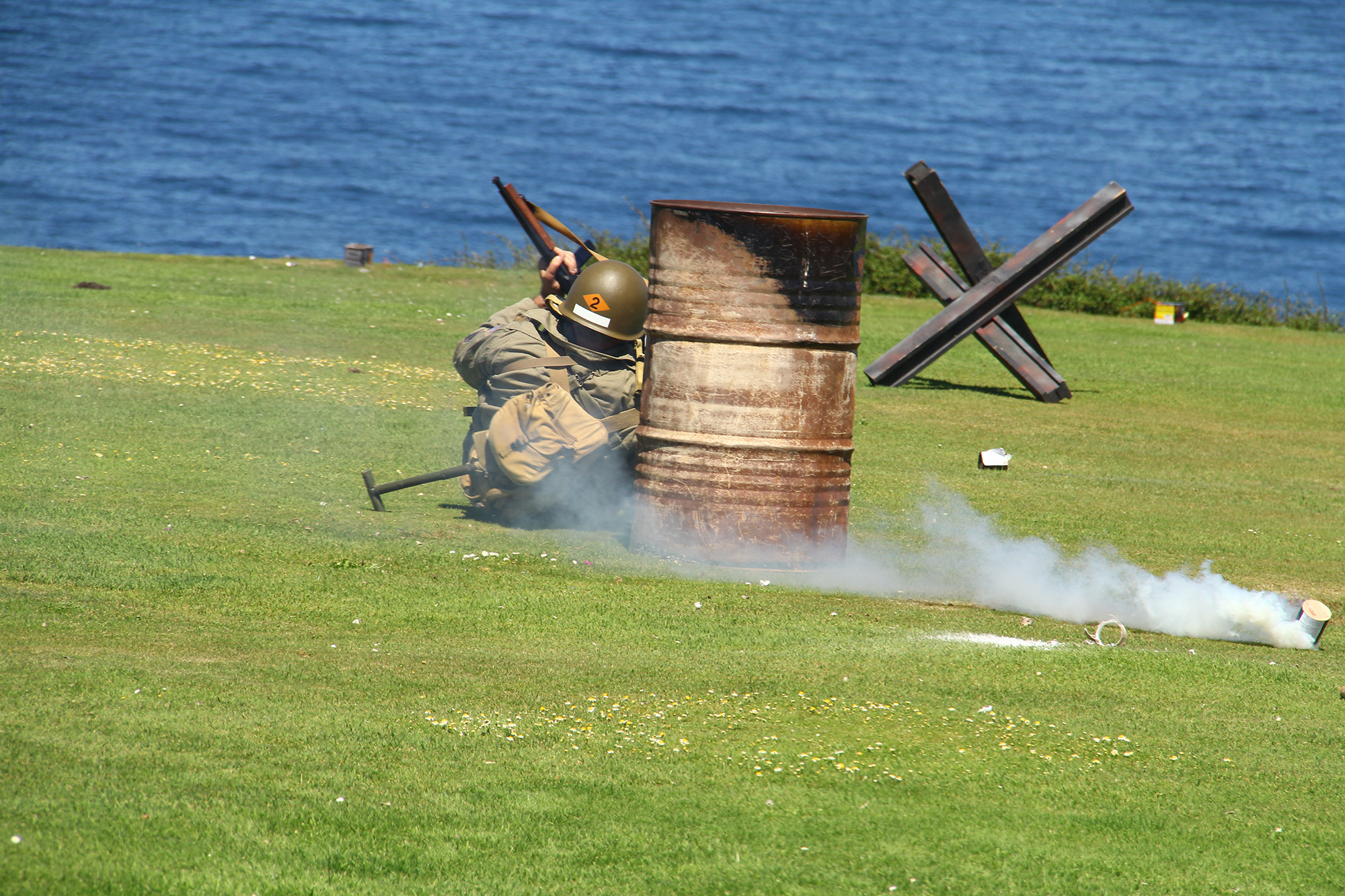
M1ヘルメットにレンジャー部隊の大隊番号が入ったオレンジのダイヤ形や、下士官を示す水平の白いバーがペイントされている （2016年スペイン。ノルマンディー上陸作戦の際のポワント・デュ・オック（フランス語版）占領の歴史再現イベント）
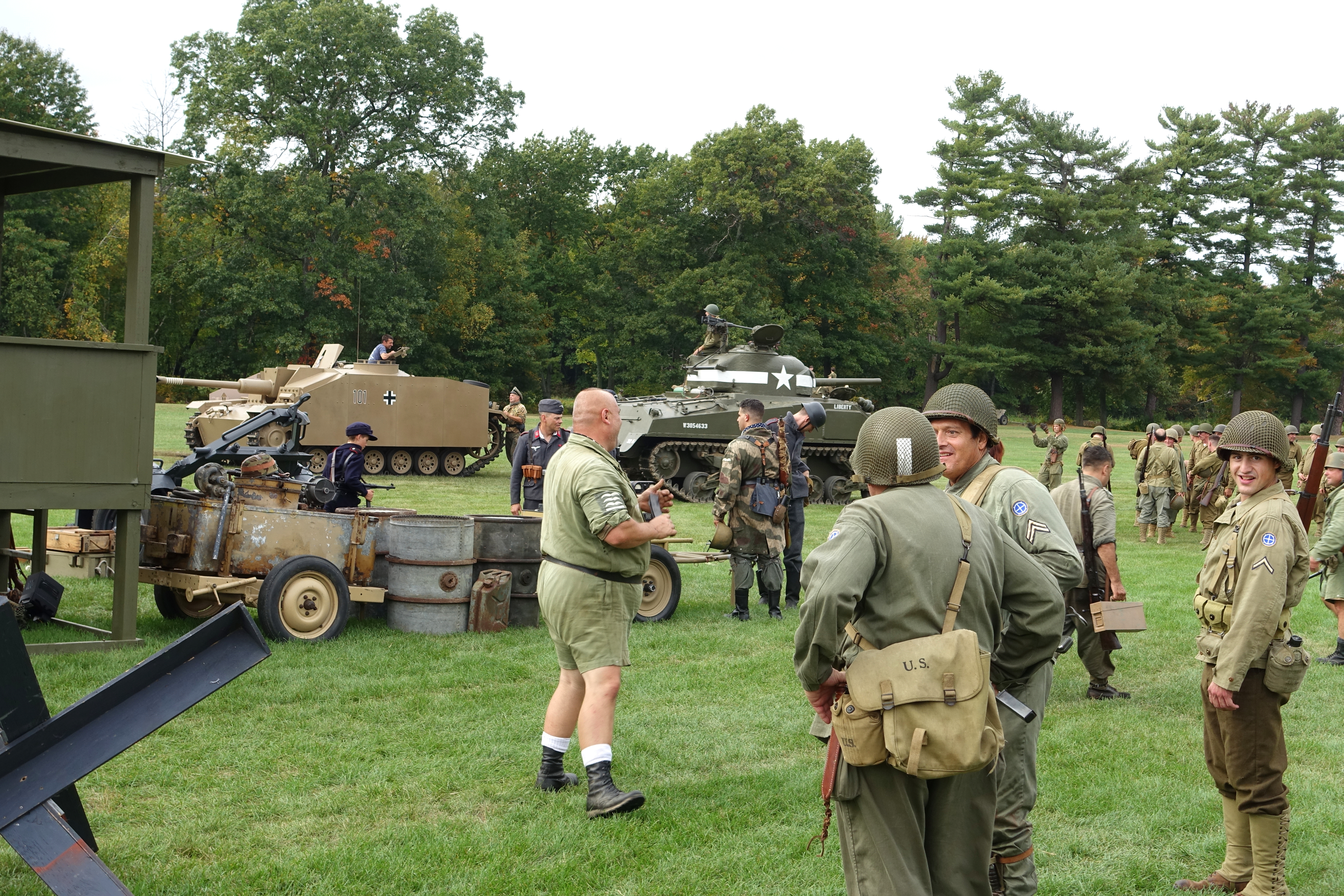
中央後ろ姿の参加者のM1ヘルメットに将校を示す白い縦線 （2017年マサチューセッツ州ハドソン（英語版）での歴史再現イベント）
衛生部隊を示す赤十字マーキングが入ったM1ヘルメット （1944年12月22日シェヴェンヒュッテ（ドイツ語版）で戦死した米兵の容態を見る軍医。遺体の写真なので閲覧注意）
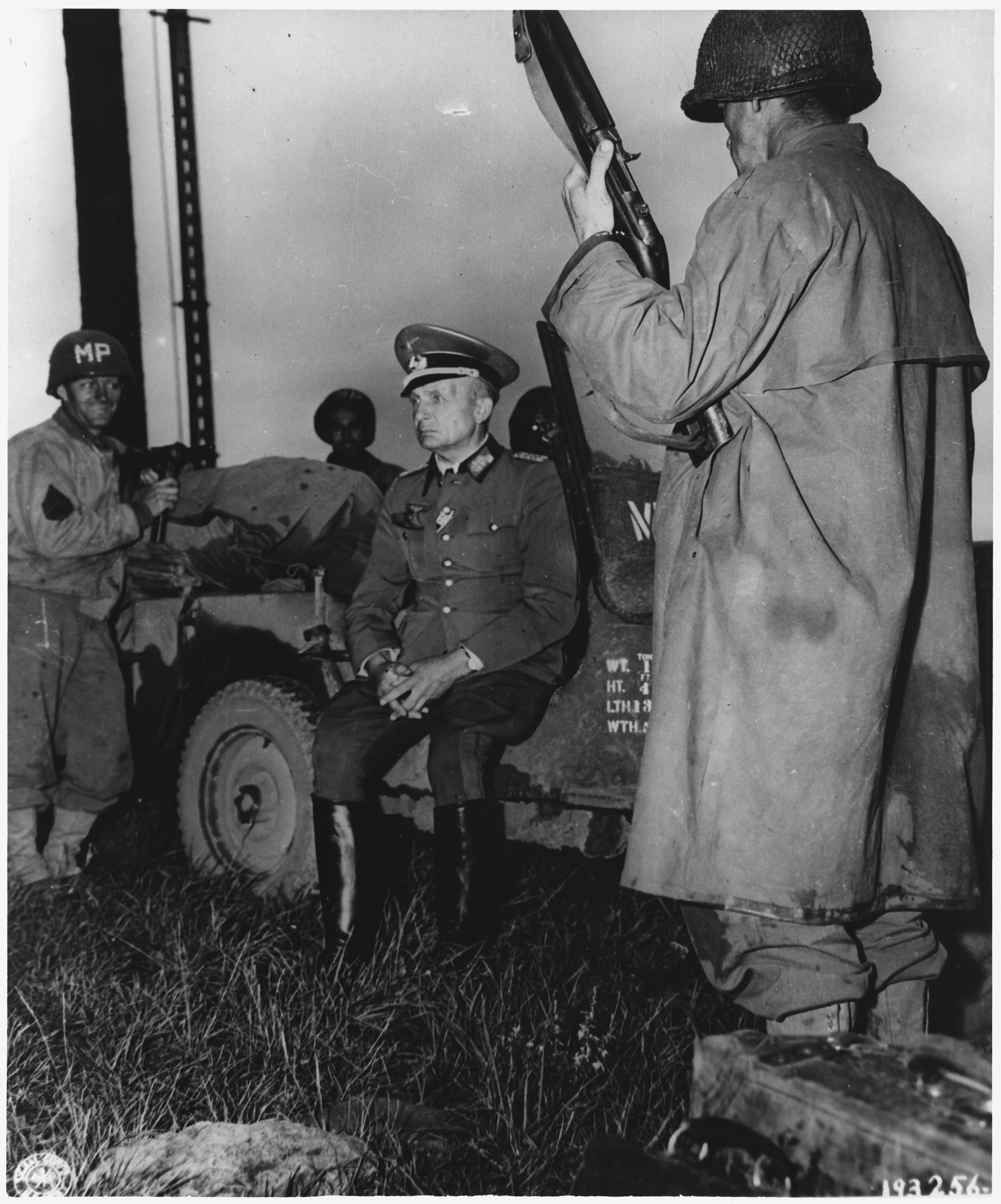
MPの文字が入ったM1ヘルメットをかぶる憲兵（左）
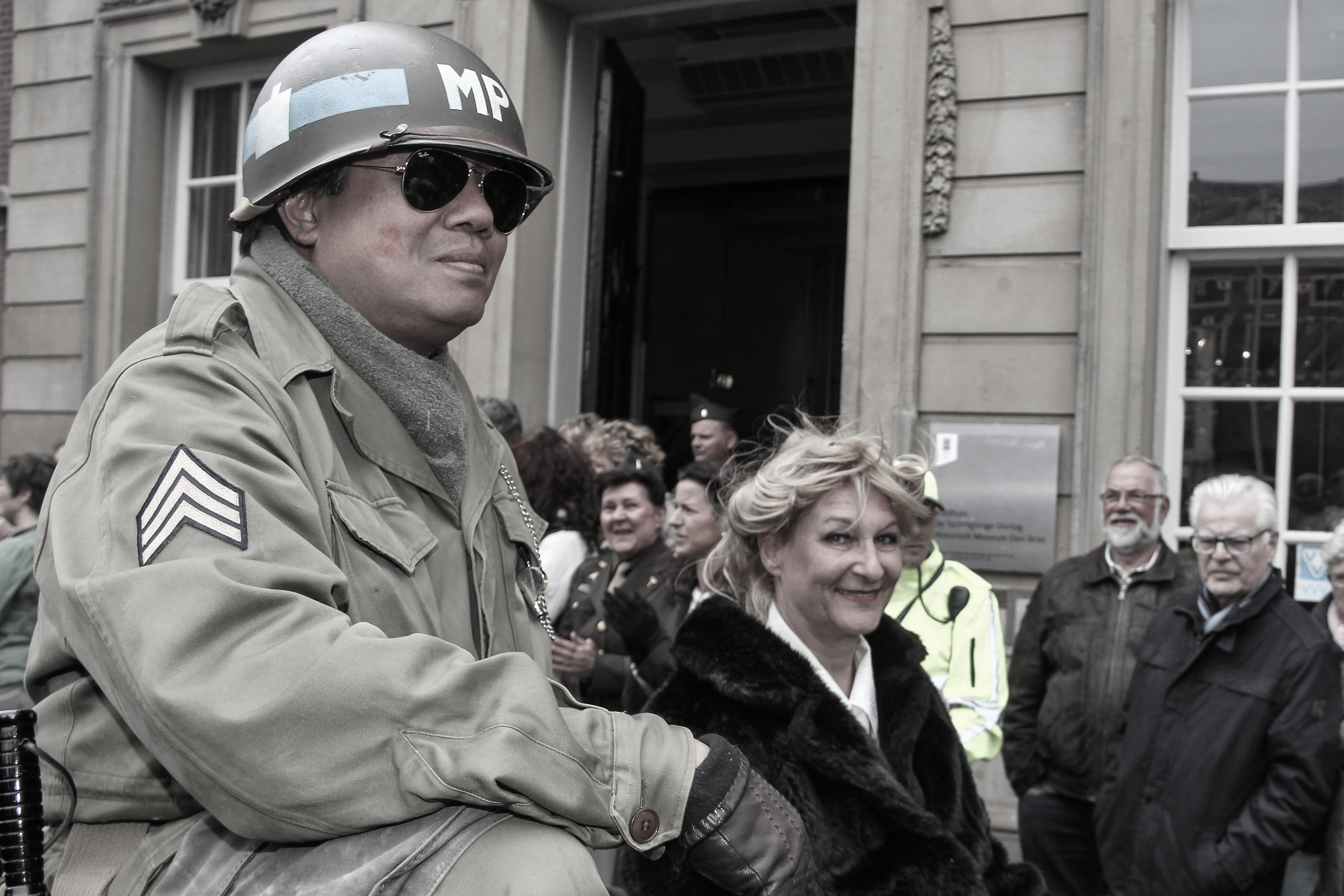
憲兵を示すMPの文字とストライプが入ったM1ヘルメット （2018年オランダ・ブリーレ（オランダ語版）の歴史再現イベント）
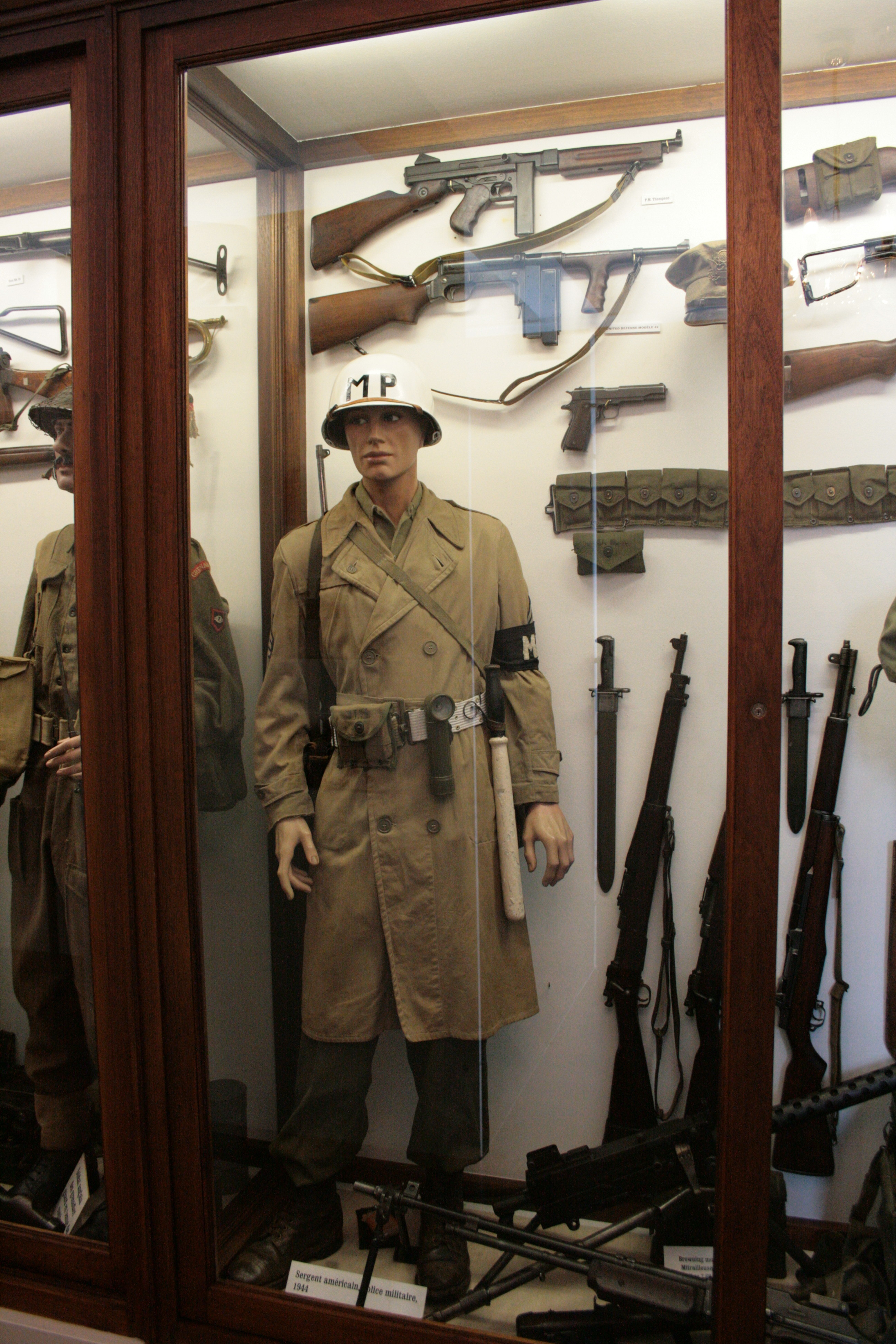
憲兵を示すMPの文字が入った白いM1ヘルメット （ベルギー・トゥルネーの兵器及び軍事史博物館の展示物）

### 戦車兵用ヘルメット
戦車内で頭をぶつけた時に頭部を保護するためのグリーンのヘルメットである。紙を圧縮して作られており、防弾性はない。頭部には通気用の丸い穴が空けられている。頭部からリベット留めの首当てと左右に頬当てが取り付けられており、頬当てにイヤホンを取り付けることができる。スナップボタンの付いた各部のストラップが首当てと頬当てをつなぐ。内張りのライナーはタン色の革貼りである。

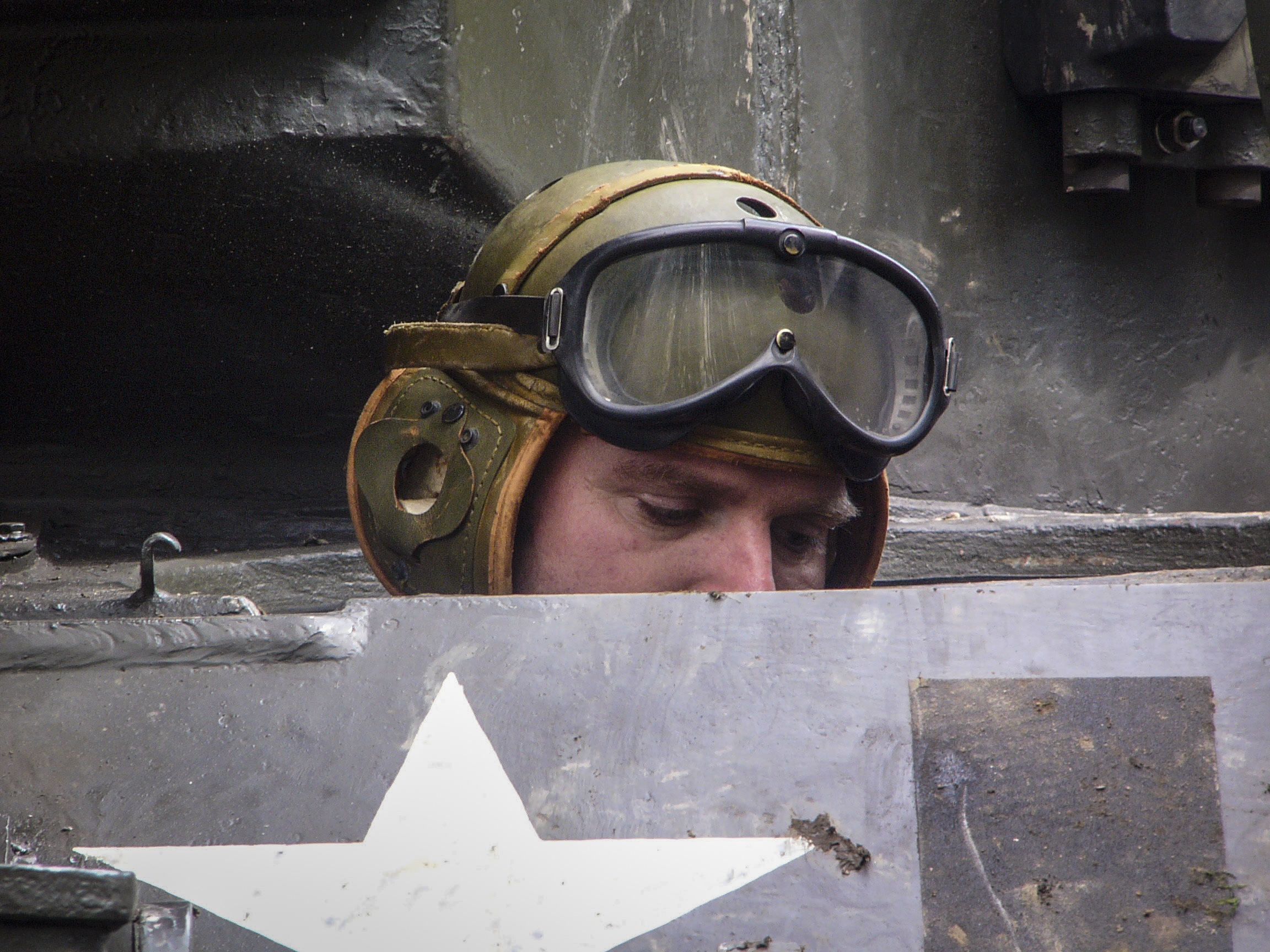
戦車兵用ヘルメット （2006年の歴史再現イベント）
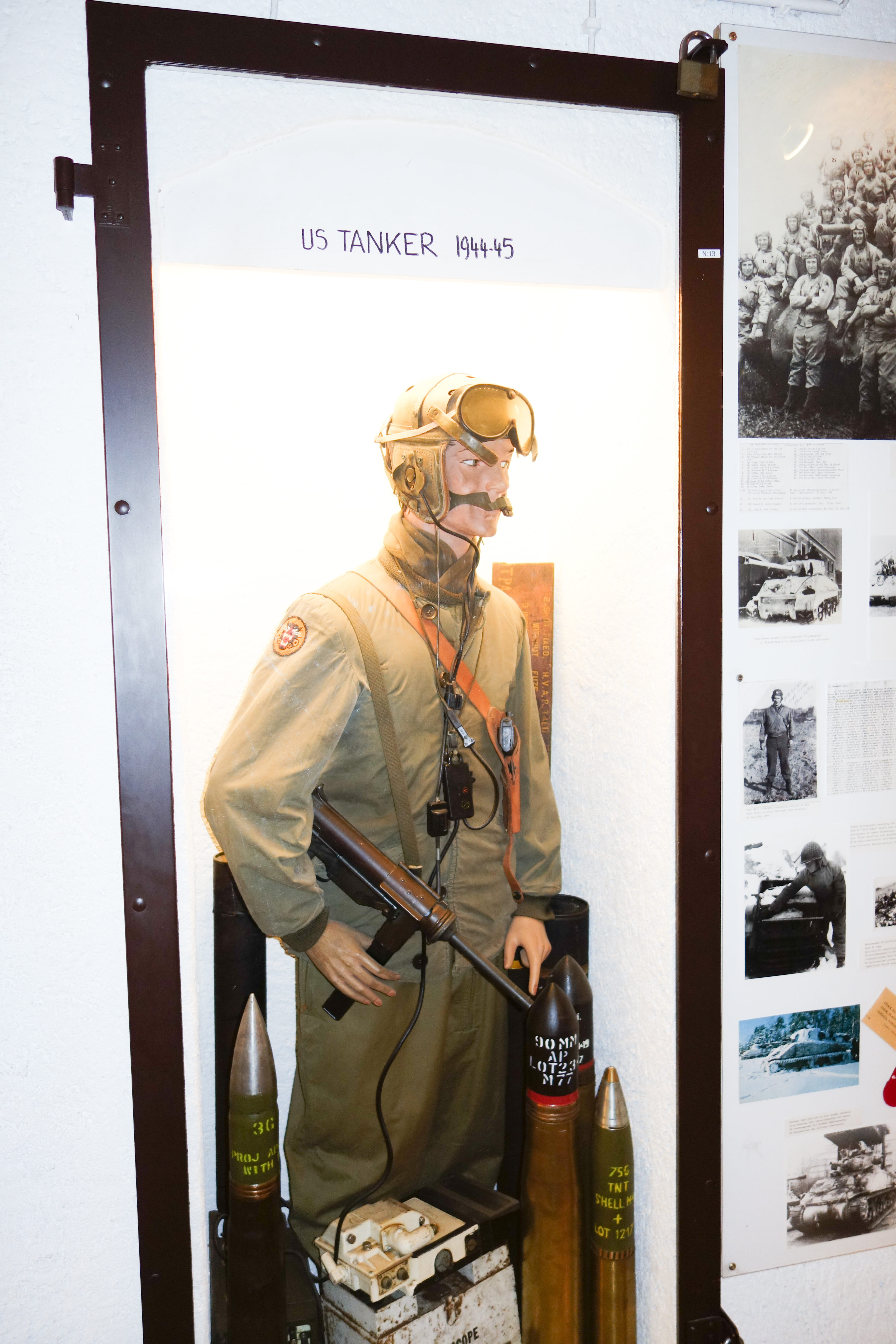
戦車兵用ヘルメット （ルクセンブルク・国立軍事史博物館）
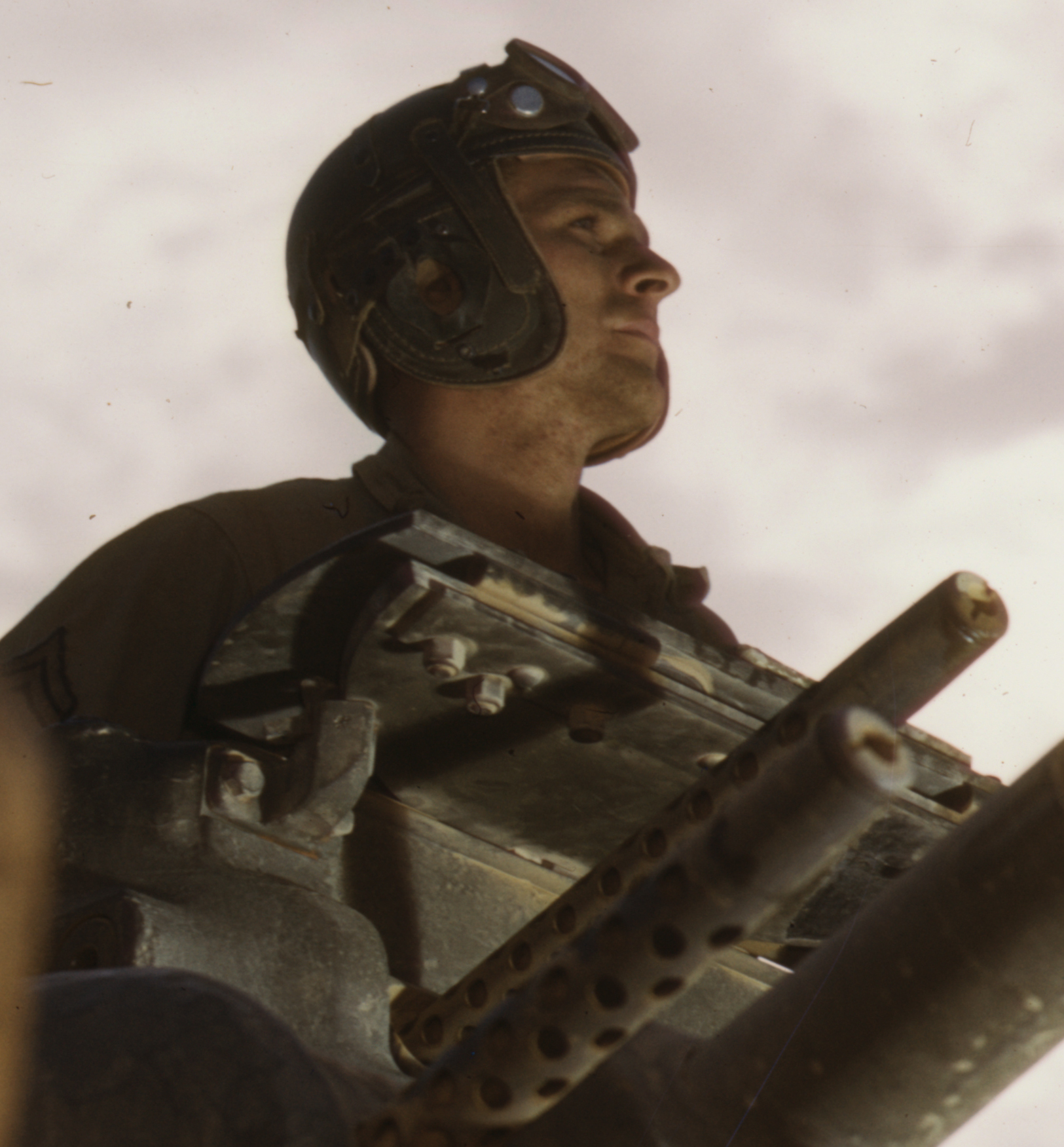
戦車兵用ヘルメット （1942年ケンタッキー州フォート・ノックス基地）
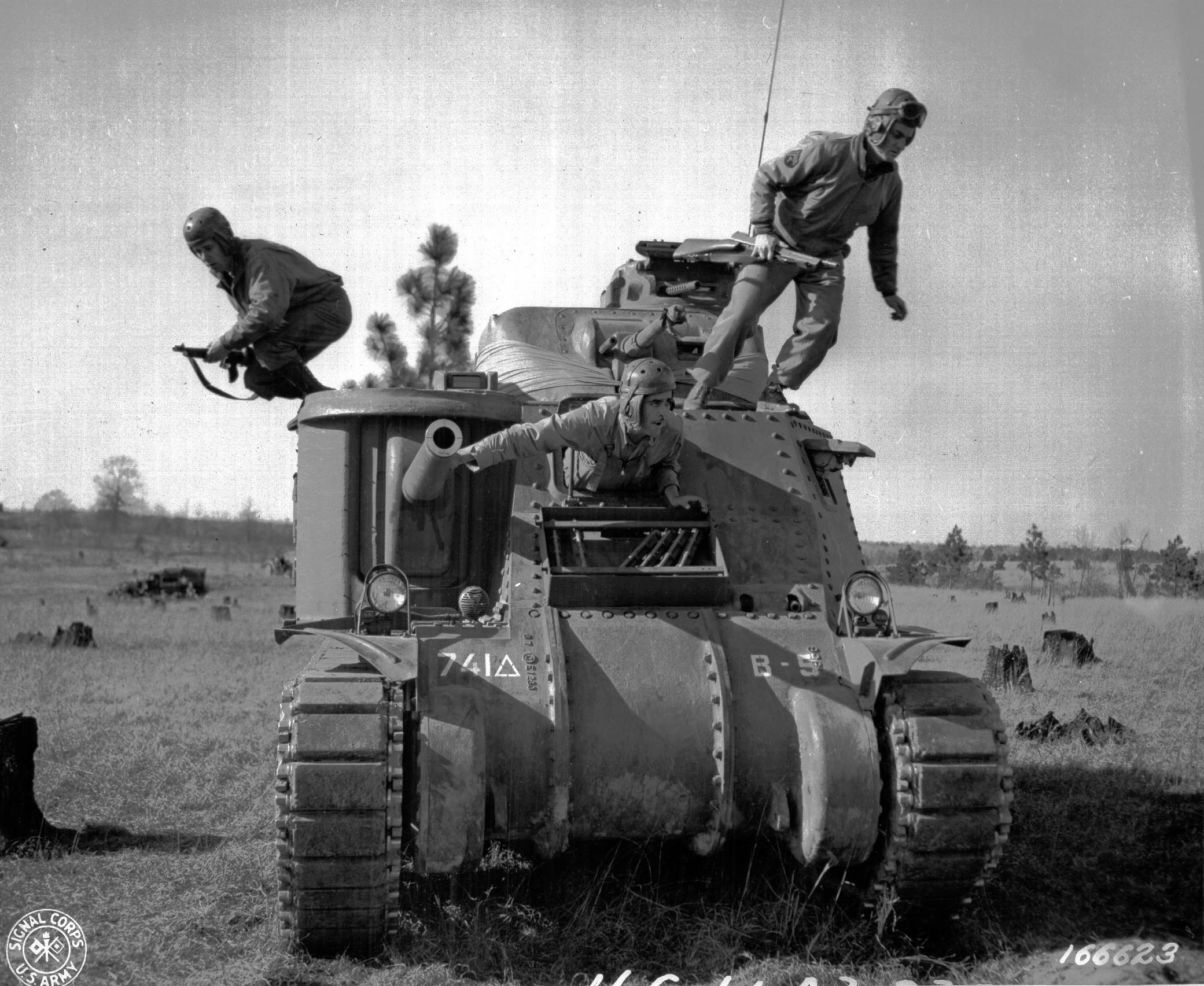
戦車兵用ヘルメットを被る戦車兵 （1942年カルフォルニア州サンフランシスコ）

## 履物

### サービスシューズとレギンズ
サービスシューズは米陸軍の最も基本的な履物である小豆色の革靴である。前期型はトウキャップが付いていたが、後期型の物は簡略化されてトウキャップがなくなり、一体のゴム製靴底が特徴になっている。
通常勤務時はこのサービスシューズのみ履くが、戦闘時にはその上にレギンズ（ゲートル）を巻く。このサービスシューズとレギンズの組み合わせは第二次世界大戦の米陸軍歩兵の最も一般的なスタイルだった。レギンズはキャンバスのズック製で30センチ以上の丈があった。しかしレギンズは水気を吸収して重くなるうえ、初期型はハトメの数が無駄に多かったので着脱に大変な時間がかかり兵に不人気であったという。脚部を負傷した時は治療に手間取ることすらあったという。そのため後期型ではハトメの数が減らされた。

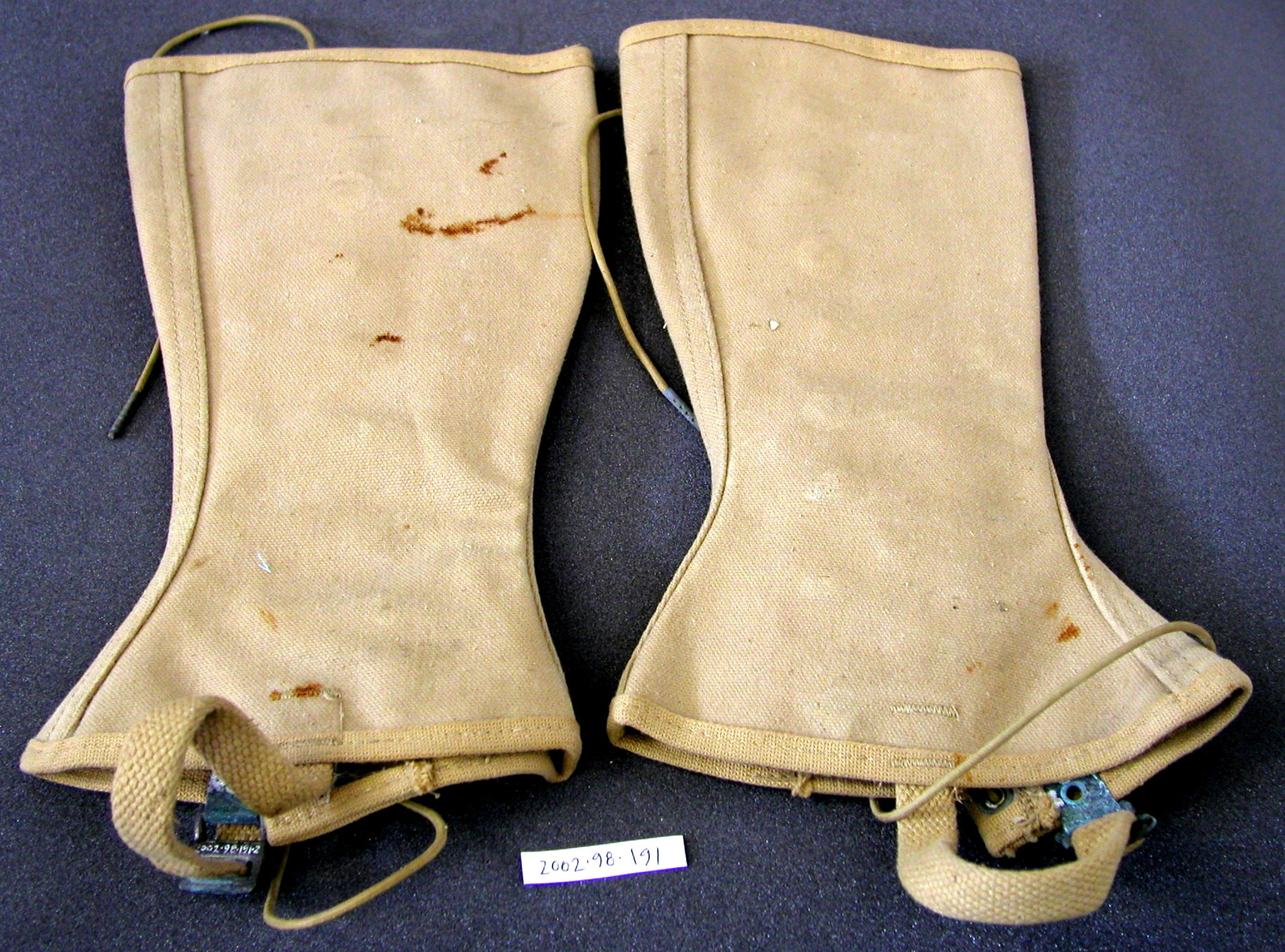
レギンズ
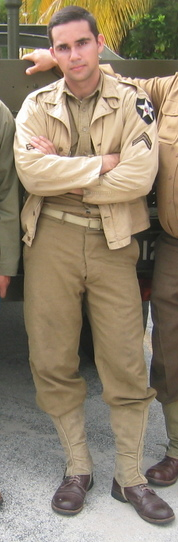
レギンズとサービスシューズ （2007年「南フロリダ生きた歴史体感」イベント）
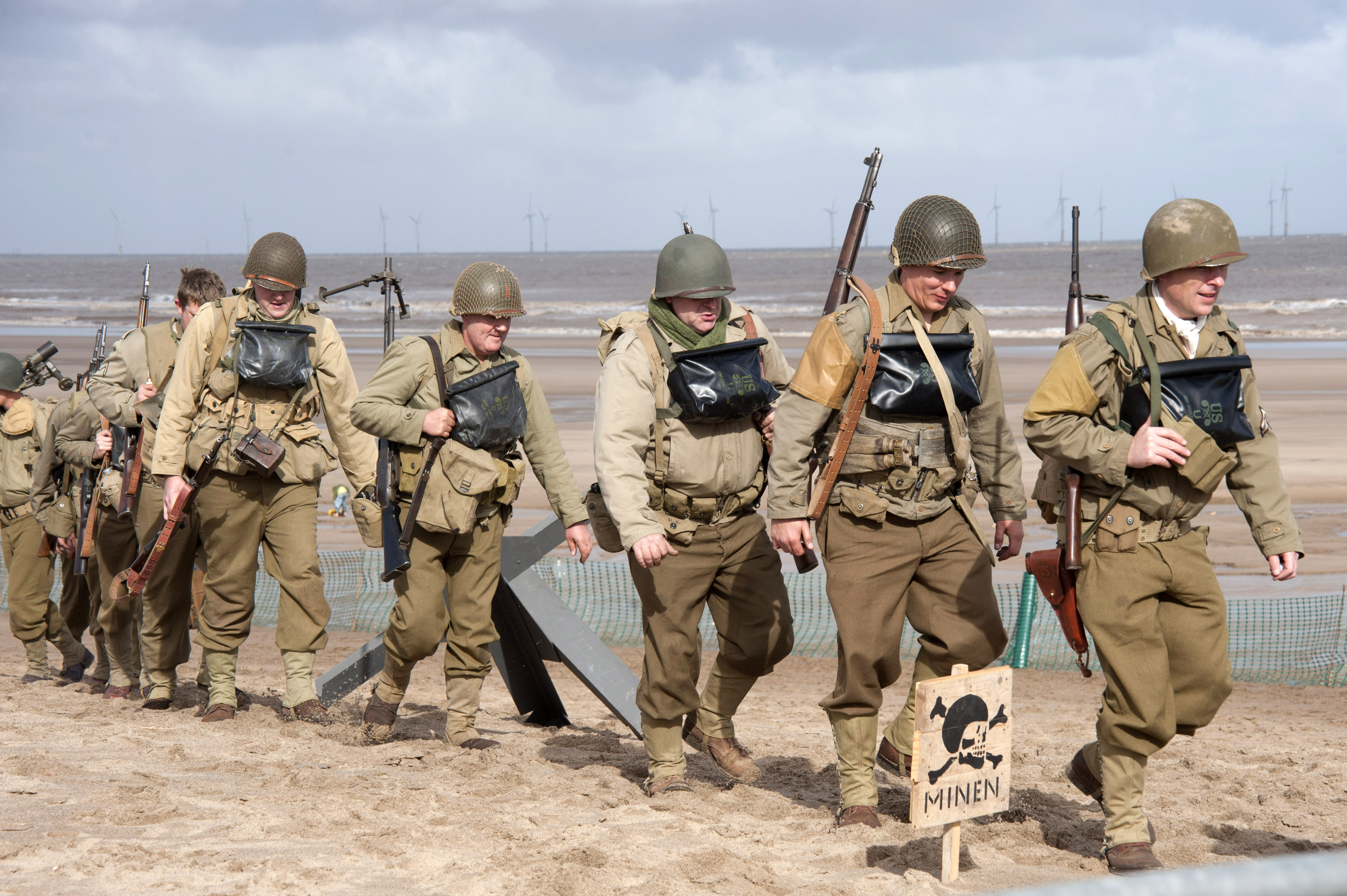
レギンズとサービスシューズ （2010年ノルマンディー上陸作戦歴史再現イベント）

### ジャンプブーツ
ジャンプブーツは空挺部隊に支給される茶革の編み上げブーツである。丈夫なトウキャップと頑丈な靴底によって着地の衝撃に対して足を守るためのものである。
底はヒール部とソール部に分かれたツーピースでハトメは12個あった（サイズによって11個や13個の物もある）。パラシュートに引っかからないようブーツはプレーンでフックなどを使用していなかった。
1941年に最初に製造したメーカーの名前を取って「コーコラン」というあだ名で呼ばれていた。
このブーツはアメリカ全軍の憧れであり、空挺部隊員たちもこのブーツを誇りとして見せびらかしたがった。そのため平常服を着る場合にもジャンプブーツをズボンの裾をたくし込んで着用してもよいという軍の許可は隊員たちにとって嬉しい特権だった（外部に見えやすいので）。
しかしその分管理は厳しいものであり、外出前検査でブーツに検査官の顔が映っていなければ不合格となり、外出禁止処分にされかねなかったので、空挺部隊員たちはブーツ磨きに数時間を費やした。

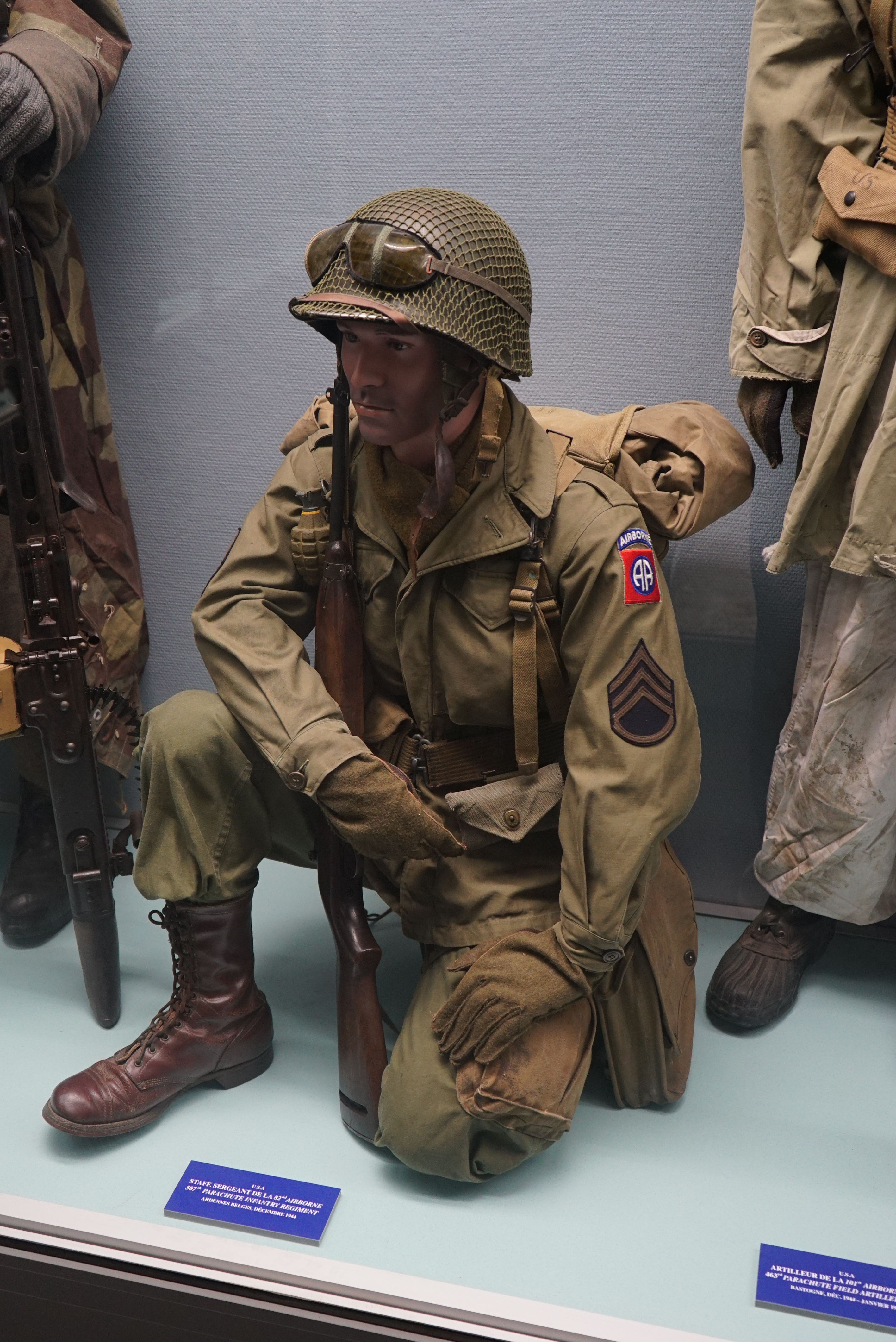
ジャンプブーツを履く第82空挺師団の降下兵を模したマネキン （2015年フランス。戦勝70周年記念の展示）

### コンバット・サービス・ブーツ
1943年に耐水性を強化するために「裏革」（革のなめしをしていない裏側を表にした）のサービスシューズが導入され、革の節約のためトウキャップは省力された。これと並行してM1943コンバット・サービス・ブーツのテストも開始された。同じく「裏革」でトウキャップが省略されたモデルだが、2つバックルで留める高さ5インチの革製ゲートルが上に付いているためにレギンズを巻く必要がなかった。1943年に北アフリカで試験的に導入されたのでM1943コンバット・サービス・ブーツと呼ぶが、ヨーロッパ戦線でまとまった数が支給されたのは1944年後半になってのことだった。

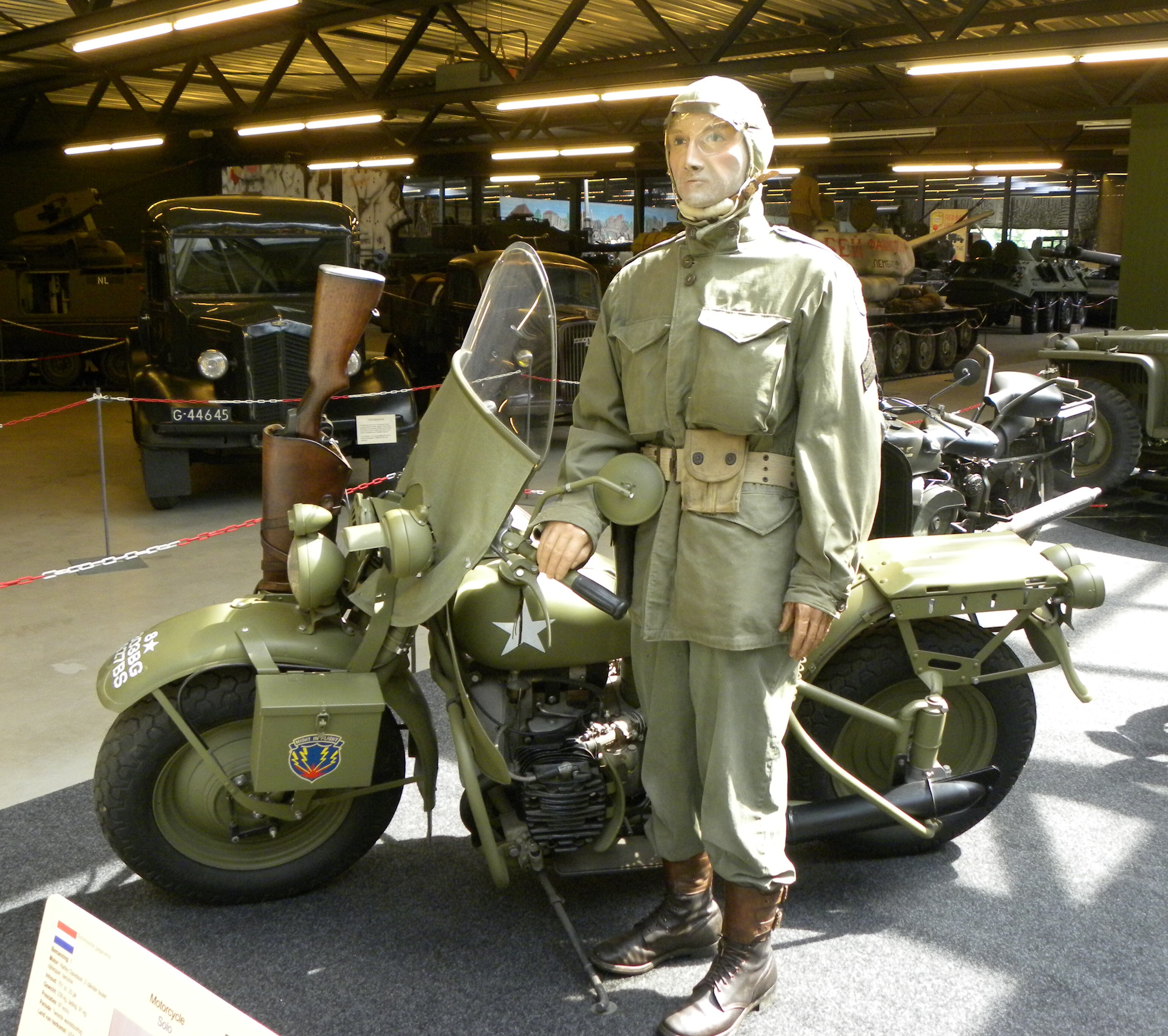
コンバット・サービス・ブーツ （2015年フランス。戦勝70周年記念の展示）

### ジャングルブーツ
ジャングル・ブーツとは、1942年8月に制定されたOD色のキャンバス製の布製ブーツである 。靴底は黒いゴム製だった。太平洋戦域の兵士には重い革靴より好まれた。靴紐の後ろには全長に渡って蛇腹式の舌革があった。
ジャングル戦に適していた日本軍の地下足袋を参考にして開発された。

## 徽章類

### 袖章
平常勤務服やシャツ、ときにはフィールドジャケットの左上腕部に袖用部隊章（SSI、通称「パッチ」）が縫い付けられた。これを付けるか否かは師団ごとの規定による。付けることになっている場合も目立たないようにされていることが多かった。
下士官兵の階級章は上衣とシャツの両腕に縫い付けられた。「シェブロン」（Shevrons、山形章・袖章の意）という山の形状をした線と弧を描いた線を組み合わせた階級章になっており、ダークブルーのウール地の台布に暗いOD色で刺繍された階級章と、ダークブルーのコットン地の台布に明るいカーキ色で刺繍された階級章がある。この2つは当初被服によって区別されて使われていたが（前者は平時勤務服、後者はそれ以外だった）、やがてこの境界線が守られなくなり、一緒に使われる階級章になった。暗い色の山線3本と弧線3本は曹長、暗い色の山線3本と弧線1本は二等軍曹、山線2本は伍長である。明るい色の山線3本と弧線2本にその間に菱形を入れた階級章は先任曹長である。明るい色の山線3本は三等軍曹、山線2本とその下にTの字は五等技術兵、山線1本は上等兵である。
左の前腕部には斜線で示される年功袖章が付く。3年ごとの勤務で1本の線が入る。年功袖章の上には6か月の海外勤務で一本の横線が入る海外勤務章が付く。第二次世界大戦中は海外勤務章の方がよく見られる。

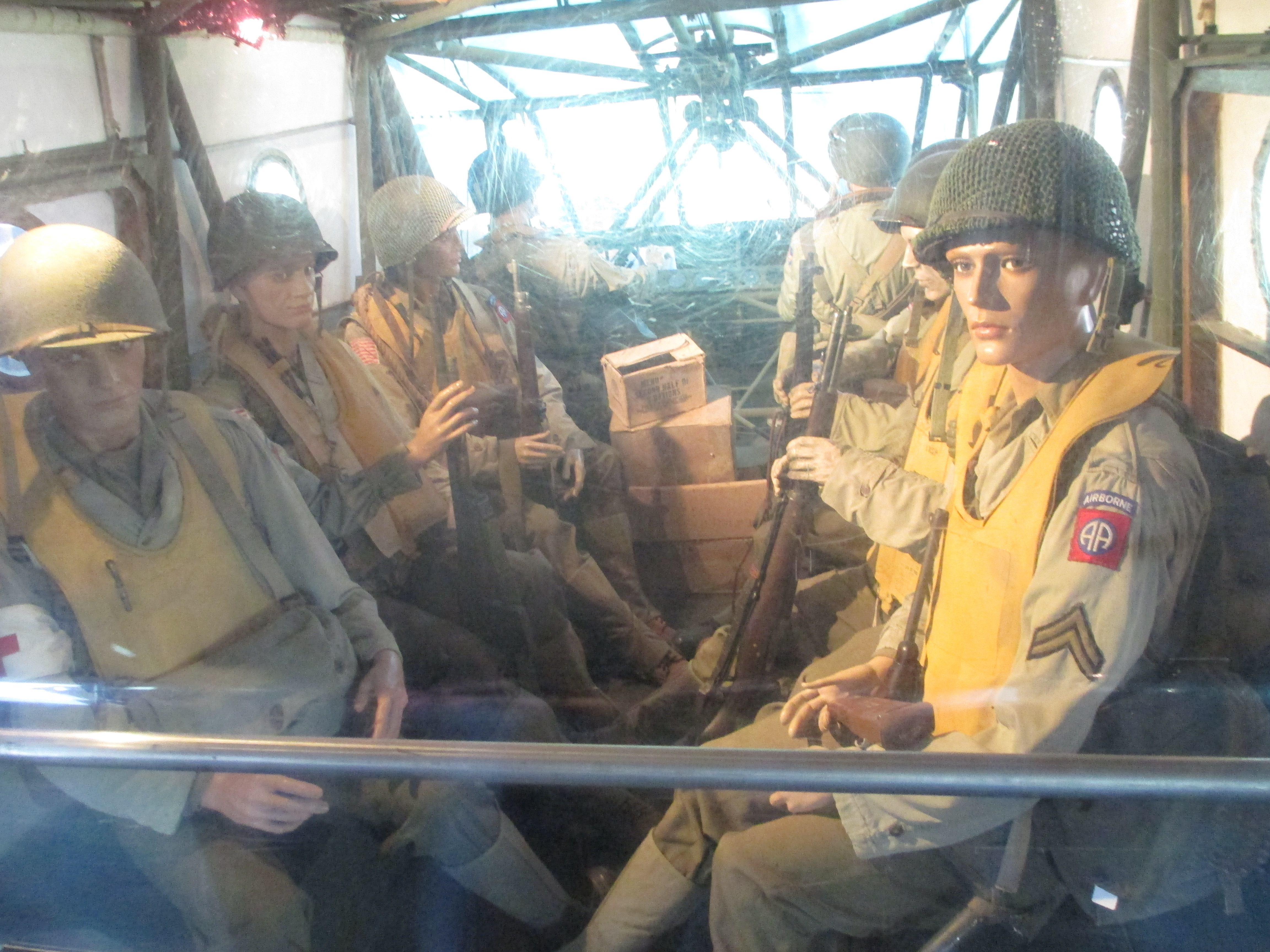
手前のマネキンの左上腕部に第82空挺師団の部隊章、その下に伍長の階級章 （2015年フランス。戦勝70周年記念の展示）

### 星条旗
他国との共同戦線時には識別用に戦闘服の腕にアメリカ国旗の星条旗を標識に付けた。腕章だったり縫い付けられていたり様々なタイプがある。これはフランスとイギリスが仲が悪いことを知った北アフリカのアメリカ軍が北アフリカ駐留フランス軍からイギリス軍に間違えられないようにする意図ではじめられたことだった。

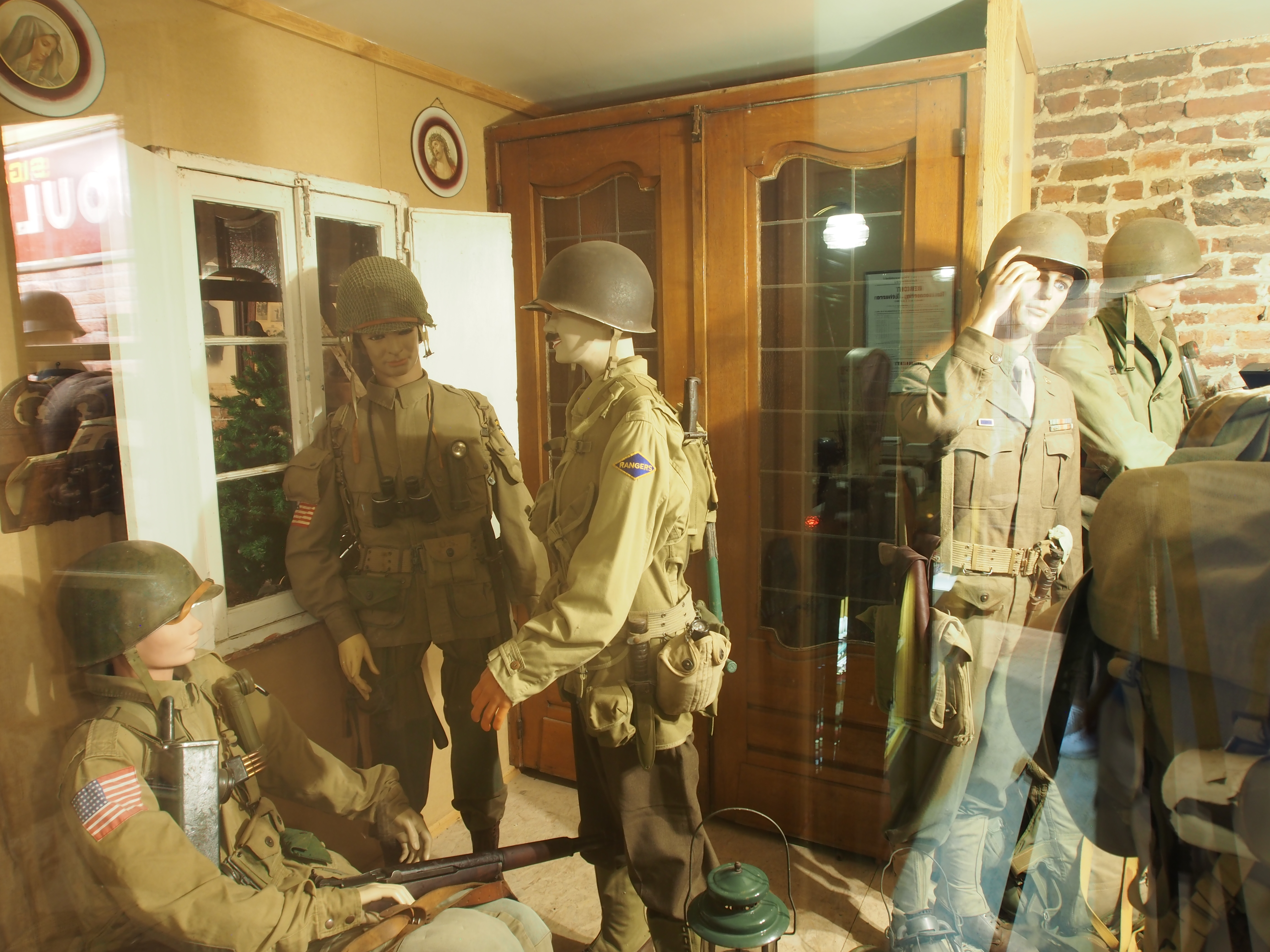
左の二体のマネキンの右腕に星条旗。中央のマネキンは左上腕部にレンジャー大隊の部隊章 （ベルギー・ギンゲロムの1944冬博物館の展示物）

## その他の装備

### ピストルベルト
M1936ピストルベルトは、3段のハトメの穴が等間隔で並んでいるのが特徴である。弾倉ポケットやM1910水筒をぶら下げることができる。

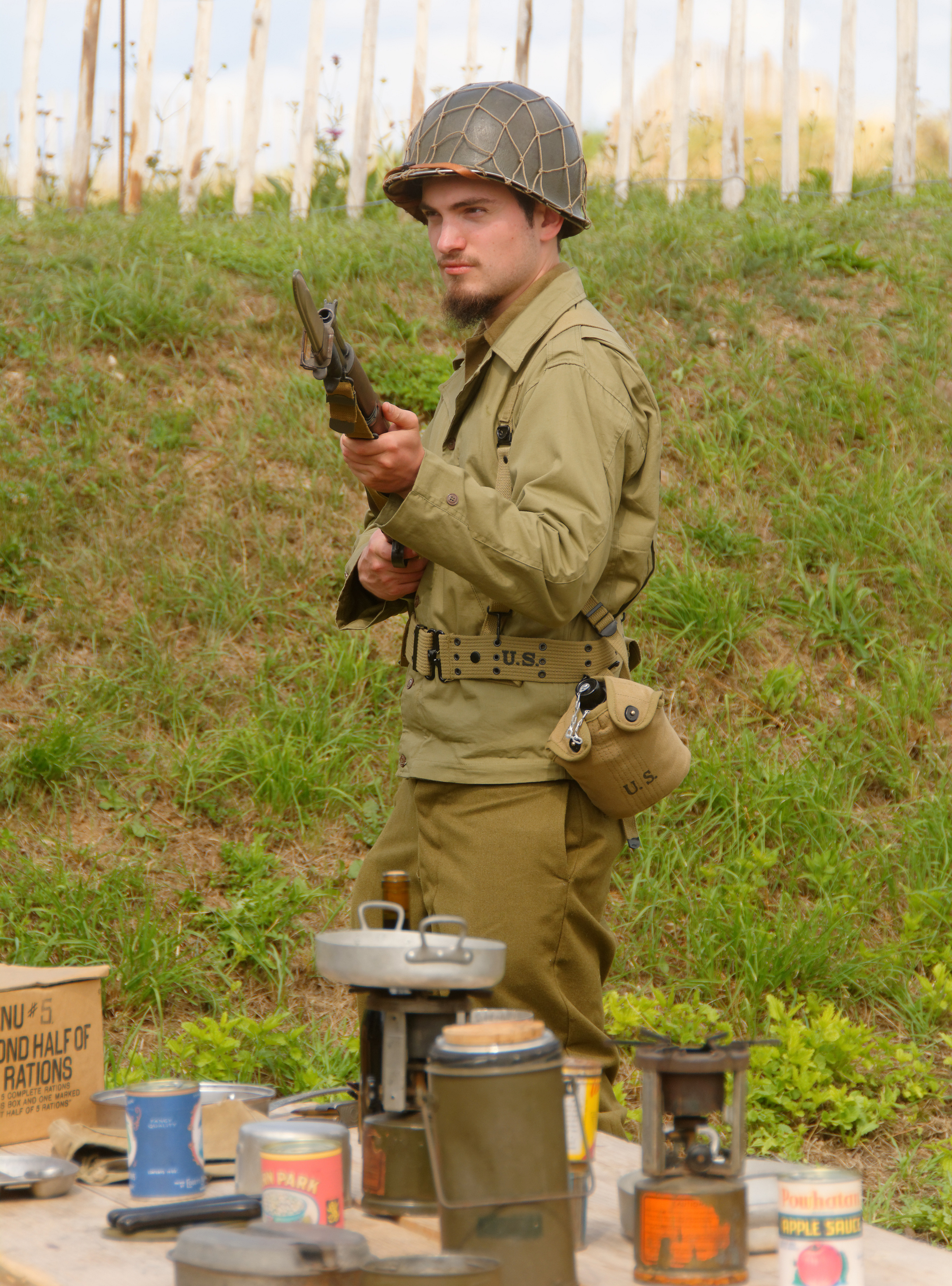
M1941フィールドジャケットの上にM1936ピストルベルトを装着し、M1910水筒をぶら下げるイベント参加者 （2017年フランス・ベルフォールでの歴史再現イベント）

### マフラー
ウール製マフラーはヨーロッパ戦線の冬季装備として後方から最前線まで広く愛用された。

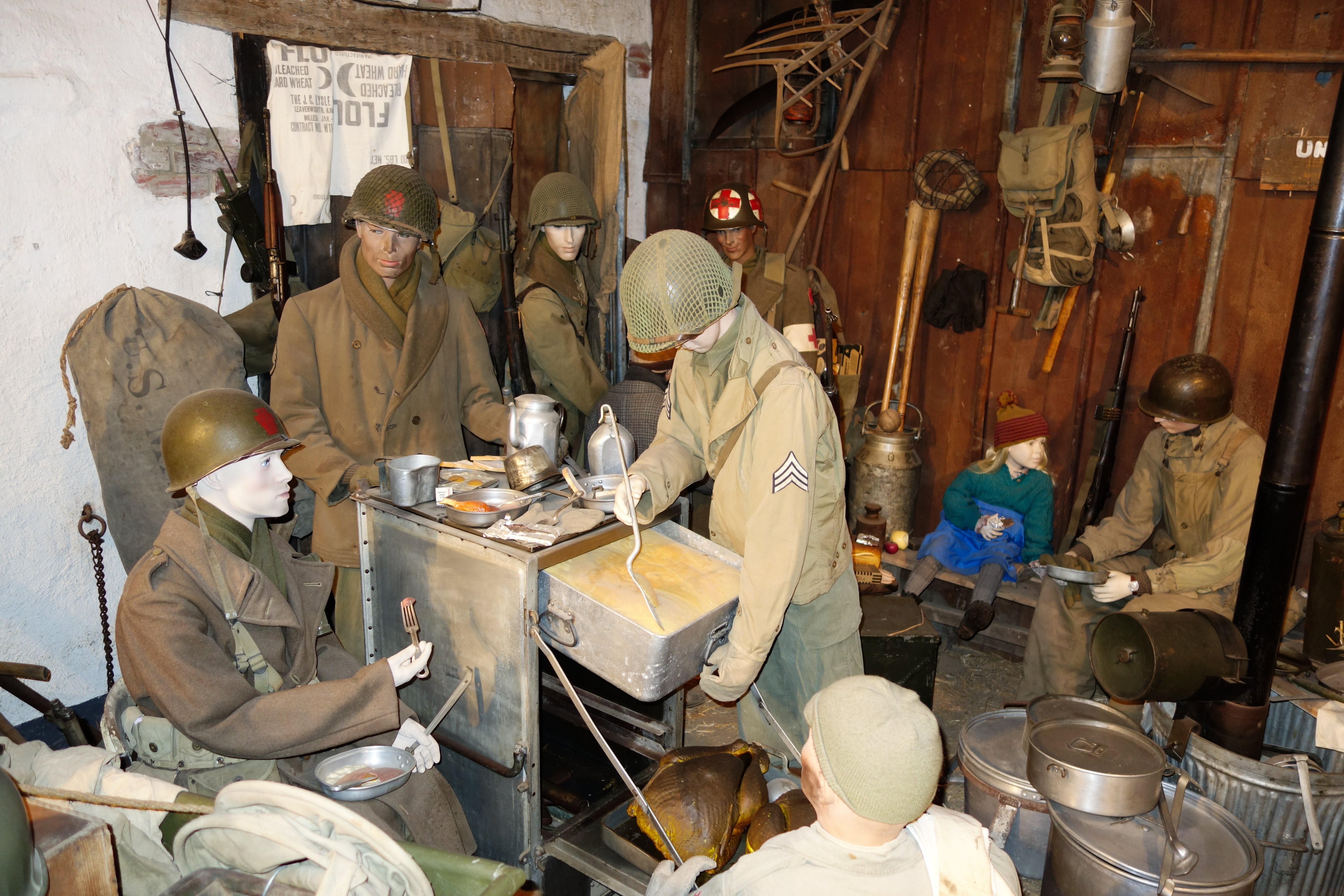
マフラーとオーバーコート（左）、マフラーとマッキノウコート（左から二番目） （ルクセンブルク・国立軍事史博物館の展示物）

### ファースト・エイド
空挺部隊は衛生部隊から離れた敵陣に降りるため、ノルマンディー上陸作戦時には包帯や止血帯、モルヒネ等が入ったファースト・エイドを支給されていた。M1ヘルメットに付ける降下兵が多かった。しかしモルヒネの使用方法が徹底されず、誤った使い方が蔓延したので回収した部隊が多かった。

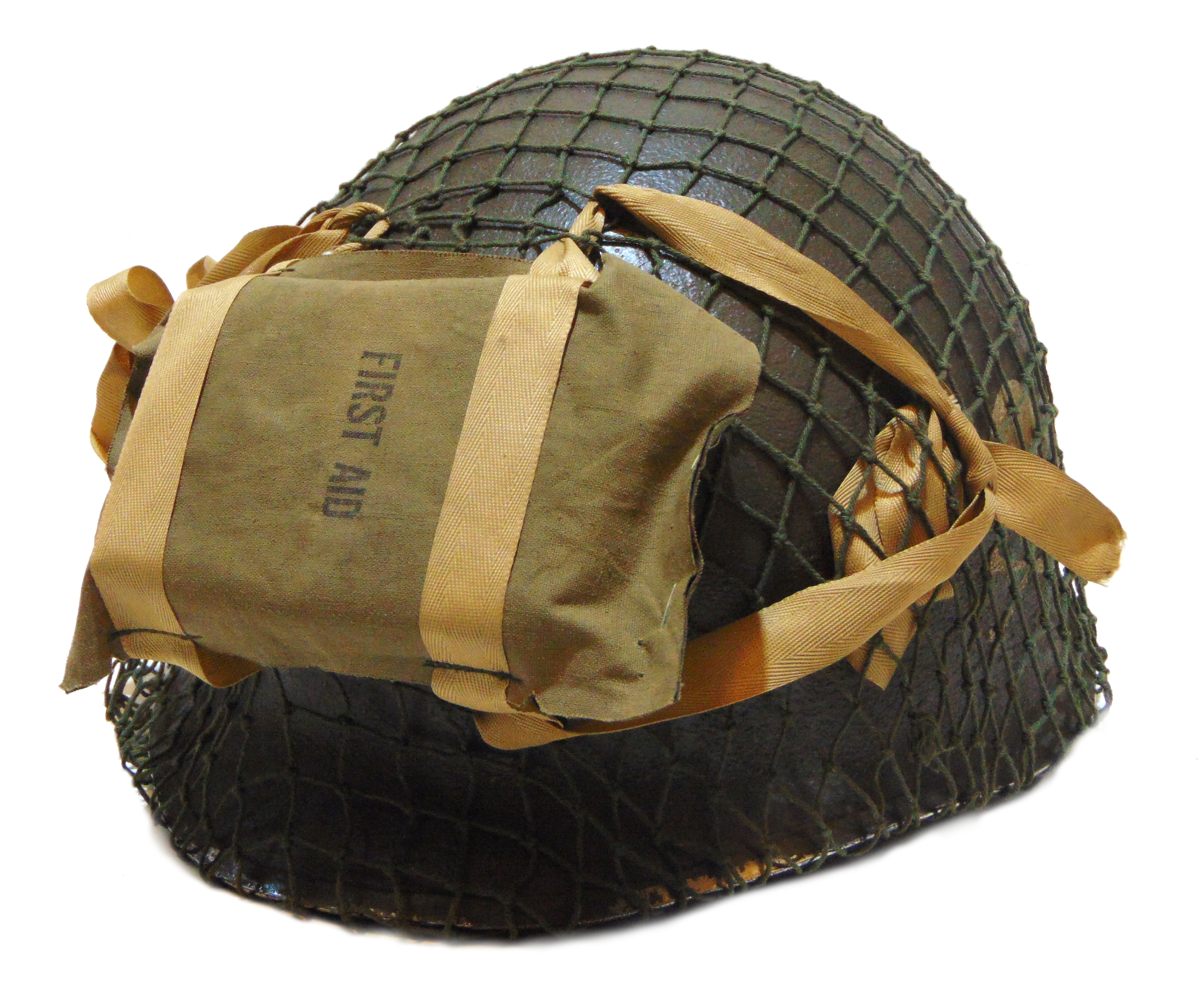
M1ヘルメットに取り付けたファースト・エイド

## 評価・影響など
第二次世界大戦のミリタリールックにおいてアメリカ軍服はドイツ軍服の人気には及ばないものの、『コンバット!』『ラット・パトロール』『史上最大の作戦』『プライベート・ライアン』『バンド・オブ・ブラザーズ』など世界的に有名なアメリカの戦争映画・ドラマの中で主人公側の軍服として盛んに描かれるため、根強いファンを持っている。
第二次世界大戦のアメリカ軍服は作業着然とした地味さがあり、ドイツ軍のようなスタイリッシュさこそないが、見栄えより実用性を優先した合理性があるとされる。世界に先駆けて通常勤務服と別に戦闘服のフィールドジャケットを採用したことはそれを象徴する。戦闘服と通常勤務制服が別になるのが当たり前になるのは戦後のことであり、アメリカ軍はその先駆者である。当時多くの分野で最も優れた装備を持っていたのはドイツ軍だったが、そのドイツ軍ですら、襟元がきっちりと閉じた上衣を着て、銀モールや金属製の徽章、勲章などをきらめかせて戦っていた。
第二次世界大戦を通じてアメリカは当時世界で一般的だったウール製野戦服を止め、種類が増えすぎた軍服を整理・統一することで「重ね着（レイヤー）方式」を編み出した。温暖地用の制服の上に重ね着することで寒冷地でも対応できるようにした。その好例がM1943フィールドジャケットだった。レイヤー方式は戦後世界各国に採用されて、今なお続く軍服の基本システムとなった。また見栄えはいいが、生産性が悪い革製の飛行服も止め、化学繊維製の飛行服を採用したのもアメリカだった。化学繊維製の飛行服は酸素マスクやGスーツなど大戦末の米軍の飛行装備と合わせ、戦後世界の空軍のスタンダードとなった。
第二次大戦におけるアメリカ軍服の進化は戦後、日本や韓国などアメリカ庇護下にある国々をはじめとする世界各国の軍隊や軍事的組織の軍服・制服に多大な影響を及ぼした。

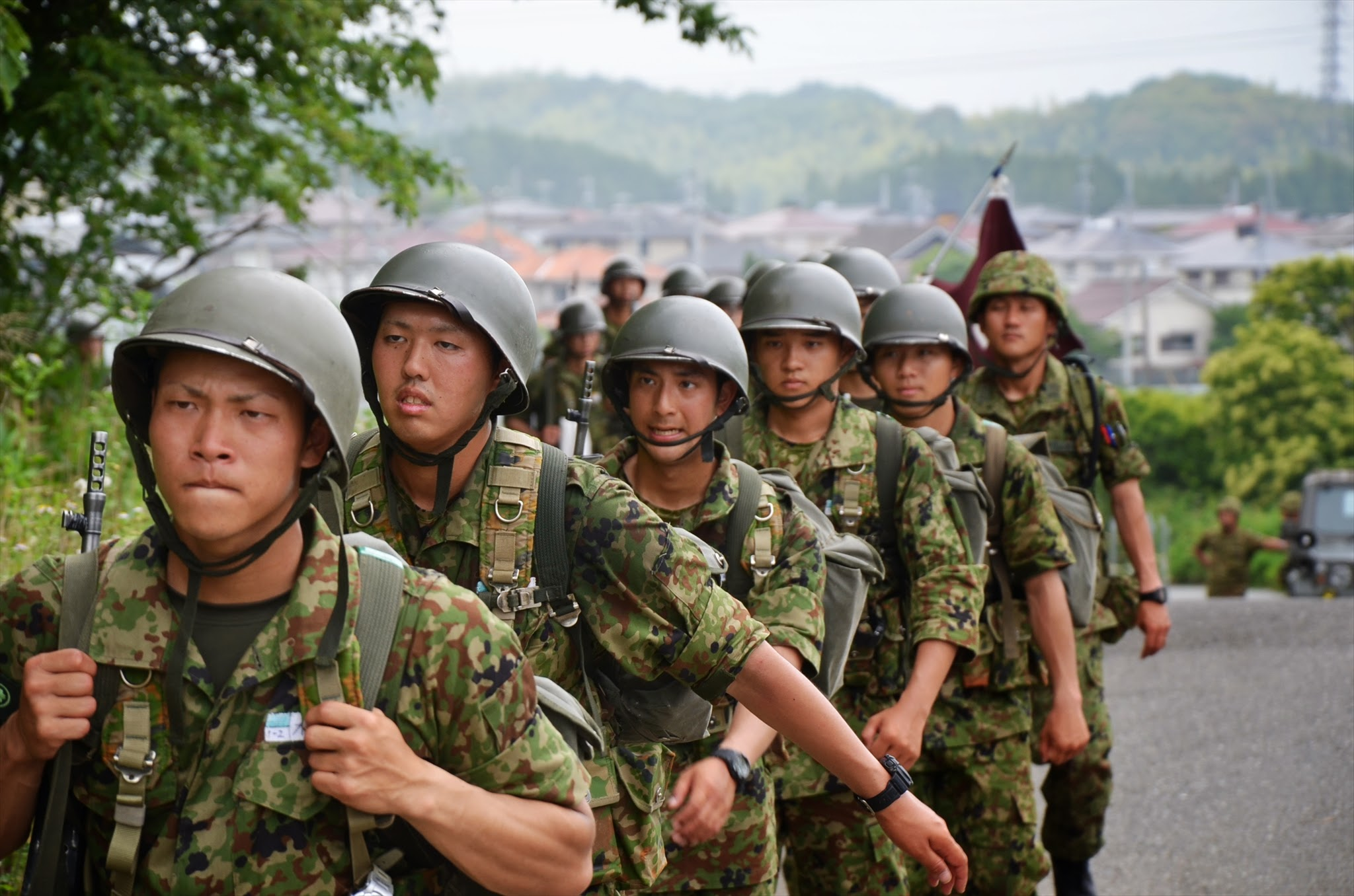
M1ヘルメットを模した66式鉄帽を被る日本の陸上自衛隊の自衛官候補生(2013年)
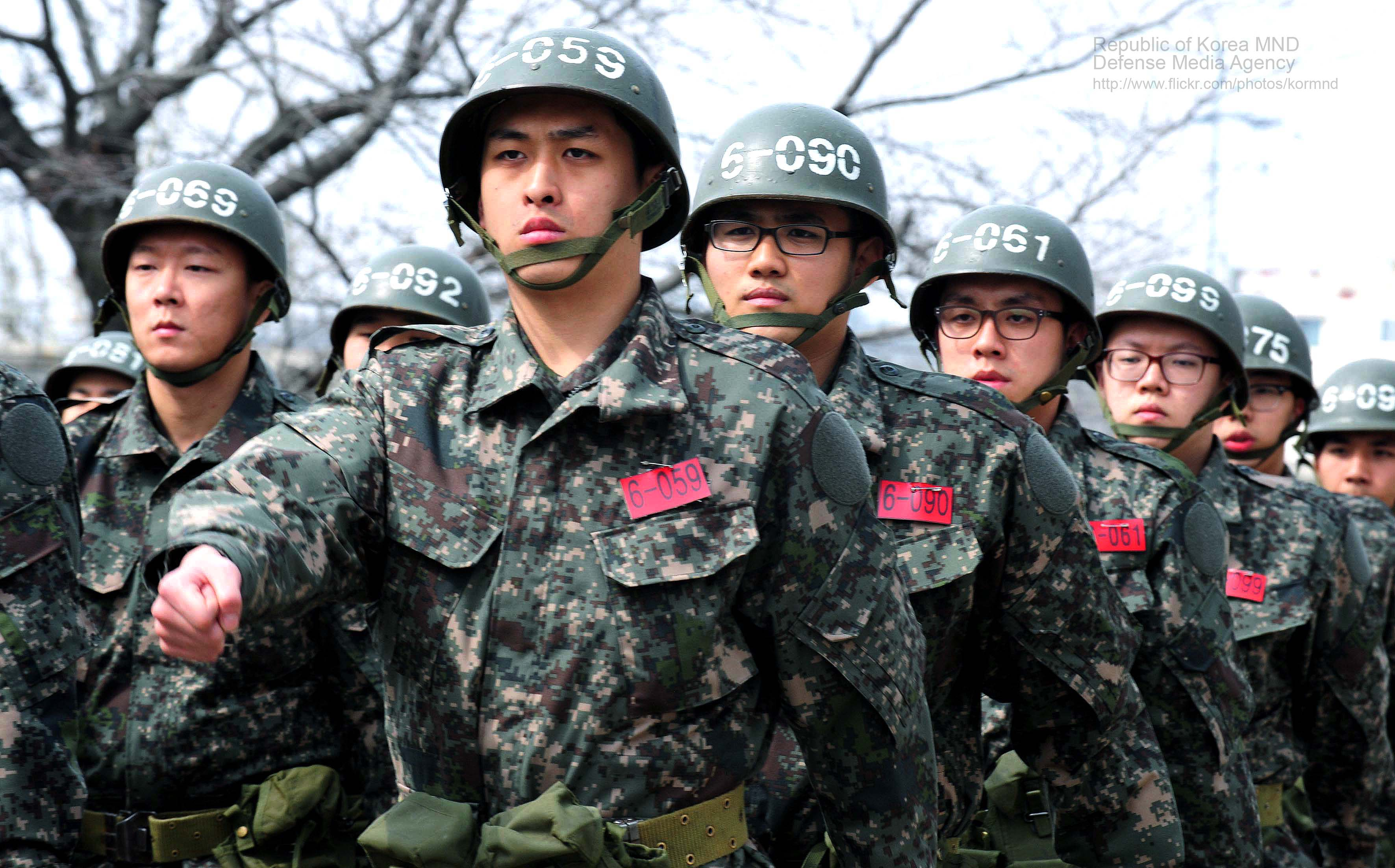
M1ヘルメットを模したヘルメットを被る韓国陸軍入営訓練生（2013年）
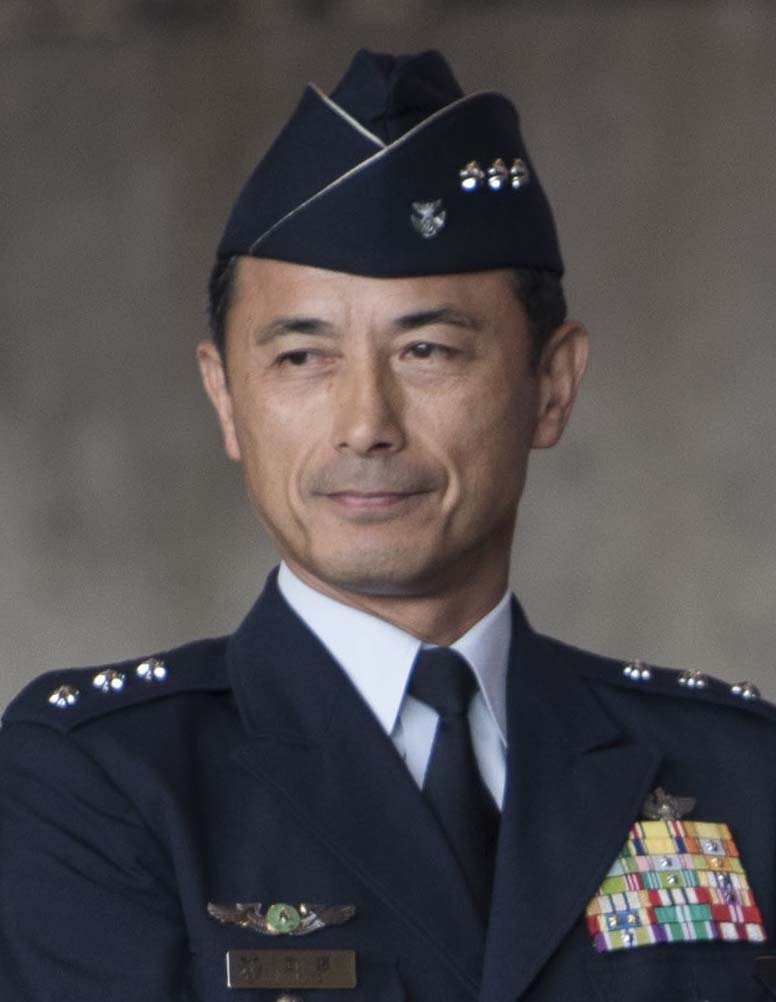
ギャリソンキャップを被る日本の航空自衛隊の武藤茂樹空将（2017）
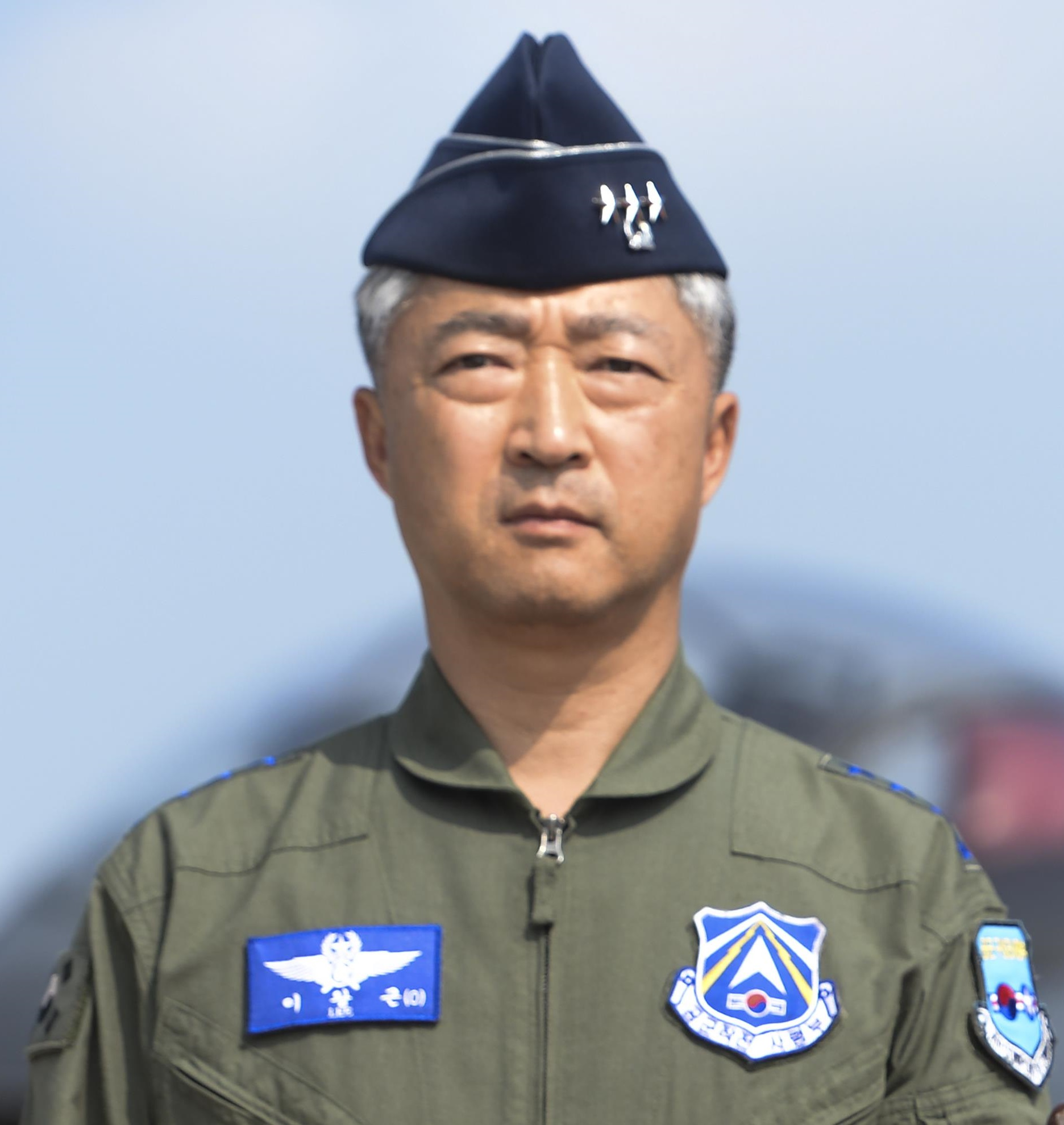
ギャリソンキャップを被る韓国空軍の李旺根中将（2016年）
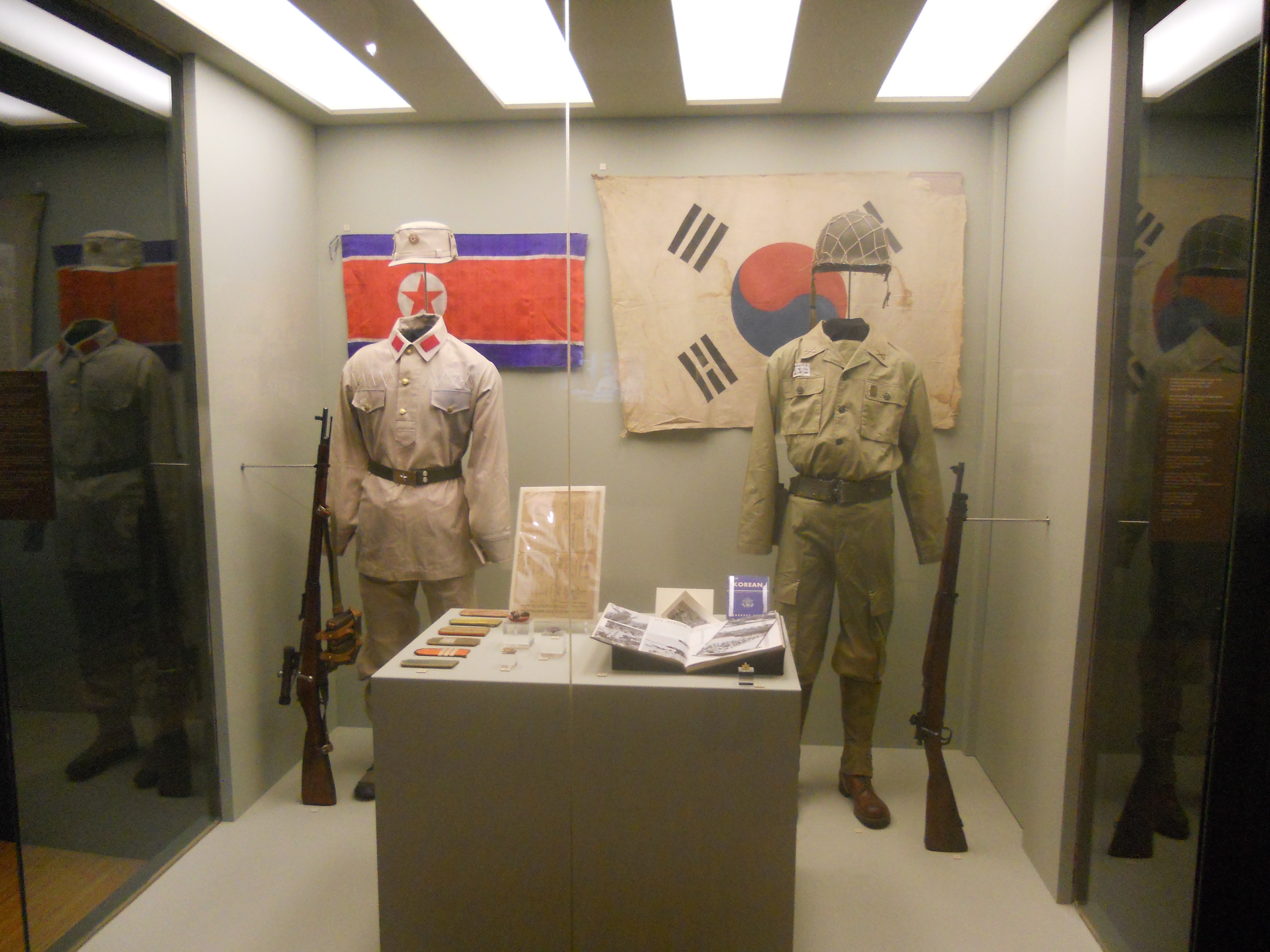
朝鮮戦争の韓国軍の軍服（右）
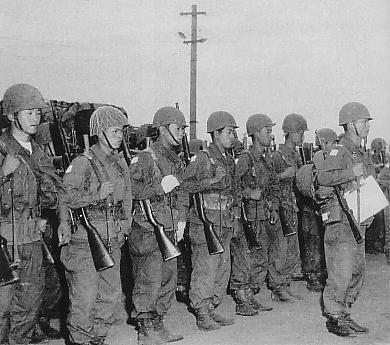
日本の保安隊（1953年）
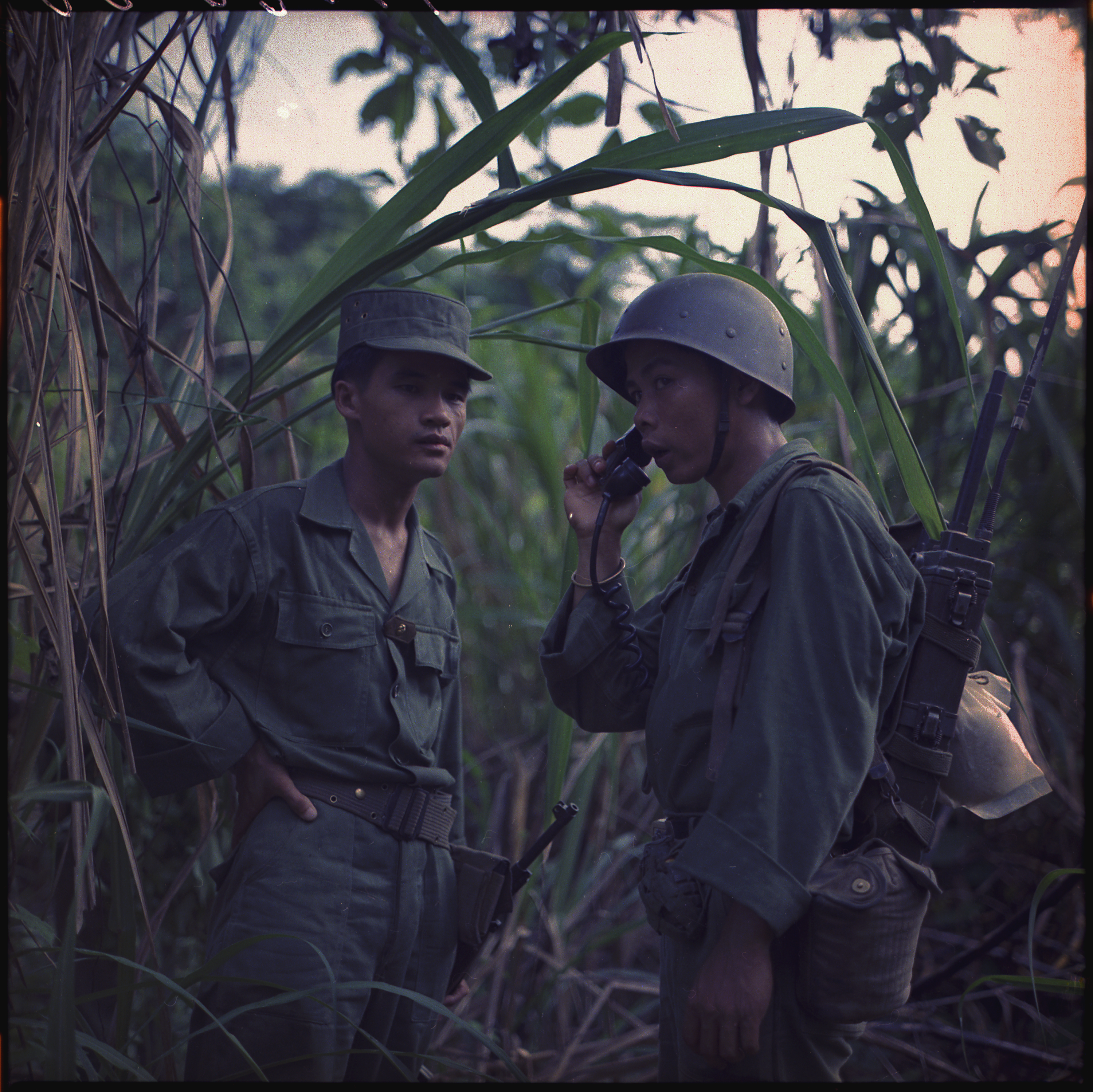
南ベトナムの軍服（1962年）